# 栄 (名古屋市)

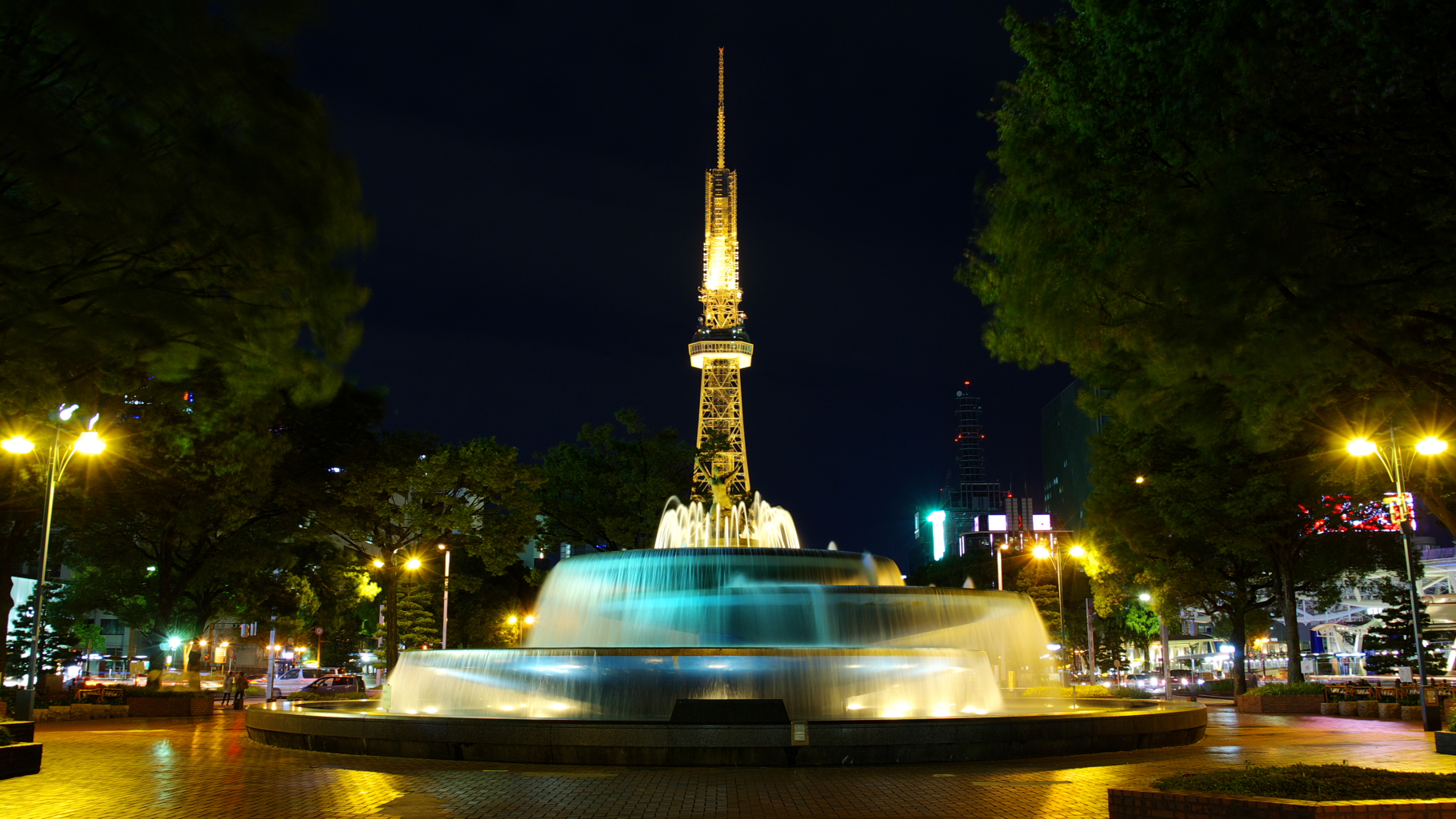
希望の泉と名古屋テレビ塔の夜景

栄（さかえ）は、愛知県名古屋市中区の町名。現行行政地名は、栄一丁目から五丁目。愛知県および中部地方（東海地方）最大の繁華街・ビジネス街であり、国内屈指の繁華街である。
繁華街としての範囲は、栄交差点および名古屋市営地下鉄栄駅・名鉄瀬戸線栄町駅を中心に、久屋大通や矢場町交差点など広範囲に及ぶ。行政地名上は栄の東側である栄三丁目・四丁目、錦三丁目（錦三）、東区東桜一丁目などが該当する。栄の西側の栄一丁目・二丁目は伏見駅が最寄りであることも影響して、一般的にイメージされる栄エリアとしては認識されていないことが多い。

## 概要

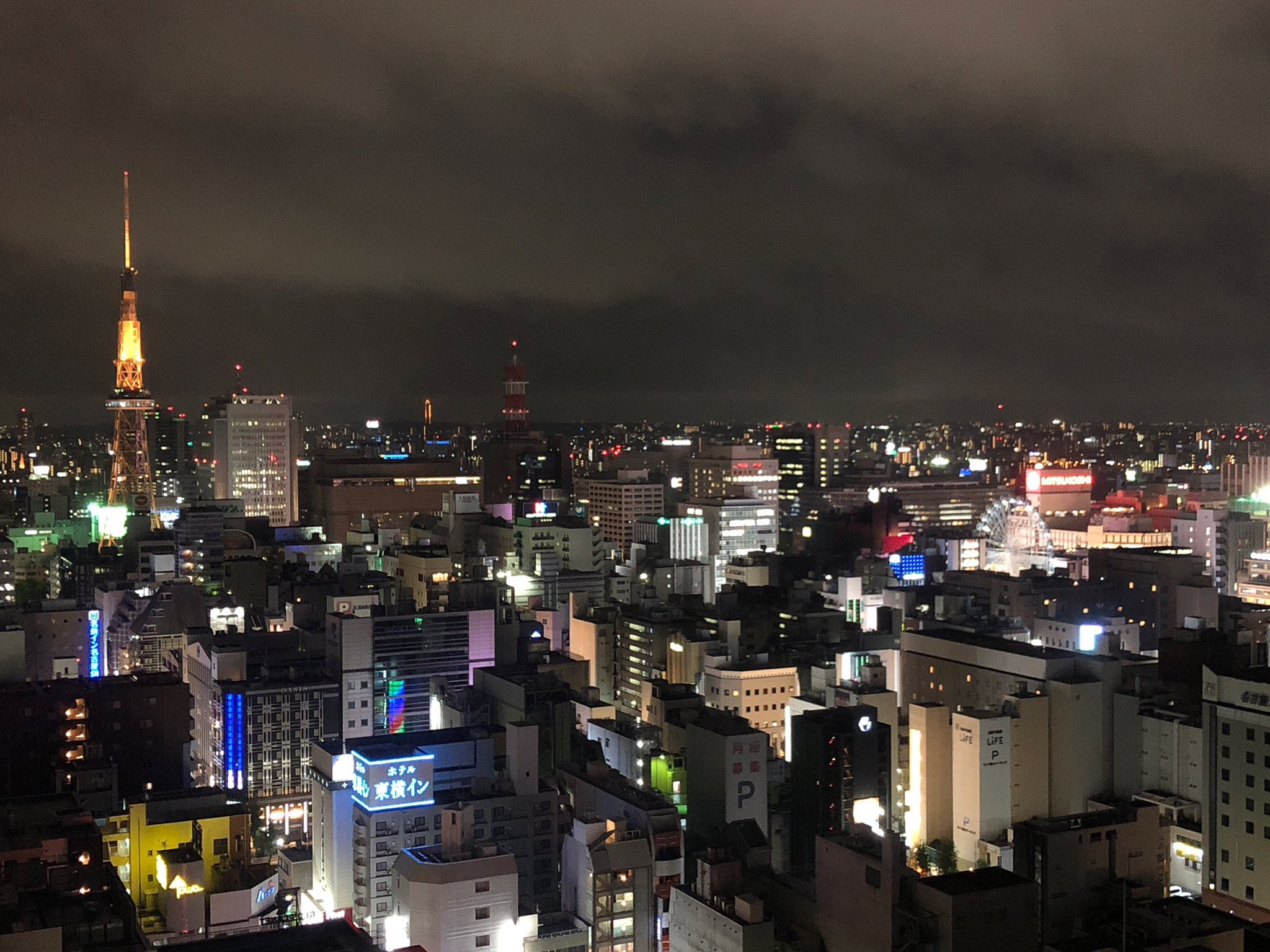
栄地区の夜景

中区の中央部に位置し、中村区の名駅（名古屋駅周辺の地域）と共に名古屋を代表する繁華街・ビジネス街であり、繁華街としての規模は中部地方最大および国内屈指である。東西方向の広小路通と南北方向の大津通が交わる栄交差点を中心に一大商業エリアを形成する地域で、名古屋市の都心・中心業務地区（CBD）。道路が広く整備されていることを利用し、休日や世界コスプレサミットなどのイベント時には歩行者天国などで道路を開放することがある（後述）。
大津通と並行して“100メートル道路”として有名な久屋大通が南北に通っており、矢場町から栄を抜けて外堀通までは久屋大通公園として整備されている。この公園内では週末を中心にイベントが盛んに行われている。名古屋のランドマークとしてよく知られる名古屋テレビ塔は公園内に位置しており、夜間にはライトアップが行われるなど街を彩っている。隣接地には飲食店街やバスターミナルを併設した立体公園の「オアシス21」、愛知県美術館・愛知県芸術劇場で構成される大型文化施設「愛知芸術文化センター」が立地する。
地元の老舗百貨店である松坂屋や、三越のほか、栄交差点から南側の矢場町（若宮大通）方面にかけてパルコ、ナディアパーク、ラシックなどの大型商業施設（ファッションビル）が続く。特に久屋大通公園西側を走る大津通の栄交差点から矢場町交差点を南北に結ぶエリアは、海外高級ブランドの路面店やインテリアショップや高級家具店が進出しており、「名古屋のメインストリート」である。若宮大通の南側には、電気街・観光地として有名な大須が位置している。
また、栄交差点を取り囲むように錦三（きんさん：栄交差点北西側）、女子大小路（栄ウォーク街：栄交差点南東側）、住吉（七間町通：栄交差点南西側）、プリンセス大通り（呉服町通：栄交差点南西側）といった名古屋を代表する歓楽街が存在し、夜も賑わいを見せる。広小路通に並行する錦通には地下鉄東山線や久屋大通には、地下鉄名城線と名鉄瀬戸線の各駅が存在し、これらを中心として森の地下街（地下鉄駅コンコース）、サカエチカ（広小路通下）、セントラルパーク地下街（久屋大通公園北部地下）などが連結し、広大な地下街を形成している。また、久屋大通公園南部の地下は、市営久屋駐車場、エンゼルパークなどの巨大立体駐車場として整備されており、車社会の名古屋に対応している。
JRセントラルタワーズやその核店舗となるJR名古屋高島屋開業を機に、2000年代以降商業・ビジネス街として台頭した名駅（名古屋駅一帯）に対抗するため、百貨店の丸栄跡地や久屋大通、名古屋テレビ塔などで再開発が進められている。2020年には名古屋テレビ塔と久屋大通公園北エリアの大規模再開発が完了し、久屋大通公園は商業施設を併設した開放的な都市公園である「ヒサヤオオドオリパーク」としてリニューアルされた。

## 地理

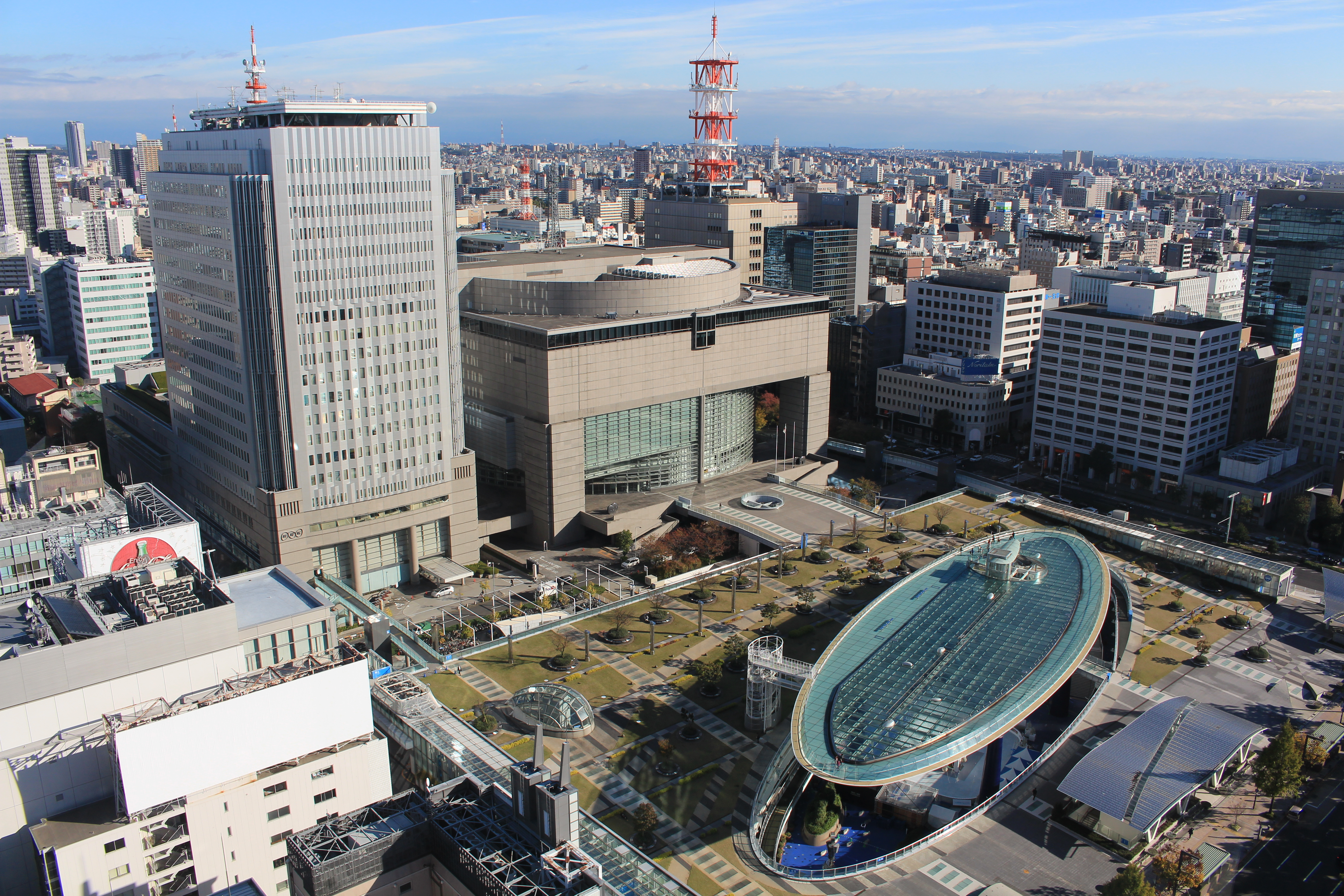
隣接する東区東桜方面

町名としての栄は、1966年以降の合計3回にわたる住居表示の実施により、東端は空港線、西端は堀川、南端は若宮大通、北端は広小路通に囲まれた地区一帯に栄一丁目から栄五丁目として成立した。
一般的に「栄」と呼ばれるのは、住居表示施行前に栄町（さかえまち）という町名であった栄交差点を中心としたエリアである。このことから、かつては「さかえまち」の呼称も広く用いられていたが、現在は「さかえ」が一般的となっている。北に隣接する錦、東区東桜、さらに錦の北に隣接する丸の内の南側、東区泉の一部なども、町名が栄ではなくても栄と呼ばれることが多い。一方で、伏見駅・広小路伏見交差点周辺の栄一丁目、栄二丁目は伏見（旧町名の伏見町および南伏見町に由来）、矢場町駅・矢場町交差点周辺の栄三丁目南部や栄五丁目は矢場町と、旧町名・交差点名で呼ばれる地域もある。
このように栄地区は広範囲であることから、そこに含まれる各エリアには多くの通称が存在する。広小路や久屋大通、大津通などの通りの名を用いて呼ぶほか、栄地区三大歓楽街である錦三（きんさん）、女子大小路、住吉などの夜の歓楽街の名称で呼ぶ地区もある。また、『ホットペッパー』の記事などでは、大阪市の「キタ」「ミナミ」のように、地区を分けて呼ぶこともある。
広域で言えば、広小路通を東に下った歓楽街の東新町交差点周辺も栄エリアに含まれることがある（例：キング観光サウザンド栄東新町店。正式な所在地は新栄一丁目）。

### 世帯数と人口
2019年（平成31年）2月1日現在の世帯数と人口は以下の通りである。
| 丁目     | 世帯数    | 人口     |
| -------- | --------- | -------- |
| 栄一丁目 | 2,895世帯 | 4,257人  |
| 栄二丁目 | 815世帯   | 1,240人  |
| 栄三丁目 | 809世帯   | 1,143人  |
| 栄四丁目 | 678世帯   | 884人    |
| 栄五丁目 | 2,286世帯 | 3,105人  |
| 計       | 7,483世帯 | 10,629人 |

#### 人口の変遷
国勢調査による人口の推移
| 1995年（平成7年）  | 6,764人 | [ WEB 8 ]  |  |
| 2000年（平成12年） | 7,139人 | [ WEB 9 ]  |  |
| 2005年（平成17年） | 8,061人 | [ WEB 10 ] |  |
| 2010年（平成22年） | 9,272人 | [ WEB 11 ] |  |
| 2015年（平成27年） | 9,958人 | [ WEB 12 ] |  |

### 学区
市立小・中学校に通う場合、学校等は以下の通りとなる。また、公立高等学校に通う場合の学区は以下の通りとなる。なお、小・中学校は学校選択制度を導入しておらず、番毎で各学校に指定されている。
| 丁目     | 小学校                                                                            | 中学校                                    | 高等学校 |
| -------- | --------------------------------------------------------------------------------- | ----------------------------------------- | -------- |
| 栄一丁目 | 名古屋市立栄小学校                                                                | 名古屋市立前津中学校                      | 尾張学区 |
| 栄二丁目 | 名古屋市立栄小学校                                                                | 名古屋市立前津中学校                      | 尾張学区 |
| 栄三丁目 | 名古屋市立栄小学校                                                                | 名古屋市立前津中学校                      | 尾張学区 |
| 栄四丁目 | 名古屋市立栄小学校 名古屋市立新栄小学校 名古屋市立老松小学校                      | 名古屋市立前津中学校 名古屋市立白山中学校 | 尾張学区 |
| 栄五丁目 | 名古屋市立栄小学校 名古屋市立大須小学校 名古屋市立新栄小学校 名古屋市立老松小学校 | 名古屋市立前津中学校 名古屋市立白山中学校 | 尾張学区 |

## 歴史

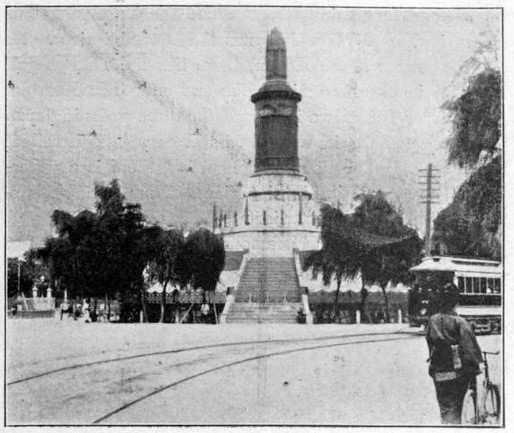
栄広小路にあった日清戦争戦没記念碑（覚王山日泰寺に移築）。

江戸時代初期、清洲越しにより尾張藩の名古屋城城下町が整備された際、栄地区は城下の南東端にあたる地域であった。城下から飯田街道への出口にあたる。
徳川家康が名古屋城を築城した後、万治の大火に見舞われたが、碁盤割地域の南端に位置していた堀切筋を拡幅し、それを「広小路」と呼んだという。やがて広い道筋に人が集まり、寺が開かれ、売店や見世物小屋も軒を連ねるようになるようになった。
明治に入り、栄地区に県庁・学校などの官公施設や銀行・料亭などの商業施設が作られるようになった。また、広小路通沿いに路面電車が開通すると、町として大きく開け、次第に繁華街を形成するようになった。1902年には広小路通が千種方面に延伸整備されると、名古屋東部の郊外地域への交通の便も向上した。1910年、いとう呉服店（松坂屋の前身）が移転開業し、1915年には百貨店十一屋（丸栄の前身）が開業した。
第二次世界大戦末期には、2年に満たない期間だけではあるが、現在の中区の北半分に栄区が設置されたことがある。戦後、復興計画として久屋大通や錦通の大通りを整備し、その後、そこに公園・地下鉄・地下街といった公共施設を整備することにより、栄地区は名古屋の商業の中心地として大きく発展してきた。
近年は栄公園の整備などが行われたが、名駅地区の発展が目覚しく、栄地区は名古屋の中心地としての地位はいまだ揺るがないものの、今後の活性化策が模索されている。

### 町名の由来
地区内の旧町名のうち、比較的知名度の高い栄町からとって「栄」とした。栄町の由来は、明暦年間（1655〜1658年）頃から栄村（さこむら、のちの中村区栄生町）の住民が店を出して商売をするようになったことによるという。

### 沿革

#### 栄町
- 1878年（明治11年）12月28日 - 広小路片町の改称により、名古屋区栄町が成立[1]。
- 1889年（明治22年）10月1日 - 名古屋市成立により、同市栄町となる[1]。
- 1908年（明治41年）4月1日 - 中区成立により、同区栄町となる[1]。
- 1944年（昭和19年）2月11日 - 栄区成立により、同区栄町となる[1]。
- 1945年（昭和20年）11月3日 - 栄区廃止により、中区栄町となる[1]。
- 1966年（昭和41年）3月30日 - 一部が中区栄二丁目・栄三丁目[1]および錦二丁目[5]にそれぞれ編入される。
- 1969年（昭和44年）10月21日 - 一部が栄三丁目に編入される[1]。
- 1976年（昭和51年）1月18日 - 残部が栄三丁目・錦三丁目にそれぞれ編入され消滅[1]。

#### 栄一丁目〜栄五丁目
- 1966年（昭和41年）3月30日 - 住居表示実施に伴い、以下の通り中区栄一〜三丁目が成立[1]。
  - 一丁目 - 中区横三ツ蔵町・木挽町・竪三ツ蔵町・天王崎町・常盤町・中ノ町・西洲崎町・東角町・東洲崎町・広小路通・南園町・南伏見町・役割町の各一部
  - 二丁目 - 中区入江町・南桑名町・南長島町・八百屋町の全域および栄町・白川町・末広町・鉄砲町・東角町・富岡町・日出町・広小路通・南伏見町・御幸本町通・横三ツ蔵町の各一部
  - 三丁目 - 中区住吉町・南伊勢町・南呉服町の全域および大坂町・栄町・末広町・鉄砲町・富沢町・針屋町・南大津通・南鍛冶屋町・南久屋町・御幸本町通・門前町・矢場町の各一部
- 1969年（昭和44年）10月21日 - 以下の通り、栄四〜五丁目が成立[1]。
  - 四丁目 - 中区七曲町全域および西新町・池田町・大坂町・新栄町・西瓦町・南新町・南久屋町・南武平町・宮出町の各一部
  - 五丁目 - 中区松島町全域および池田町・月見町・東陽町・西川端町・西瓦町・東川端町・松元町・丸田町・南瓦町・南久屋町・南武平町の各一部
  - 大坂町・栄町・月見町・東陽町・西川端町・南鍛冶屋町・南久屋町の各一部を三丁目へ編入[1]。
  - 一丁目の一部が大須一丁目、二丁目の一部が大須二丁目、三丁目の一部が大須三〜四丁目となる[1][6]。
- 1976年（昭和51年）1月18日 - 小市場町・栄町の各一部を三丁目へ編入[1]。

## 歩行者天国

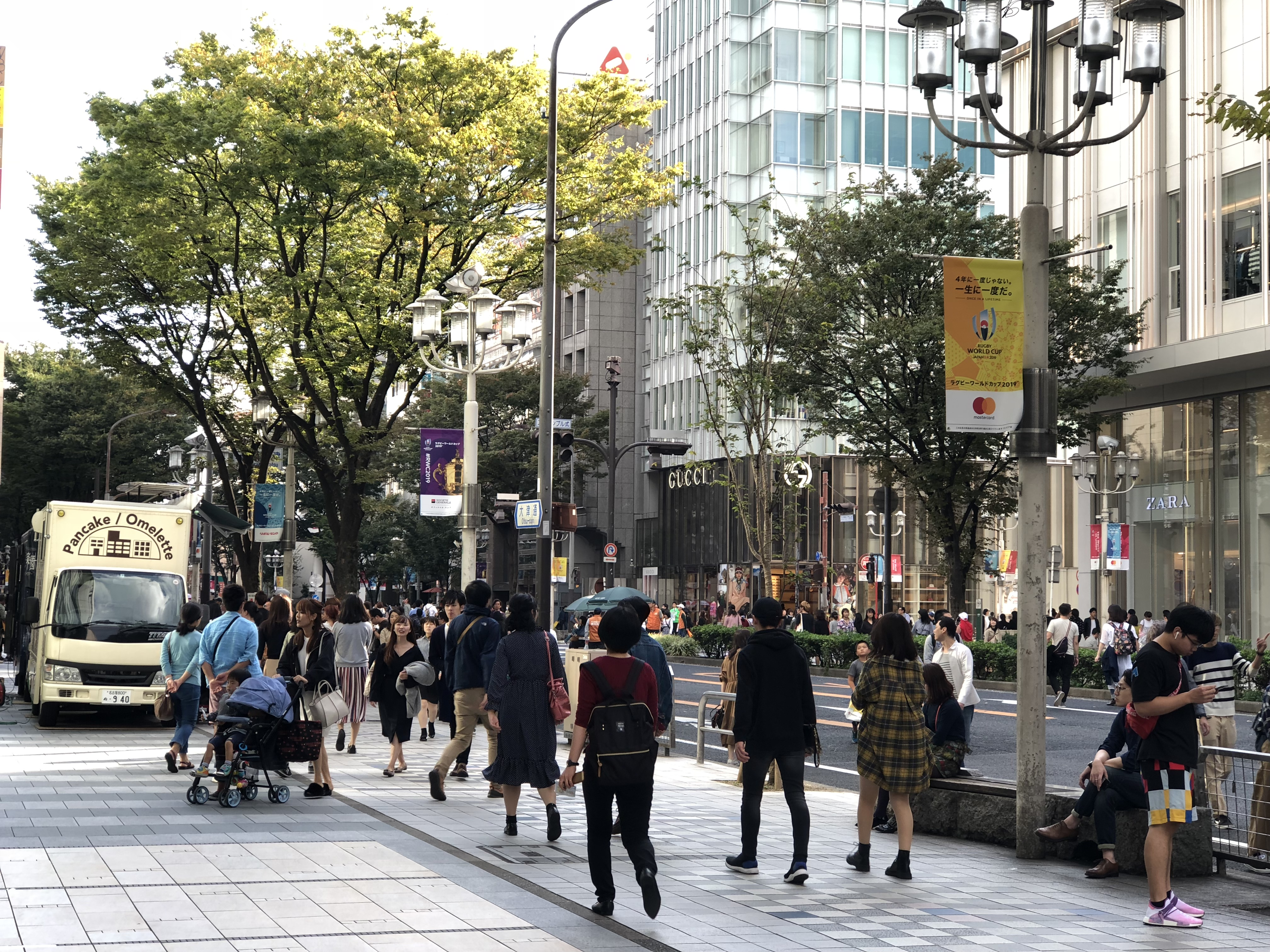
大津通の歩行者天国（2018年）

1970年（昭和45年）9月から、大津通の栄交差点と矢場町交差点の間（通称・南大津通）で「なごや日曜遊歩道」と称した歩行者天国が実施されていたが、違法駐車の増加などもあって1984年（昭和59年）9月に中止された。
近年になって街の活性化を図るべく歩行者天国の再開が検討され、2011年（平成23年）9月18日から試験実施が行われた。9月18日から11月13日までの毎週日曜日（10月16日以外）に実施し、その状況を見て今後の本実施の可否が決定するとされた。
その結果、2012年4月15日から本格的に実施されることが決定した。試験実施時には禁止されていた路上パフォーマンスや飲食物販売も行われることになっている。2013年（平成25年）から2016年（平成28年）までは毎年5月下旬 - 6月上旬の日曜日に「SAKAEコスプレフェスティバル」と称した総務省東海総合通信局・東海テレビ主催による路上コスプレイベントが開催されていた。2017年（平成29年）からは主催が世界コスプレサミットに交代し「ホココス」として開催されており、春と秋の年2回開催に拡大している。
なお、自転車での通行は禁止である（押して歩くことは可能）。

## 交通

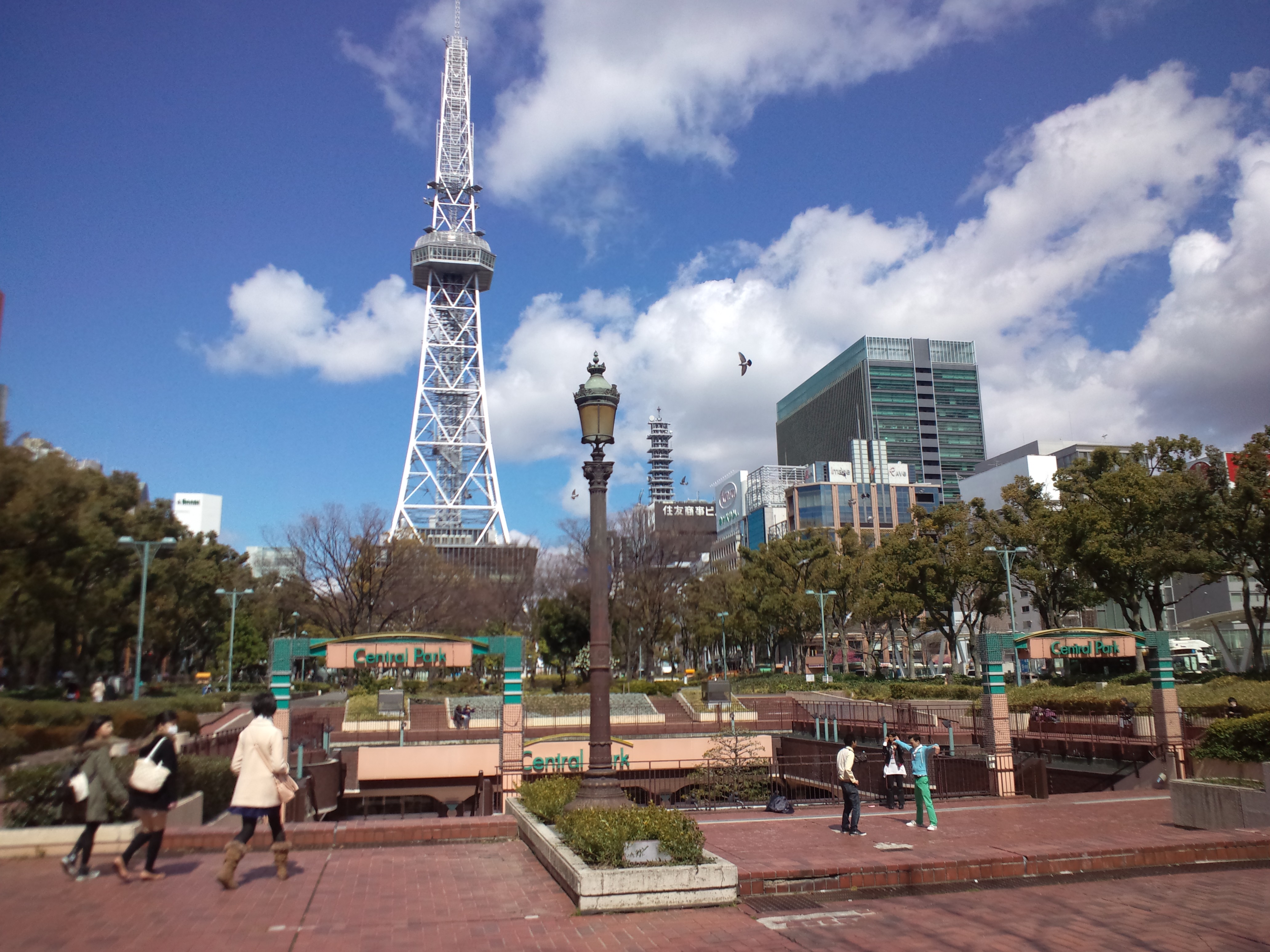
テレビ塔と地下街セントラルパークの入口

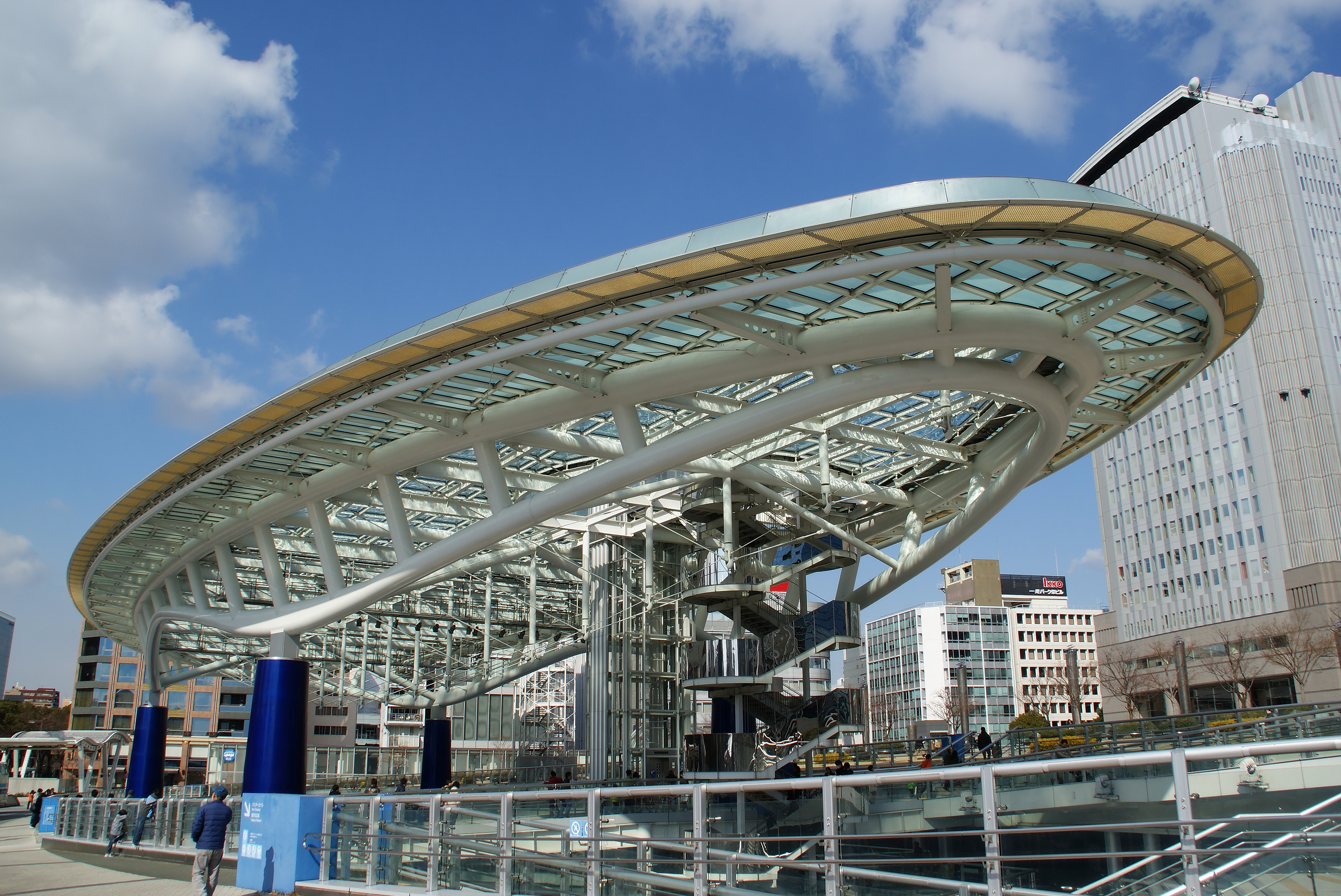
オアシス21

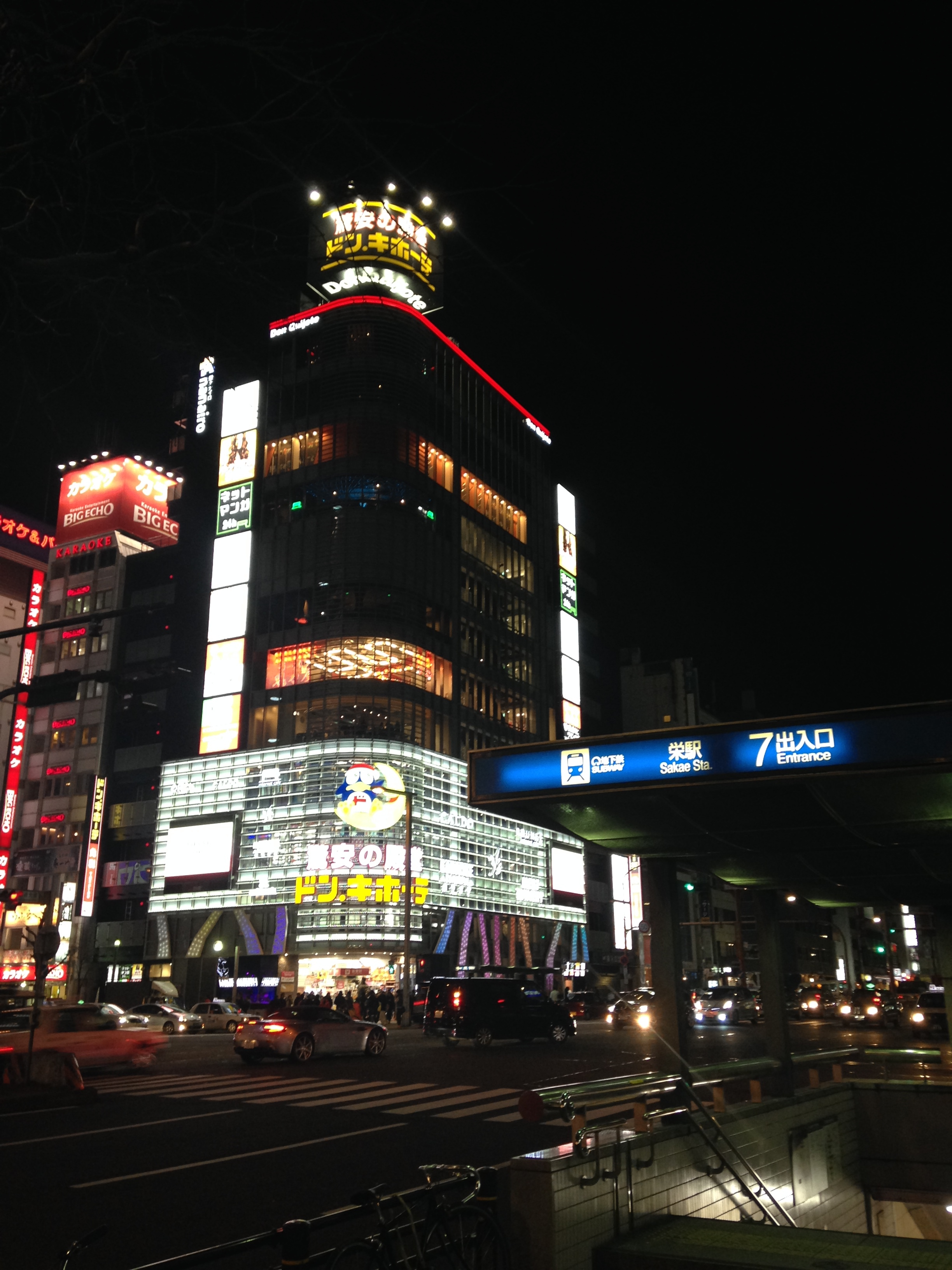
栄駅7番出口

### 鉄道
名古屋市営地下鉄
- 栄駅：東山線・名城線
- 矢場町駅：名城線
- 伏見駅：東山線・鶴舞線
- 久屋大通駅：名城線・桜通線

名鉄
- 栄町駅：瀬戸線

### バス
リムジンバス
- 名鉄バス
  - 伏見・栄 - 中部国際空港
  - 名鉄バスセンター・栄 - 県営名古屋空港

高速バス
- 名古屋駅発着の一部路線が栄も経由している。

一般路線バス
- 名古屋市営バス[注釈 1]
- 名鉄バス[注釈 1]

### 道路
主な通り
- 久屋大通
- 大津通
- 本町通
- 桜通（国道19号）
- 錦通
- 広小路通（愛知県道60号名古屋長久手線）
- 若宮大通
- 伏見通（国道19号・22号）
- 空港線（名古屋市道堀田高岳線）

## 主な施設

### 栄一丁目

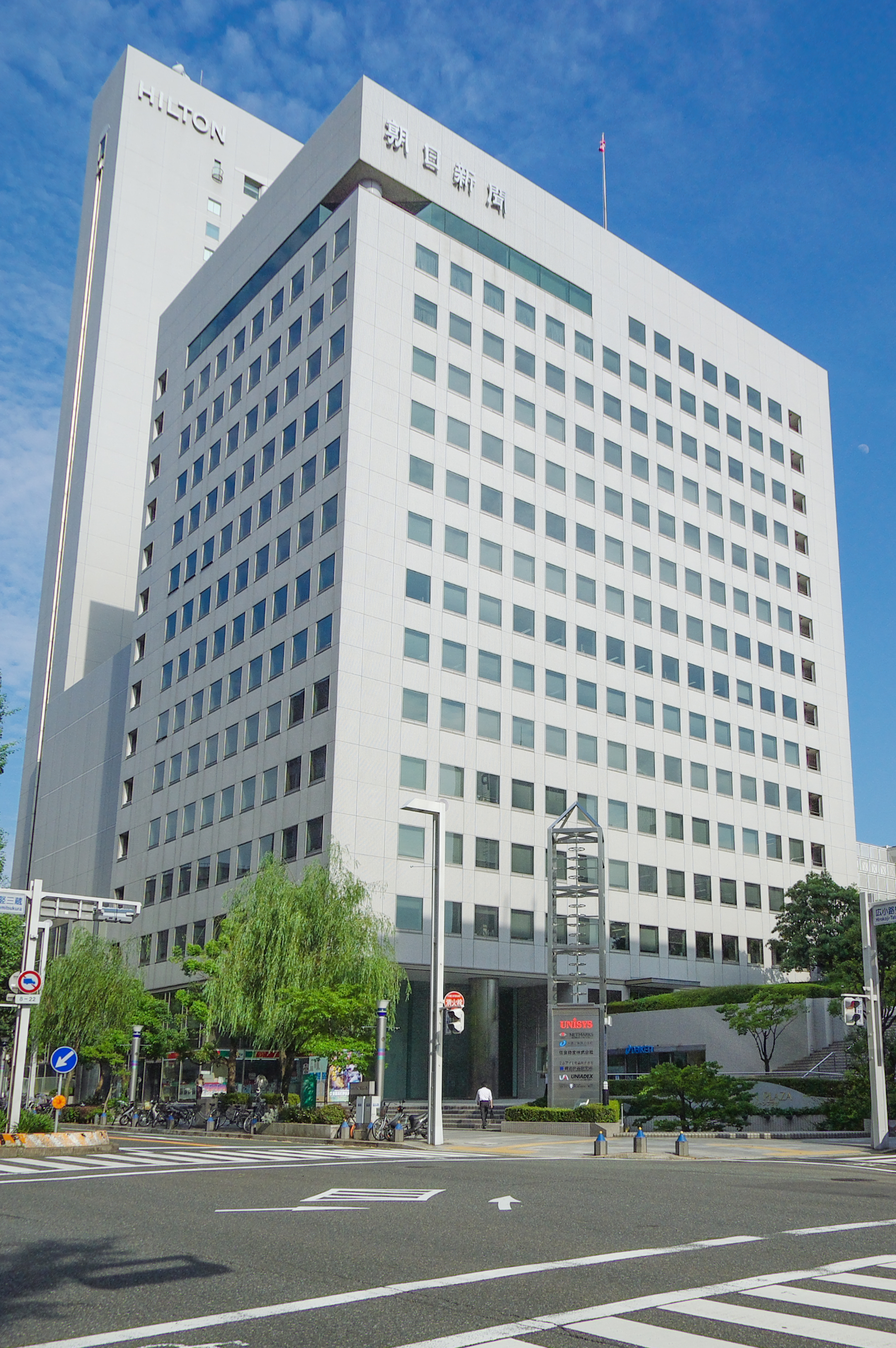
朝日会館（朝日新聞名古屋本社）
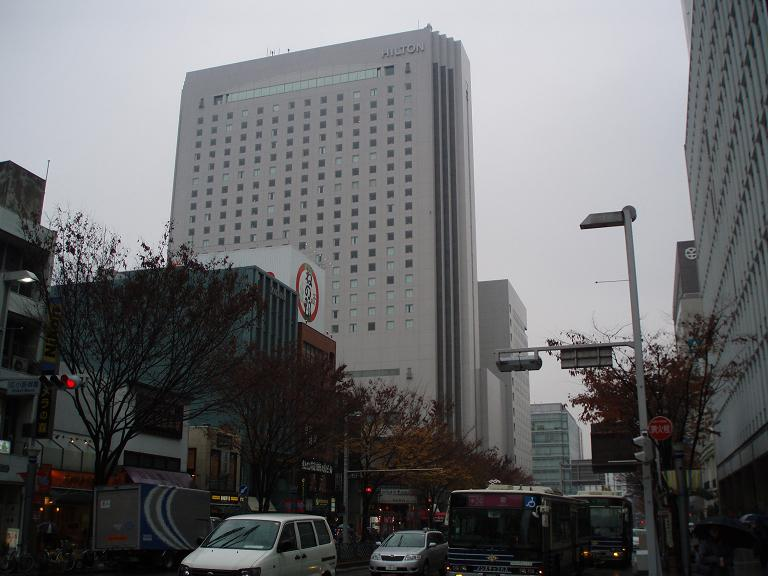
ヒルトン名古屋
- リッチモンドホテル名古屋納屋橋
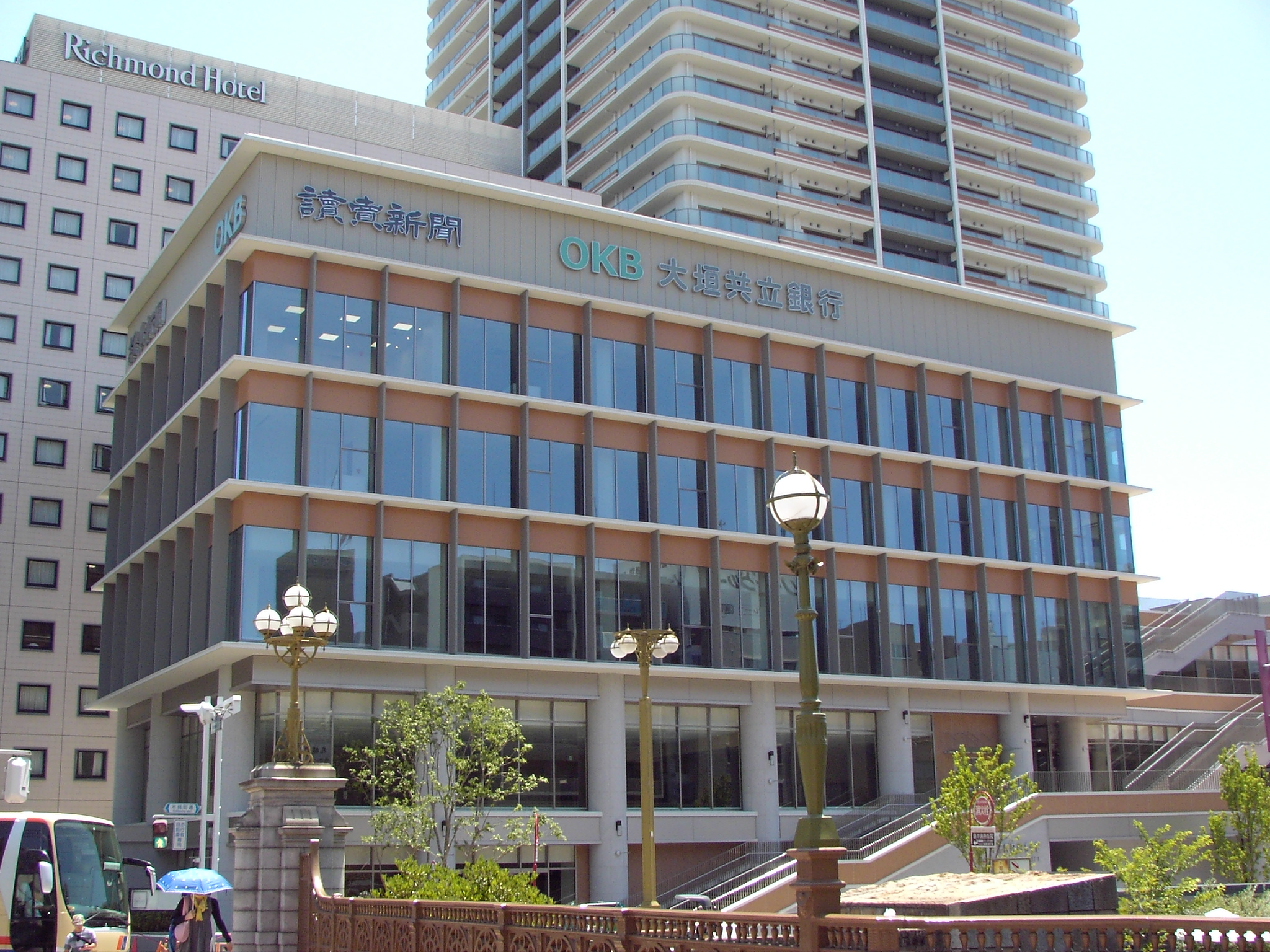
テラッセ納屋橋 - 読売新聞中部支社
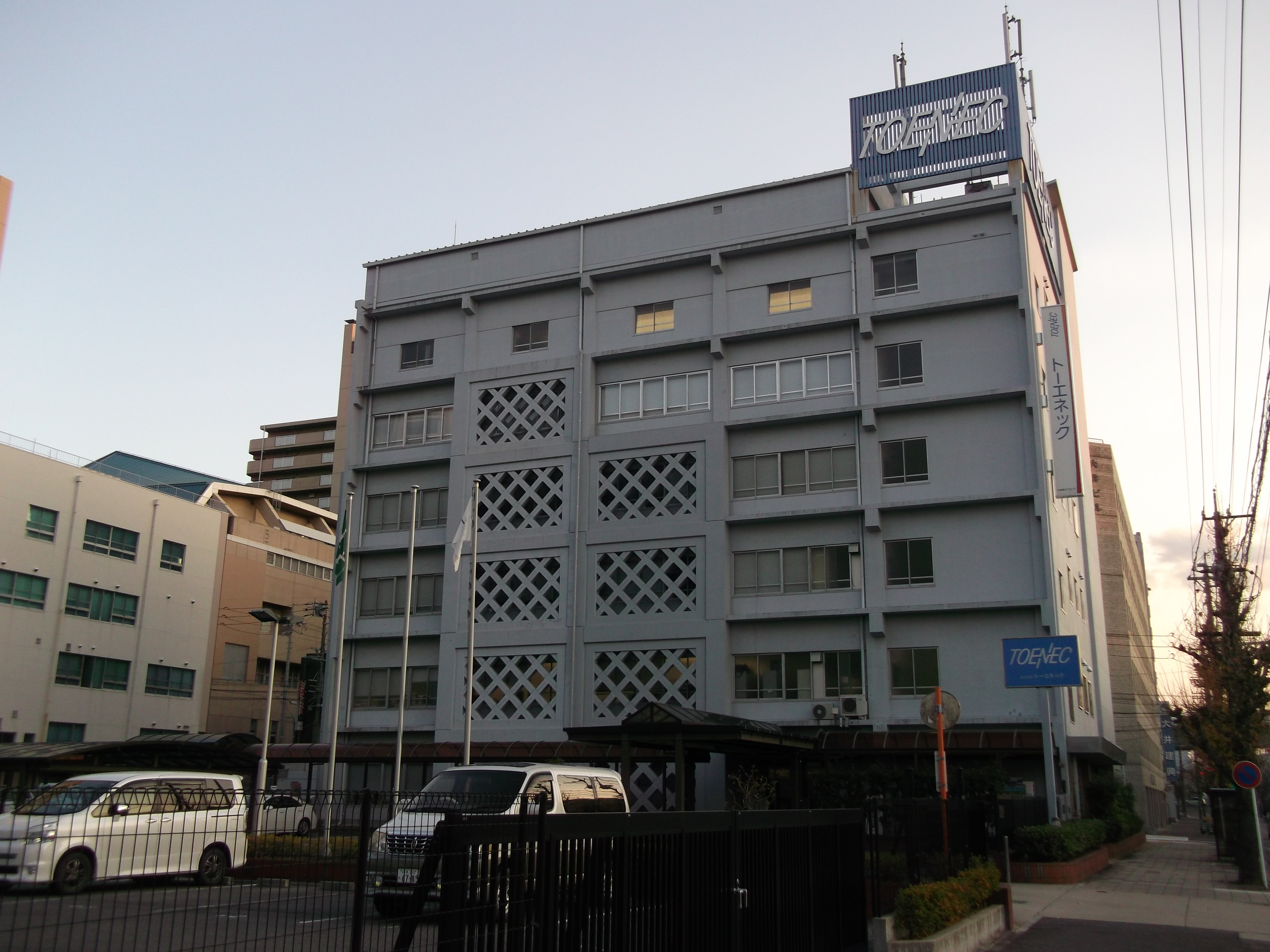
トーエネック本社
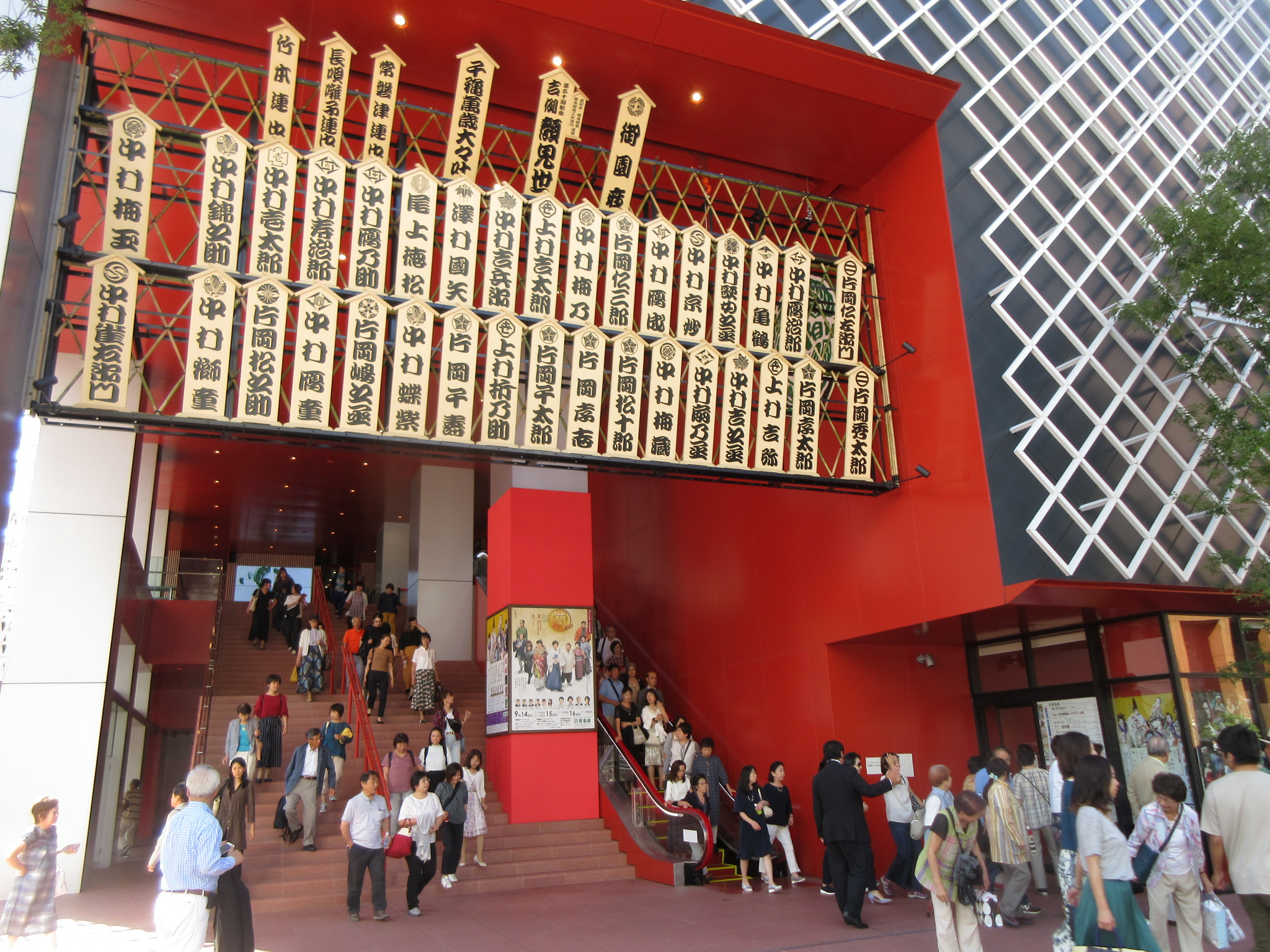
御園座
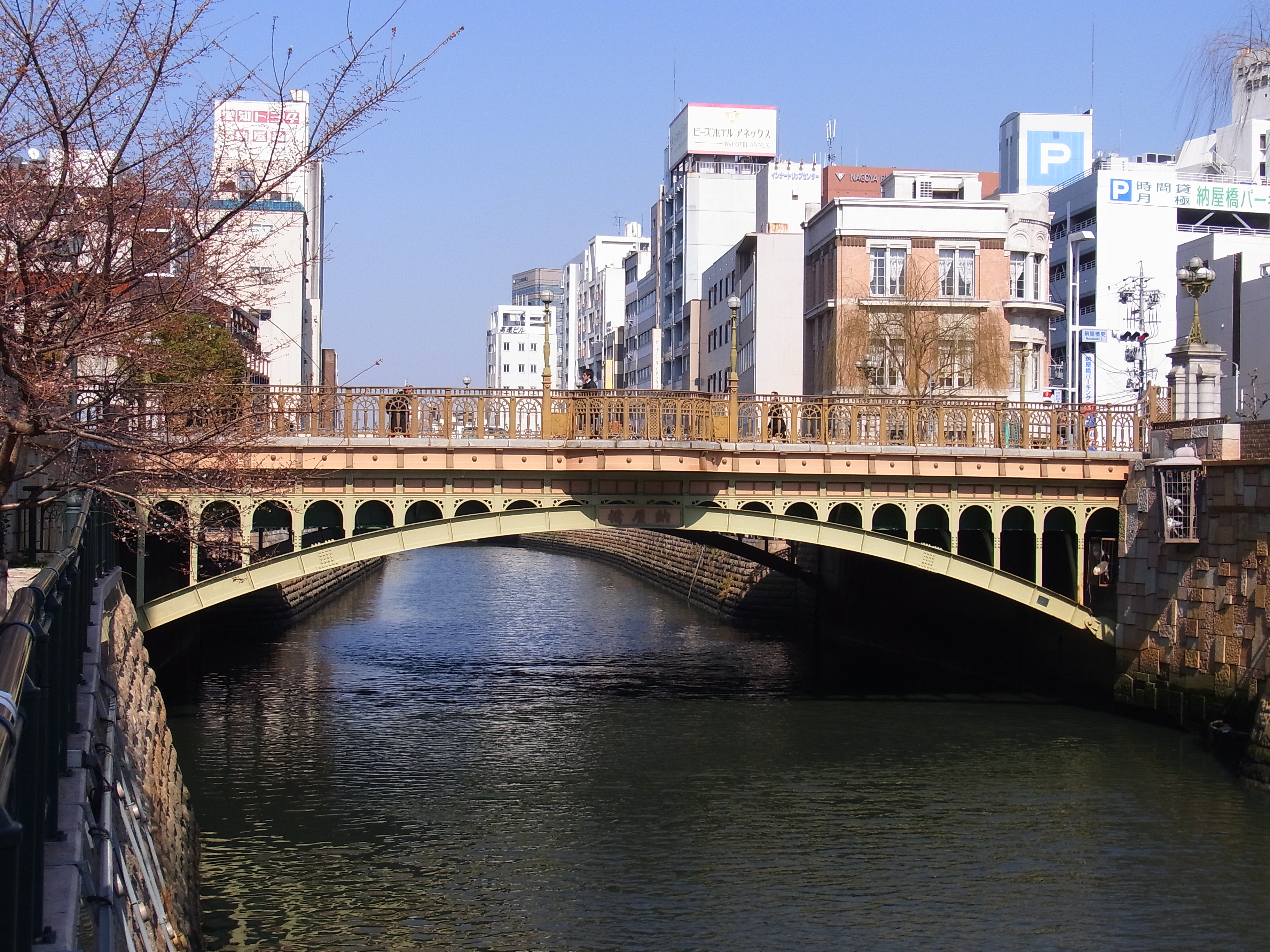
納屋橋
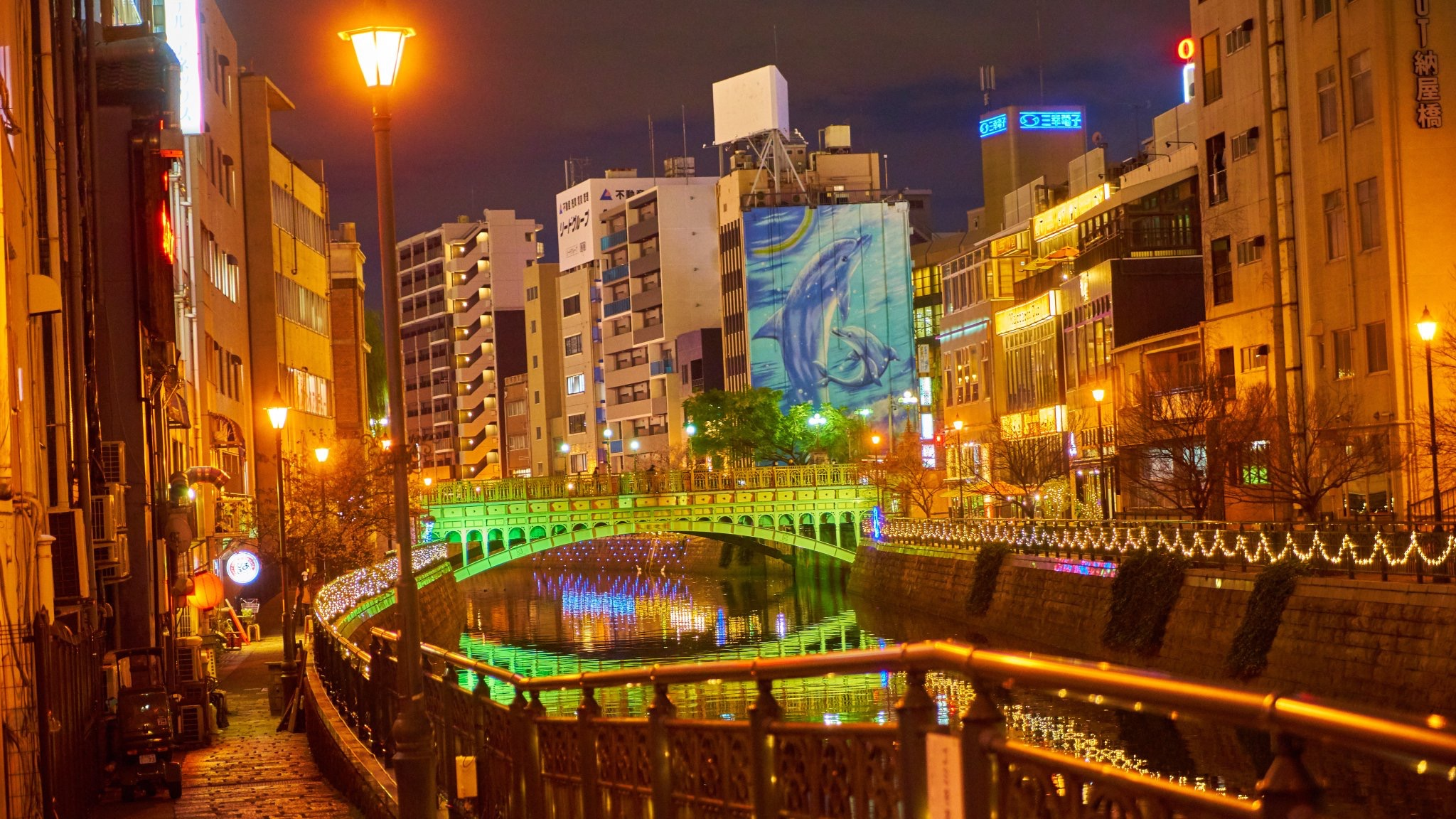
納屋橋夜景

- グランドメゾン御園座タワー
  - 御園座
- 名古屋市立栄小学校
- 名古屋市中スポーツセンター
- 大甚本店・中店

- 朝日新聞名古屋本社
- ヒルトン名古屋
- 読売新聞中部支社
- トーエネック本社
- 御園座
- 納屋橋
- 納屋橋夜景

### 栄二丁目

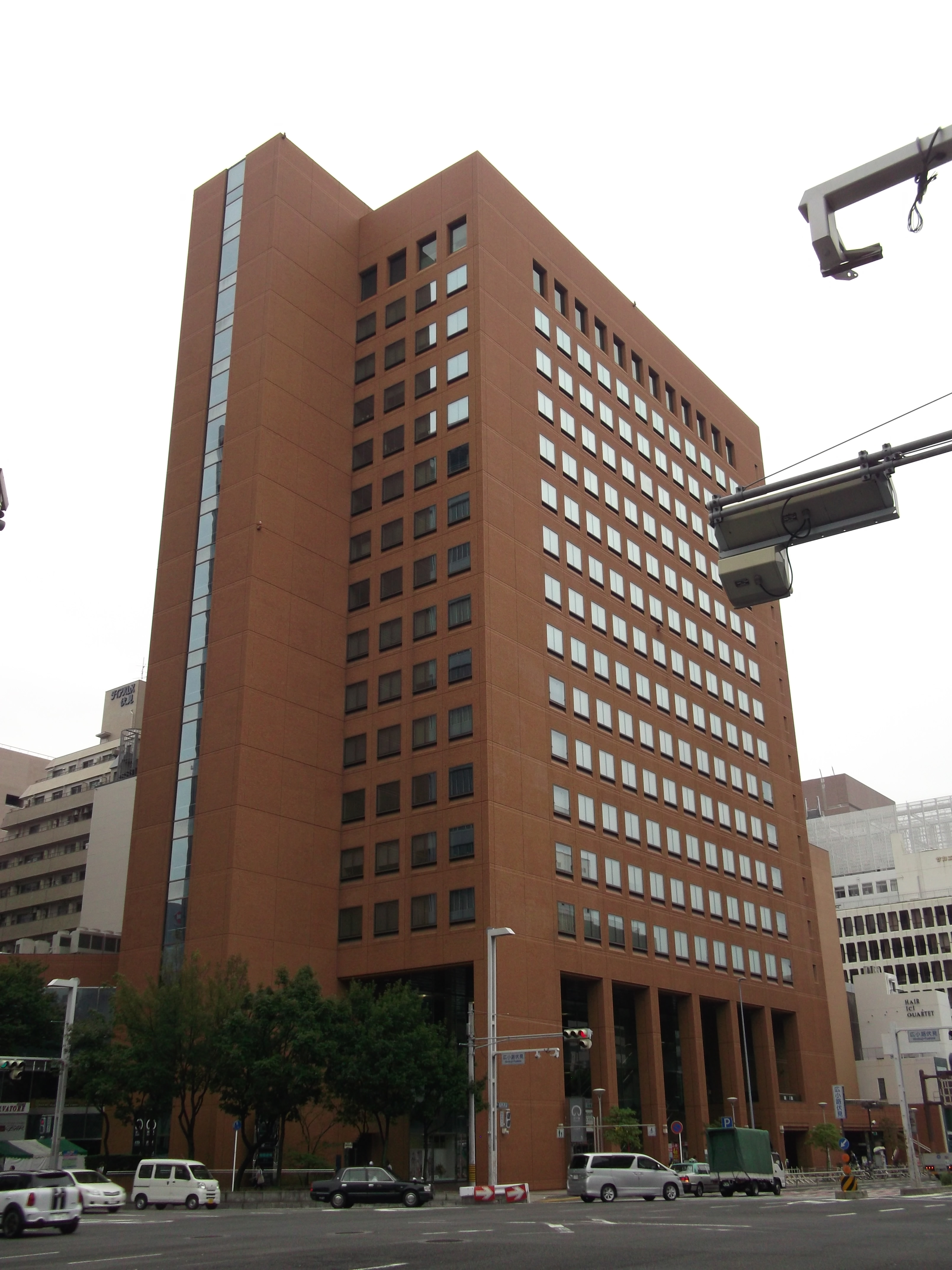
日土地名古屋ビル
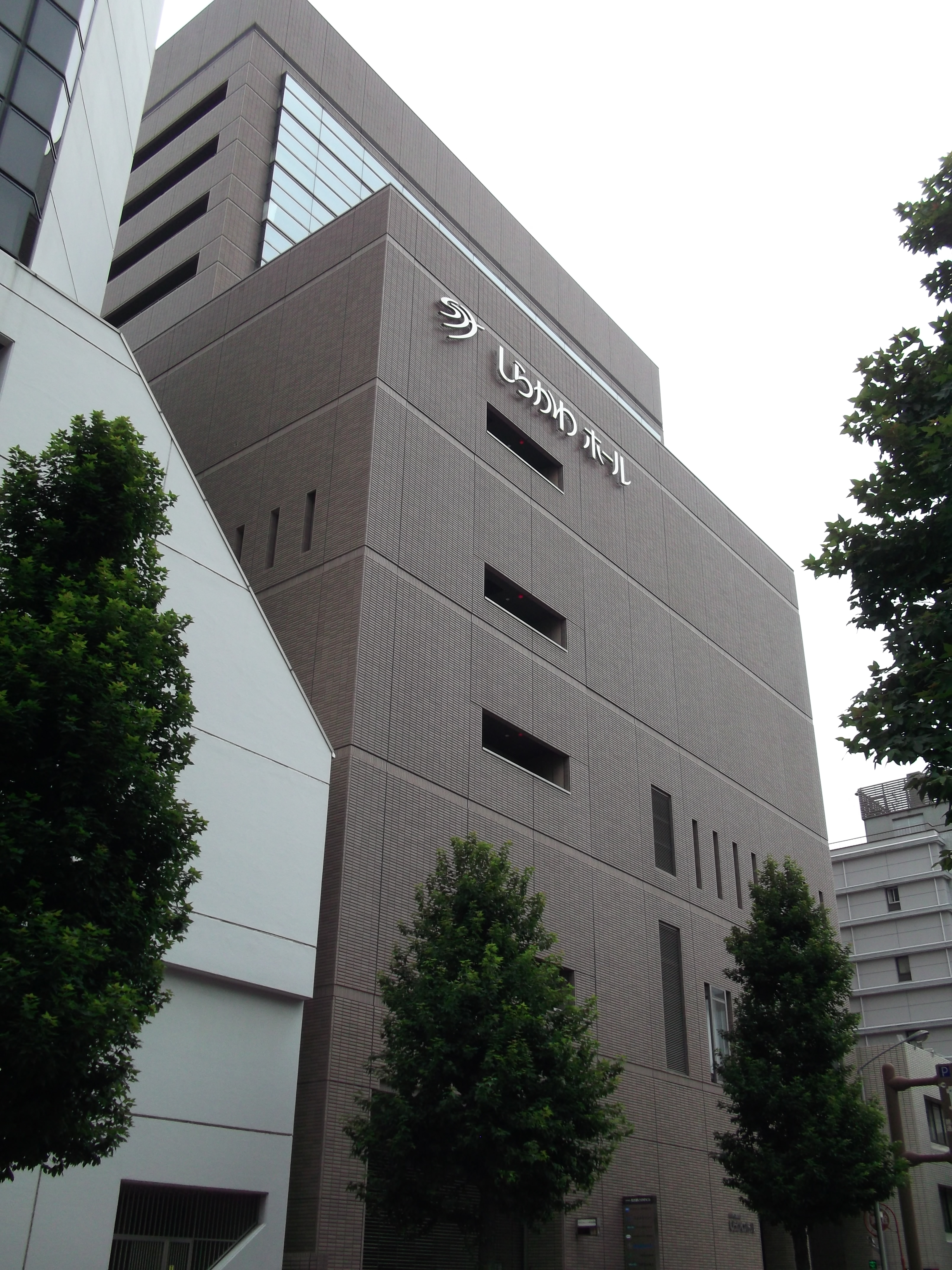
三井住友海上しらかわホール
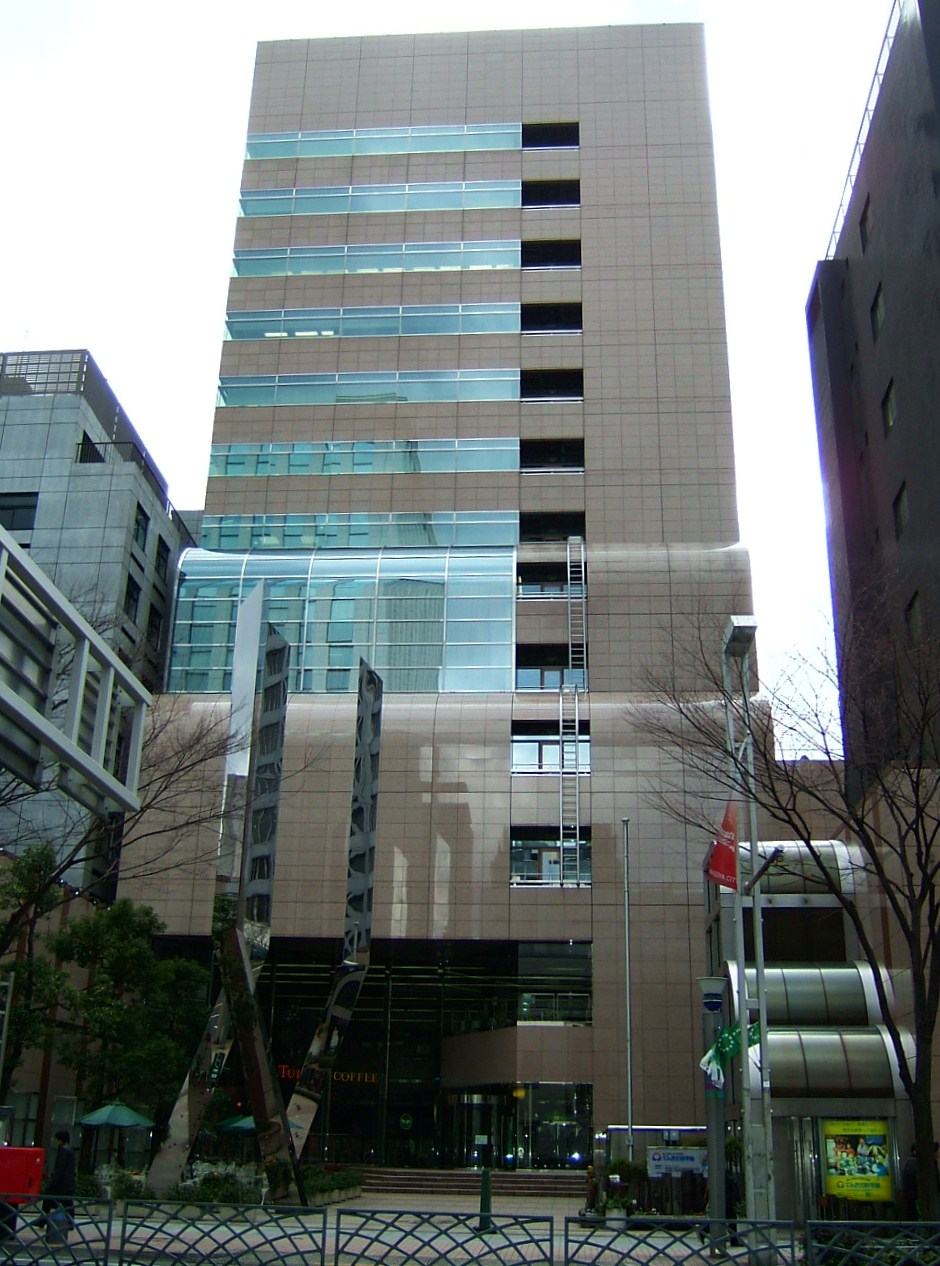
電気文化会館（でんきの科学館）
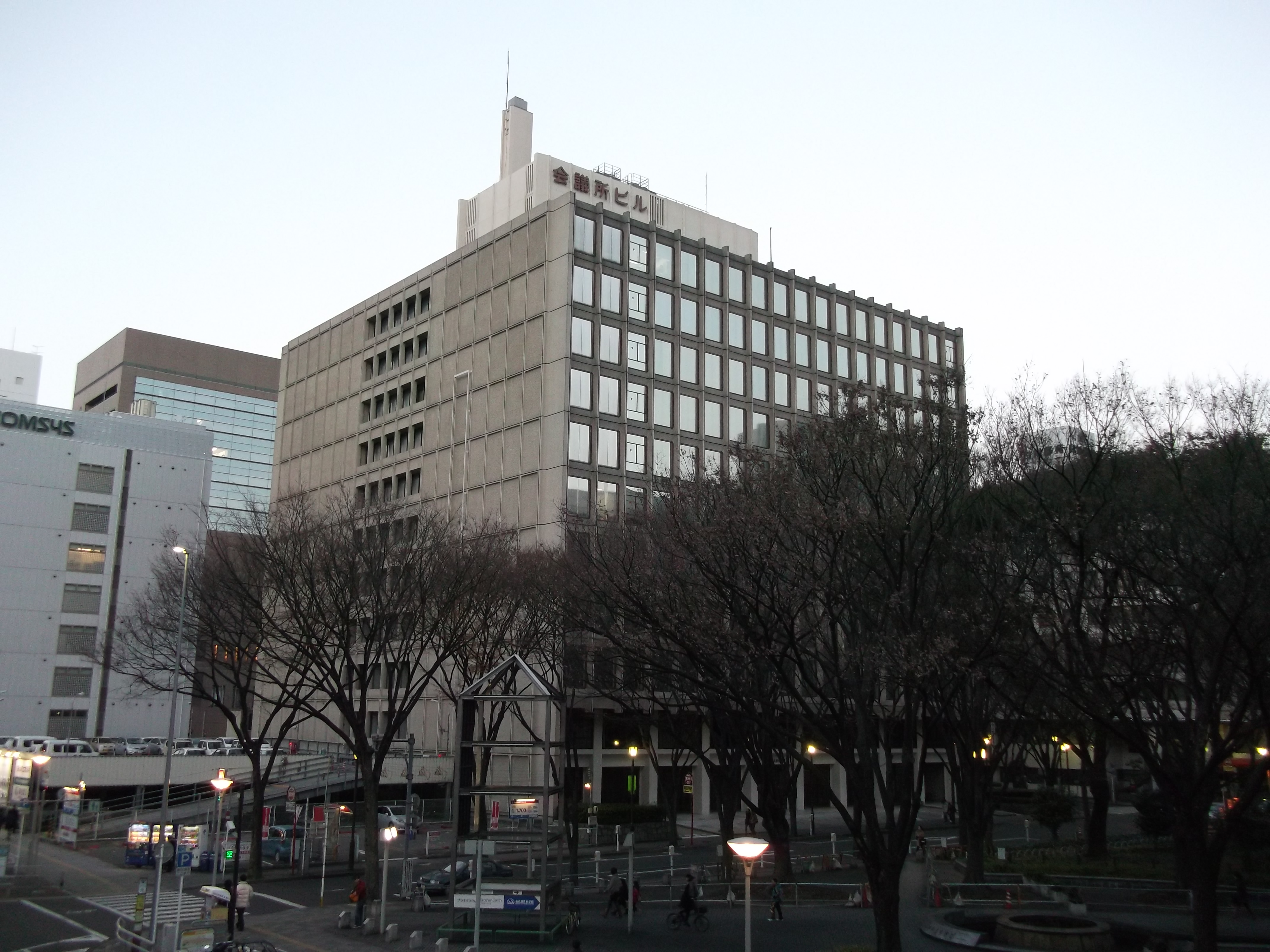
名古屋商工会議所
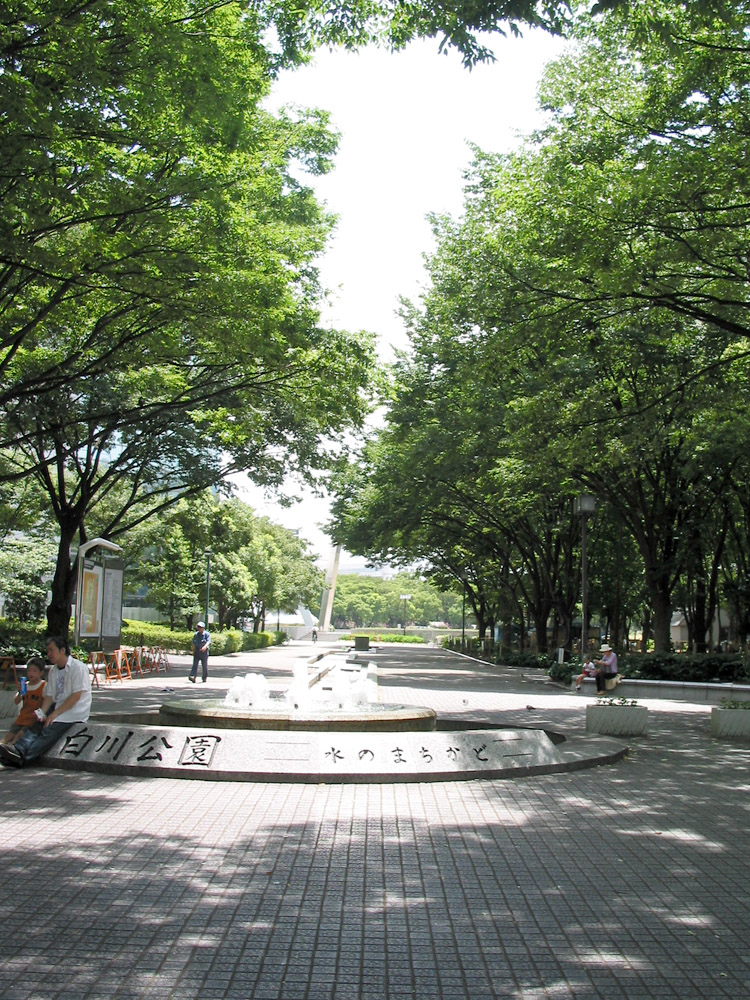
白川公園
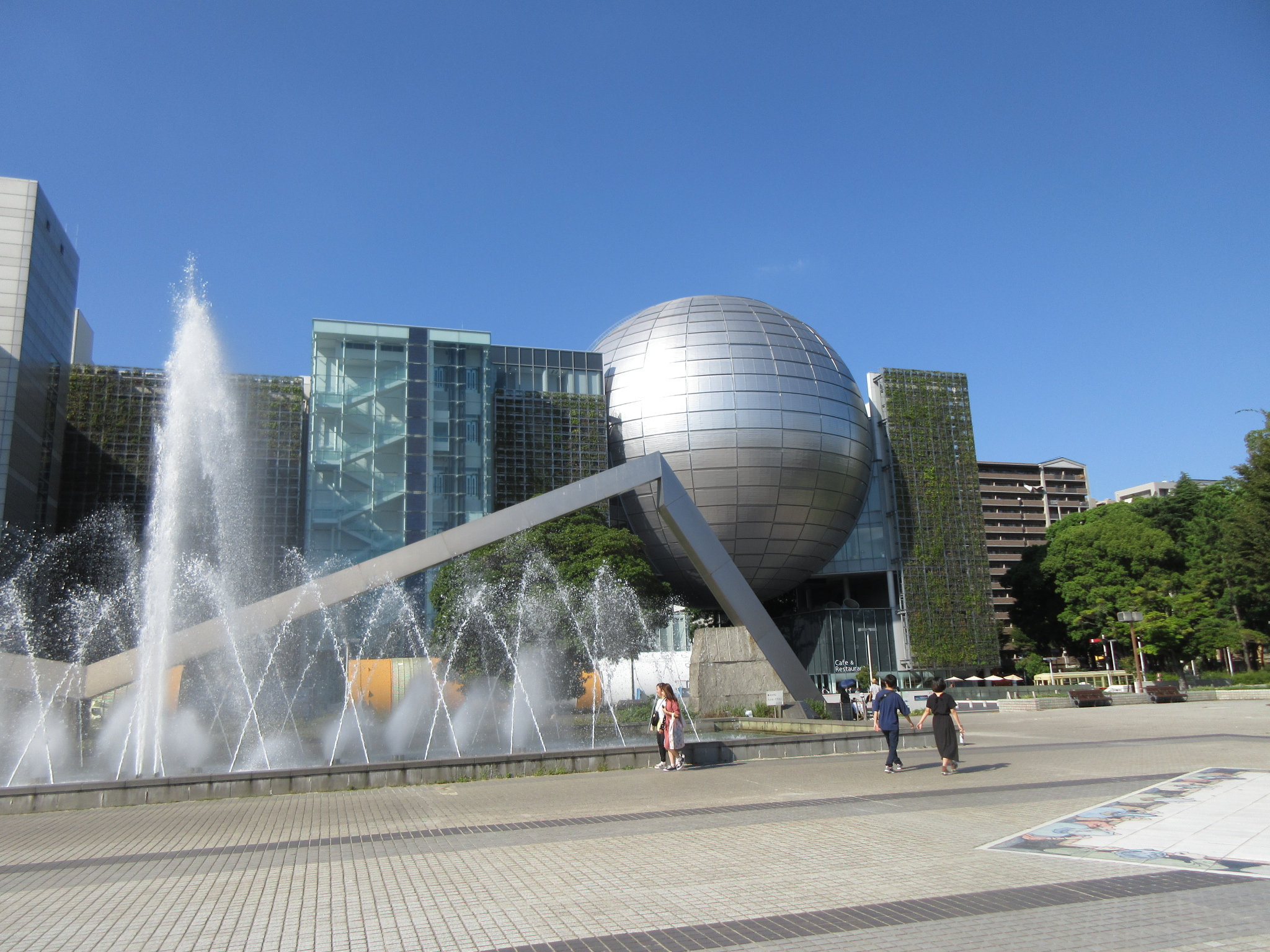
名古屋市科学館
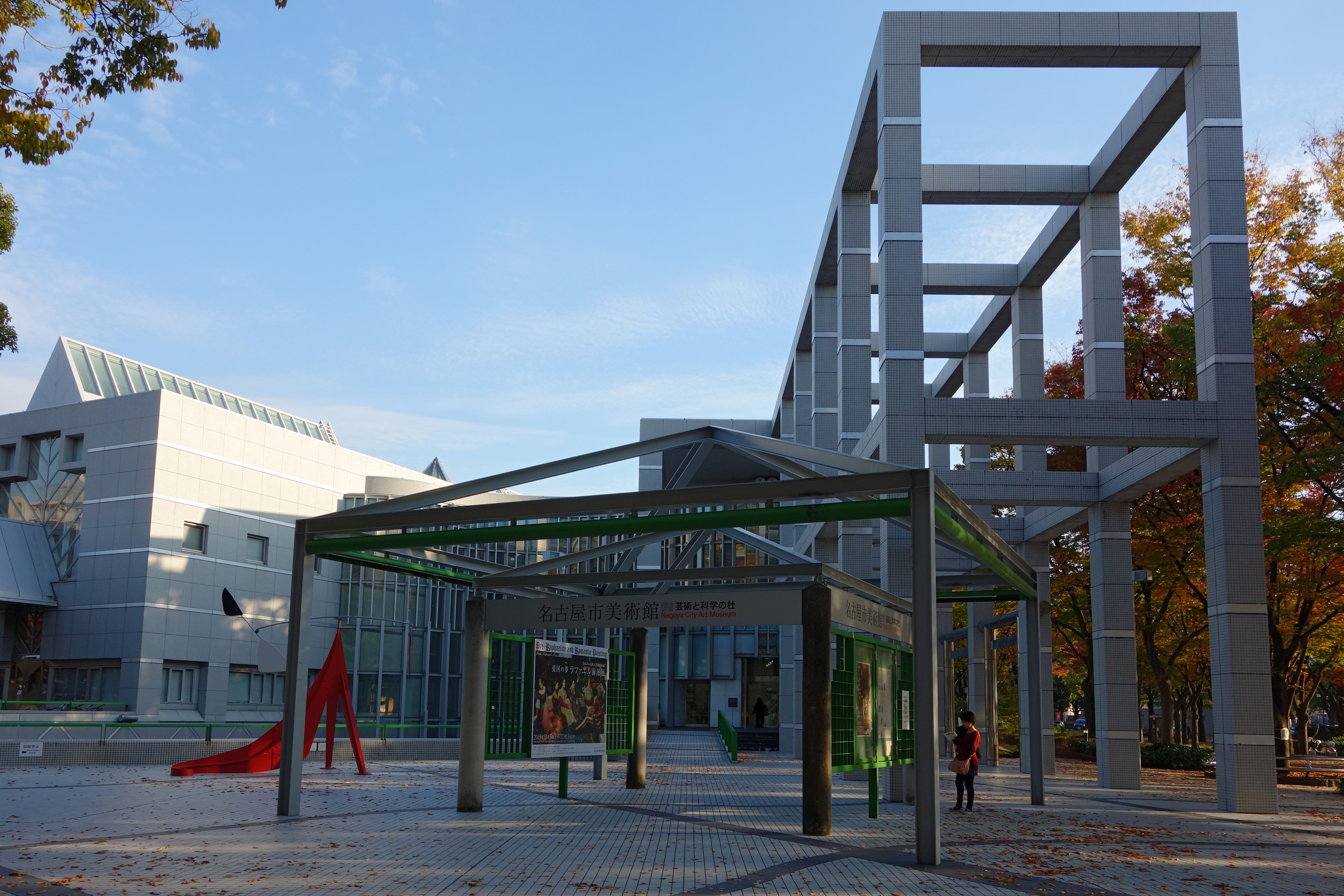
名古屋市美術館
  - 名古屋市科学館
  - 名古屋市美術館
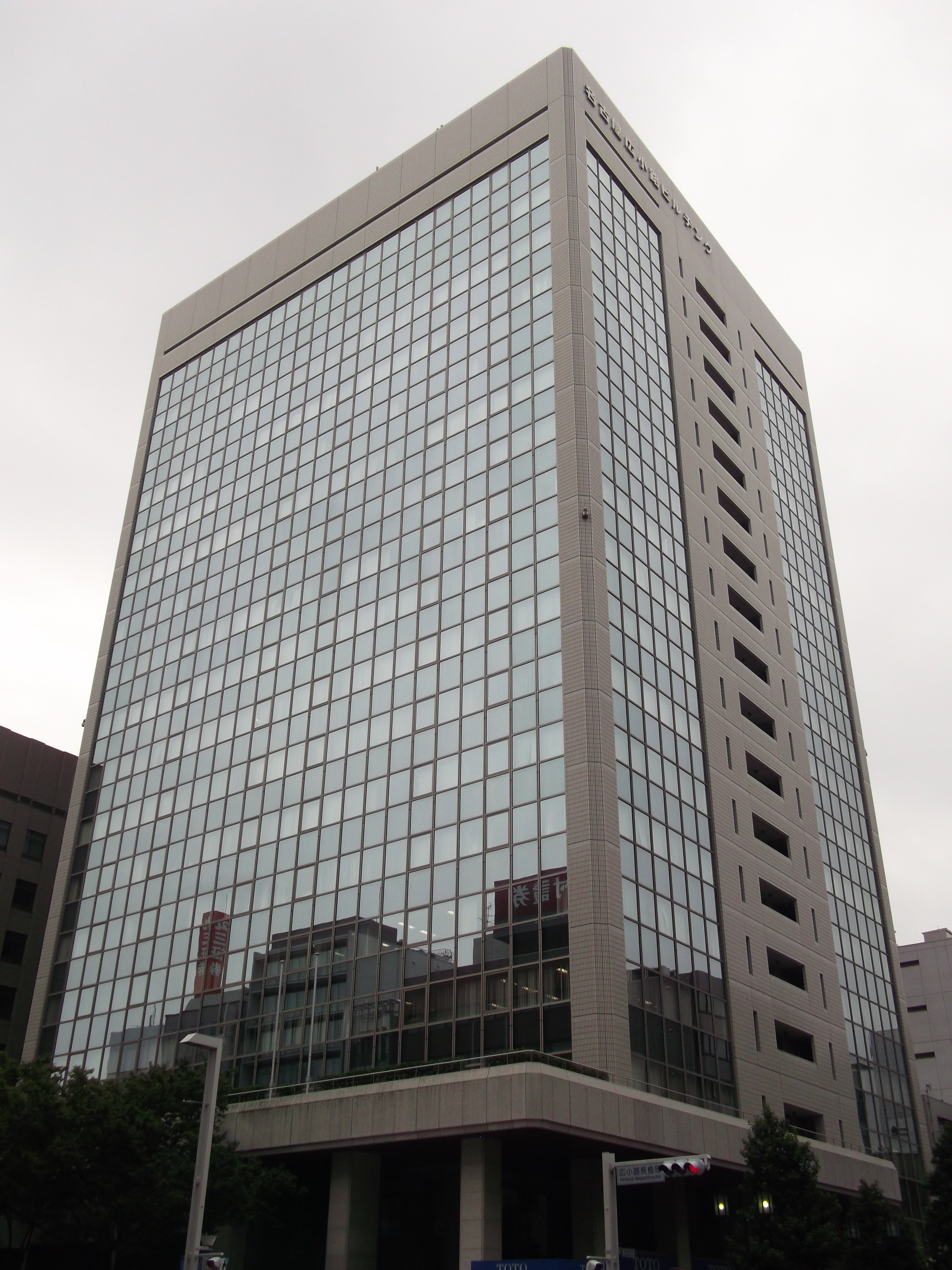
名古屋広小路ビルヂング
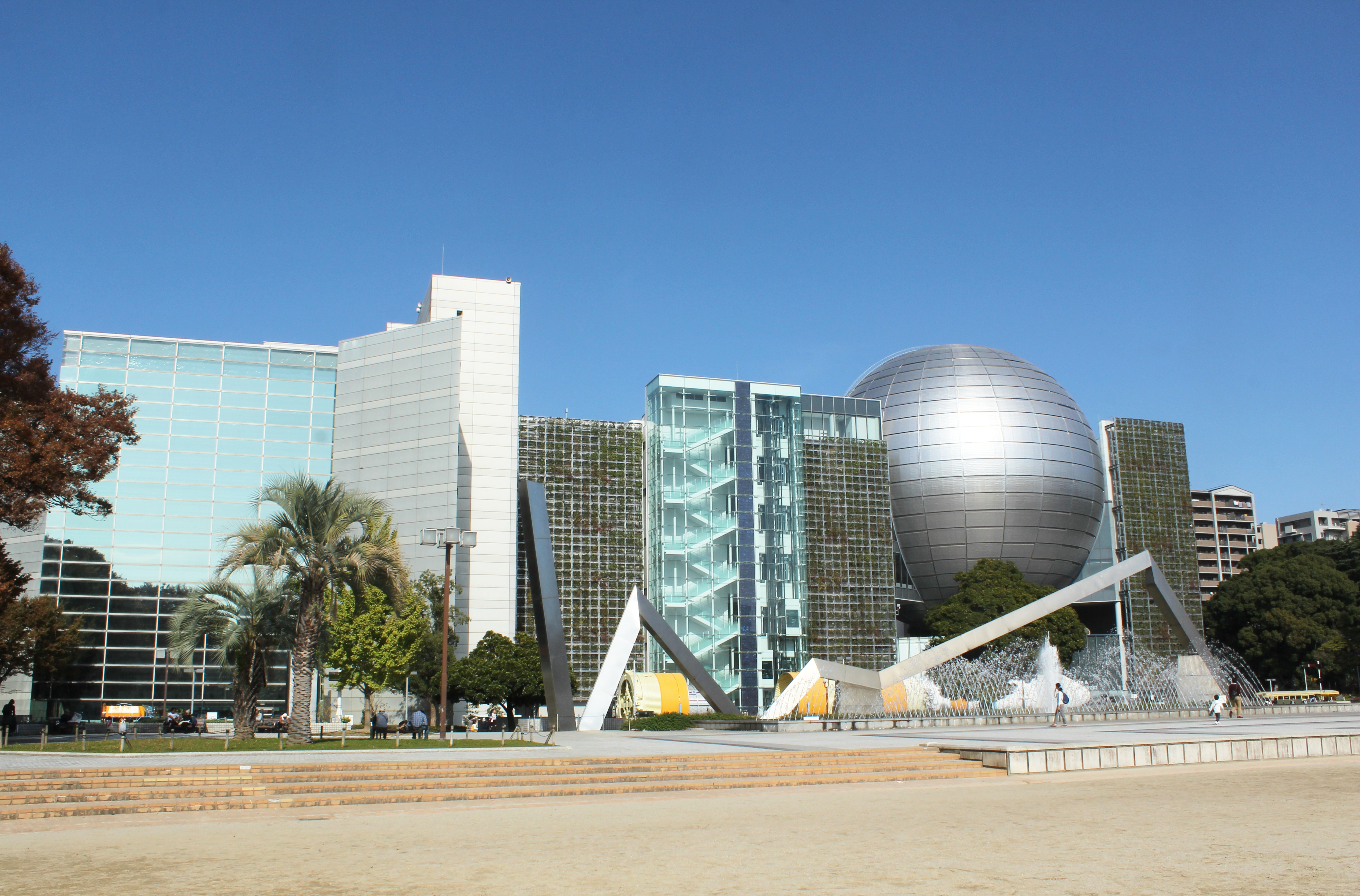
名古屋市科学館
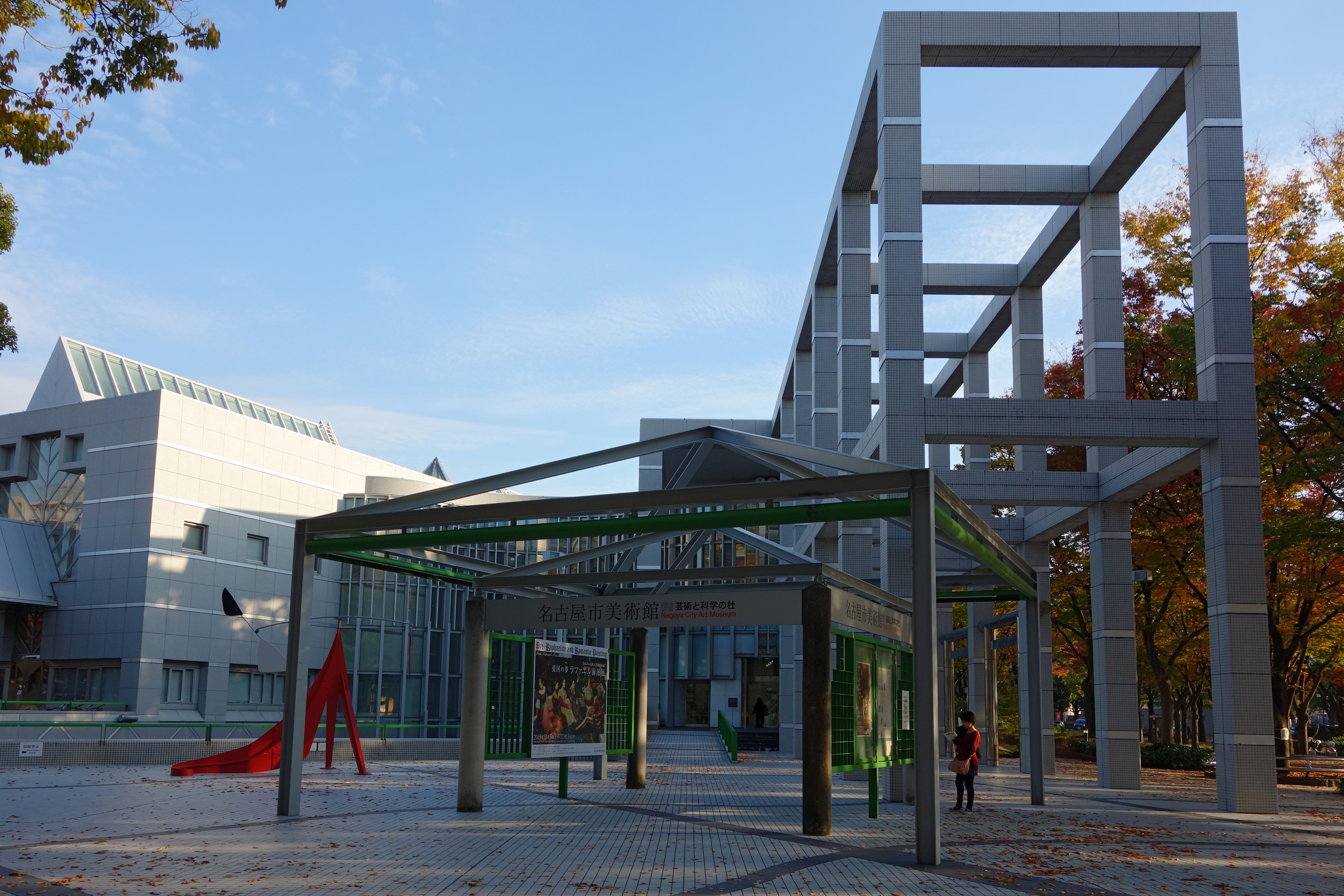
名古屋市美術館
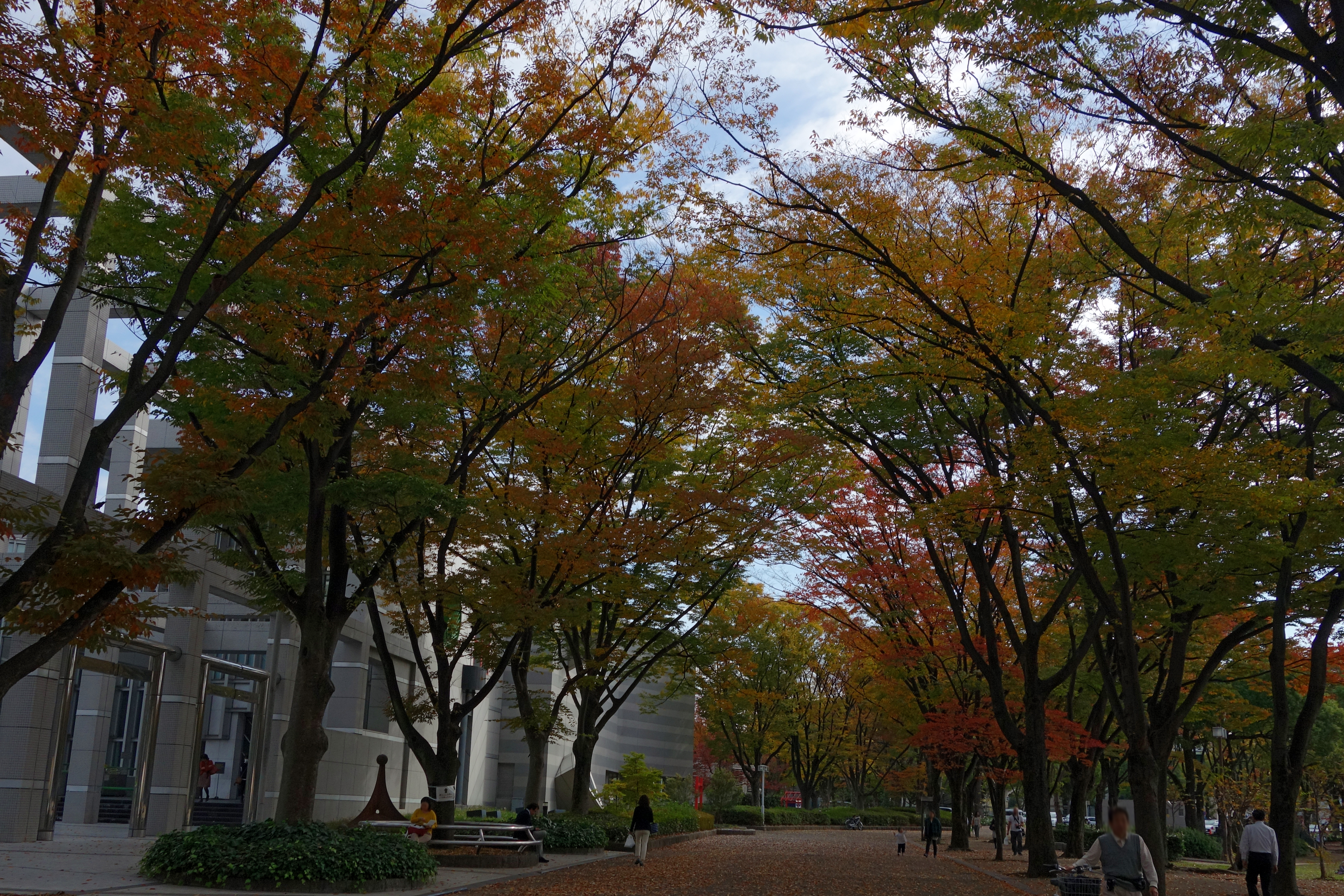
アーク白川公園ビルディング
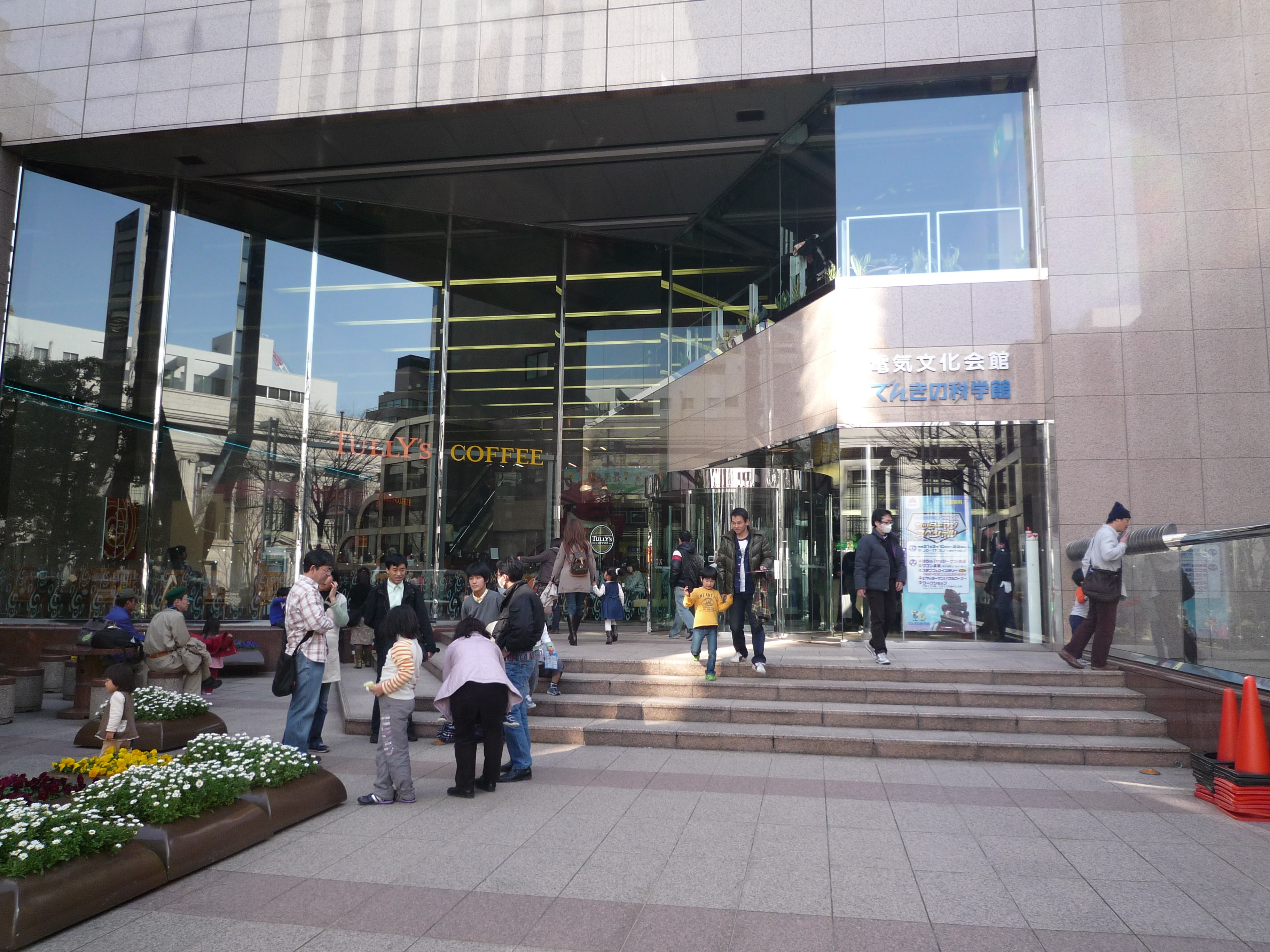
でんきの科学館
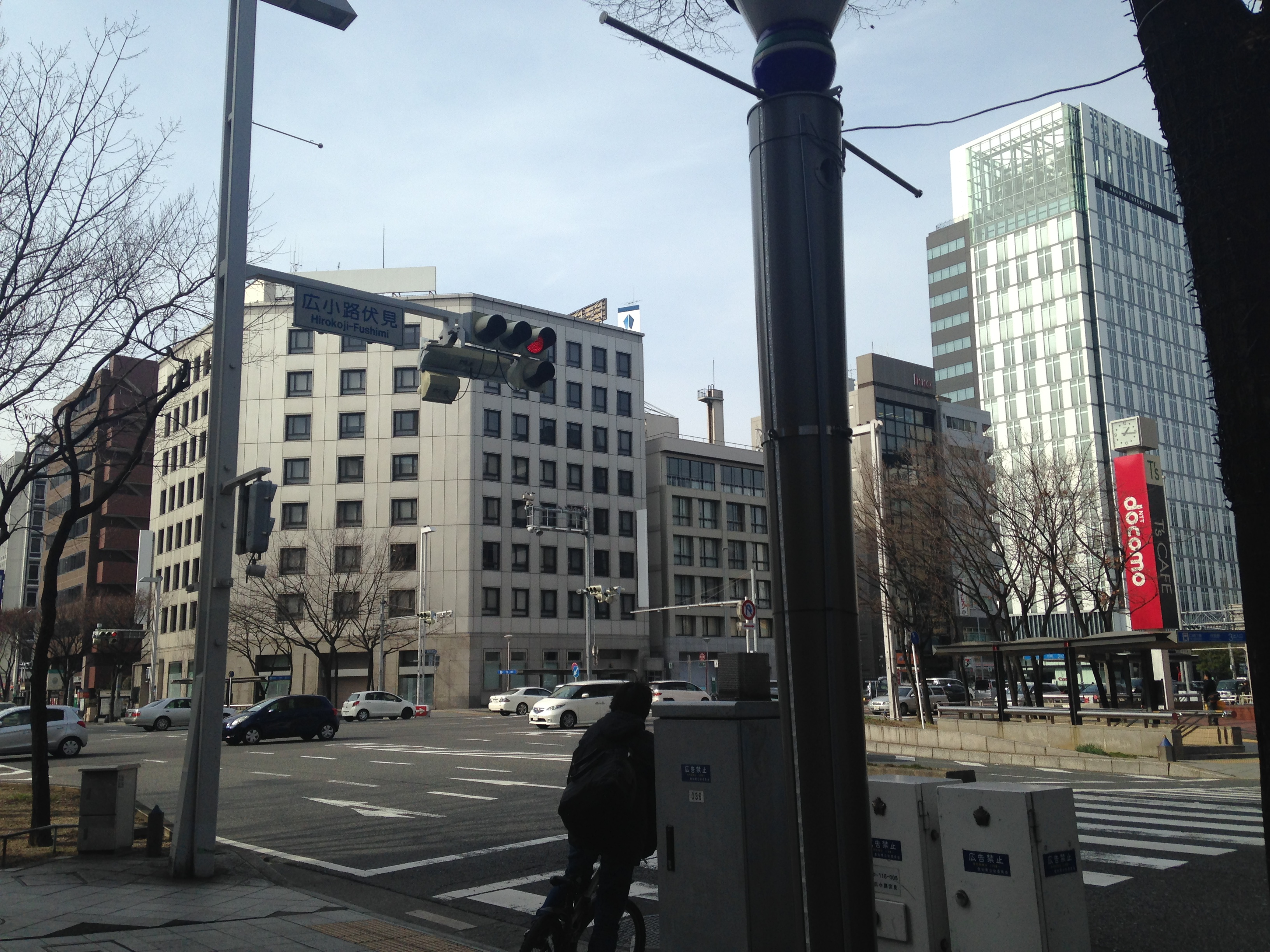
伏見駅4番出口から
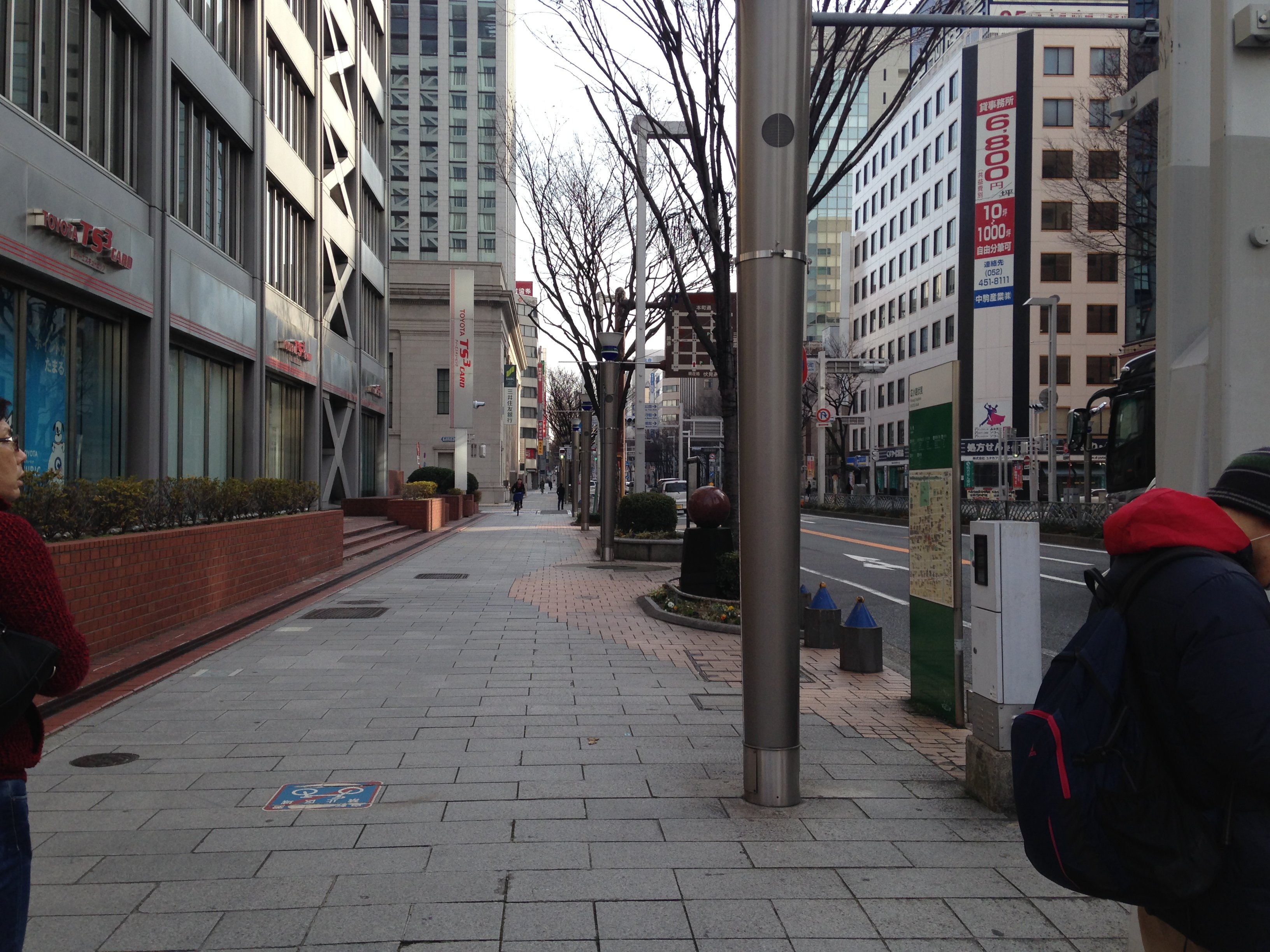
伏見の金融街
  - 在名古屋ペルー総領事館

- 日土地名古屋ビル
- しらかわホール
- でんきの科学館
- 名古屋商工会議所
- 白川公園
- 名古屋市科学館
- 名古屋市美術館
- 名古屋広小路ビルヂング
- 名古屋市科学館
- 名古屋市美術館
- 白川公園
- でんきの科学館
- 伏見駅4番出口から
- 伏見の金融街

### 栄三丁目
- 丸善名古屋本店
- Maruei Galleria（マルエイ ガレリア）（2022年3月31日オープン）
- スカイル
- 名古屋三越栄店・ラシック
- 松坂屋名古屋店
  - ヨドバシカメラ マルチメディア名古屋松坂屋店
  - ハンズ名古屋松坂屋店
- 名古屋パルコ
- 名古屋ZERO GATE
- ドン・キホーテ栄三丁目店
- フライングタイガーコペンハーゲン名古屋栄ストア
- ナディアパーク
- 矢場公園
- アサヒドーカメラ
- 名古屋栄ワシントンホテルプラザ
- あいち銀行名古屋営業部（旧・中京銀行本店）
- あいち銀行本店
- 名古屋栄郵便局
- 若宮八幡社
- セントライズ栄
- ウォンツ本社
- 株式会社セントラルジャパン
- KSイセヤビル
  - 在名古屋トルコ共和国総領事館
- 尋屋ビル
  - 在名古屋フィリピン総領事館

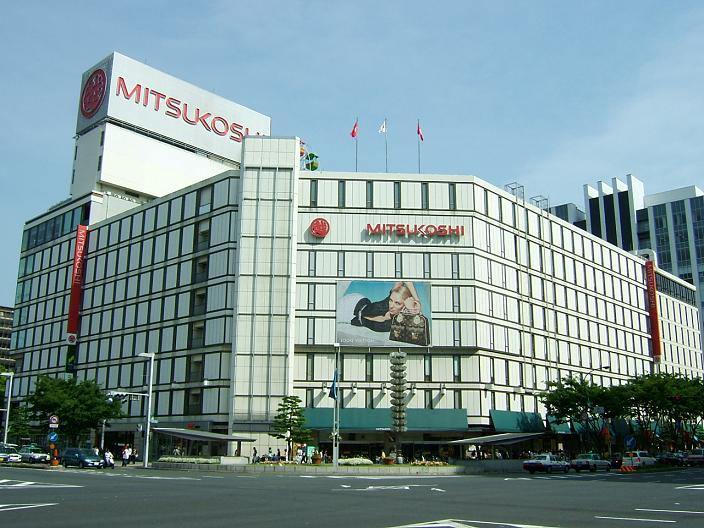
名古屋三越
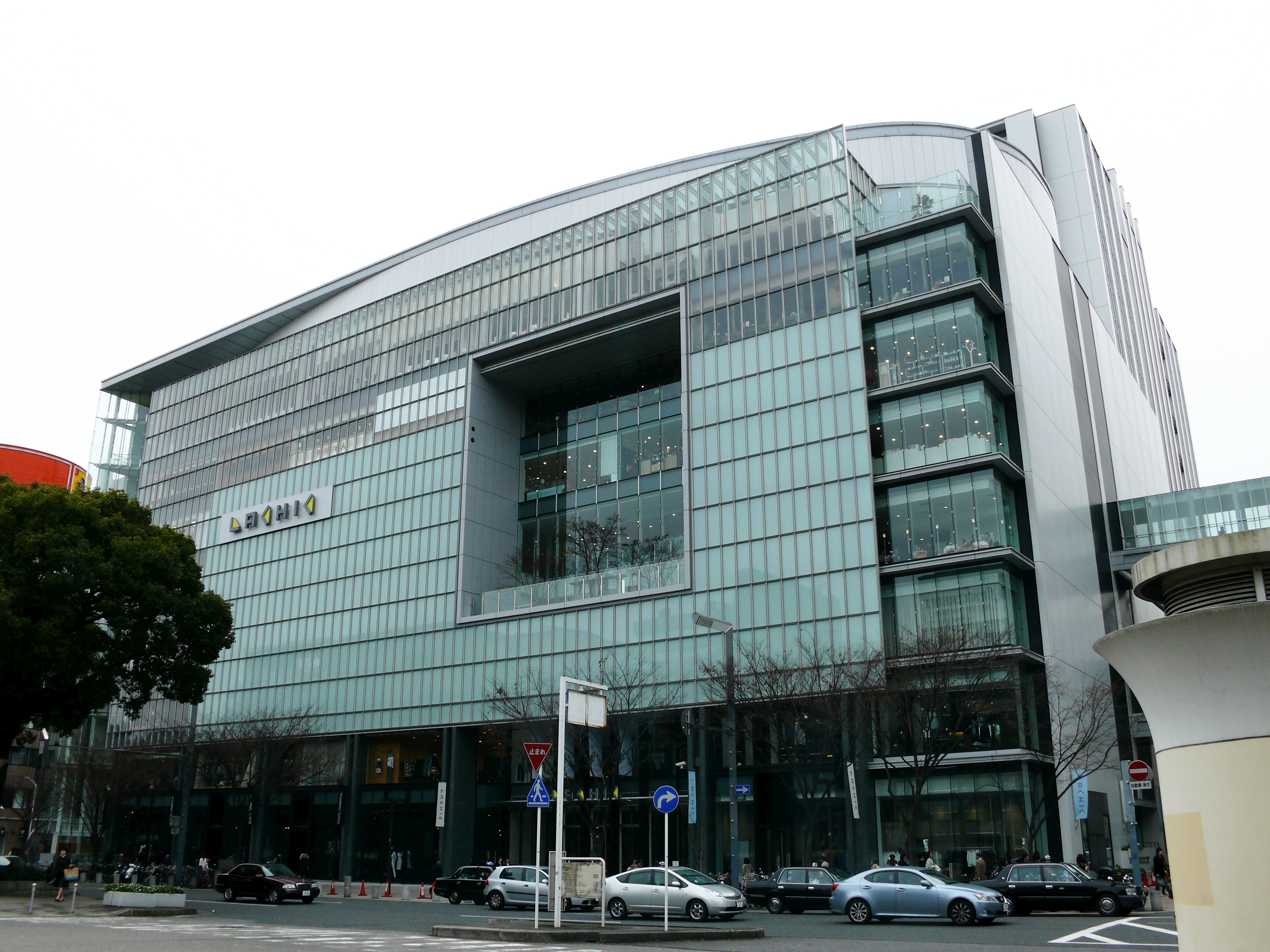
ラシック
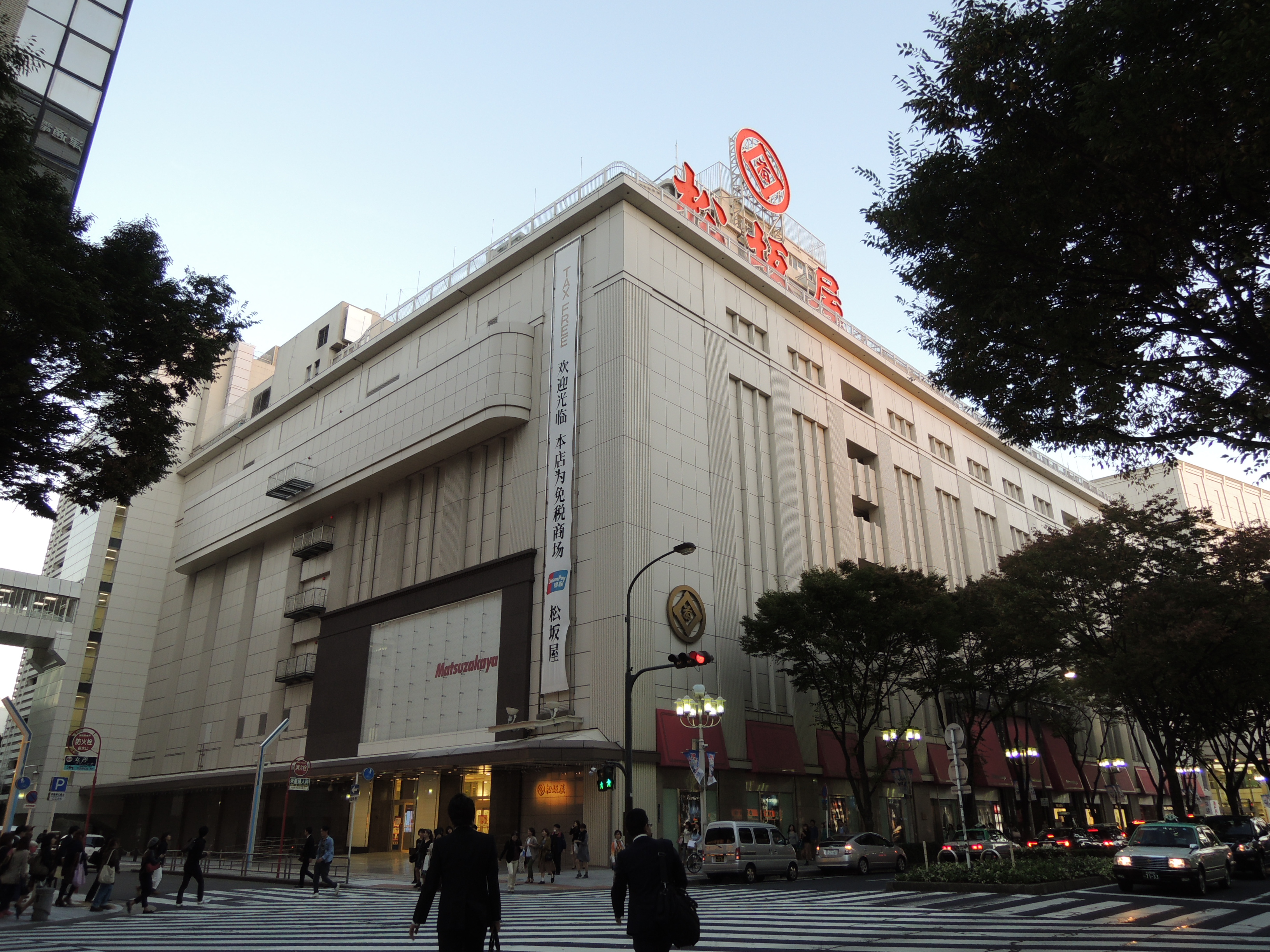
松坂屋
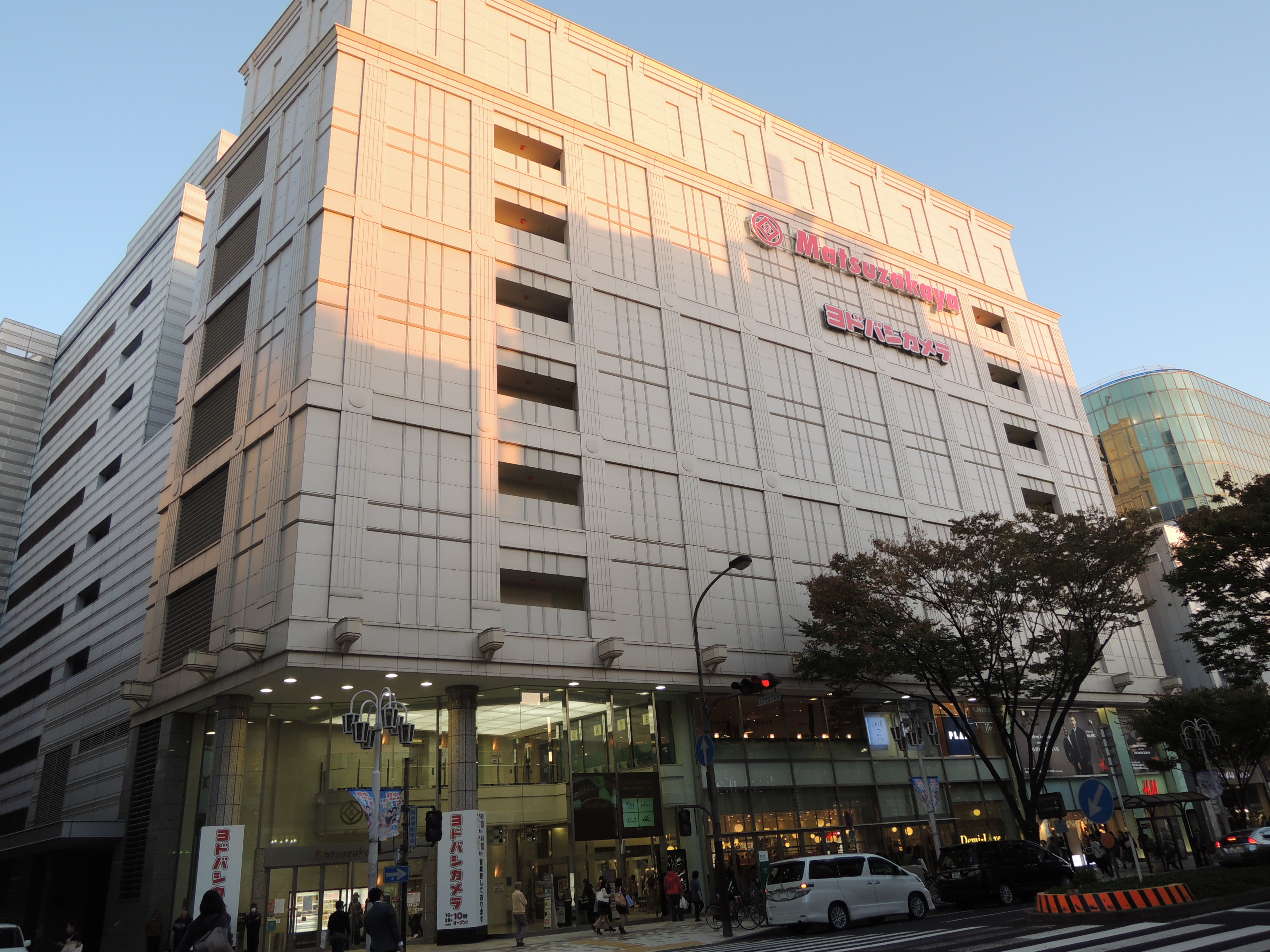
マルチメディア名古屋松坂屋
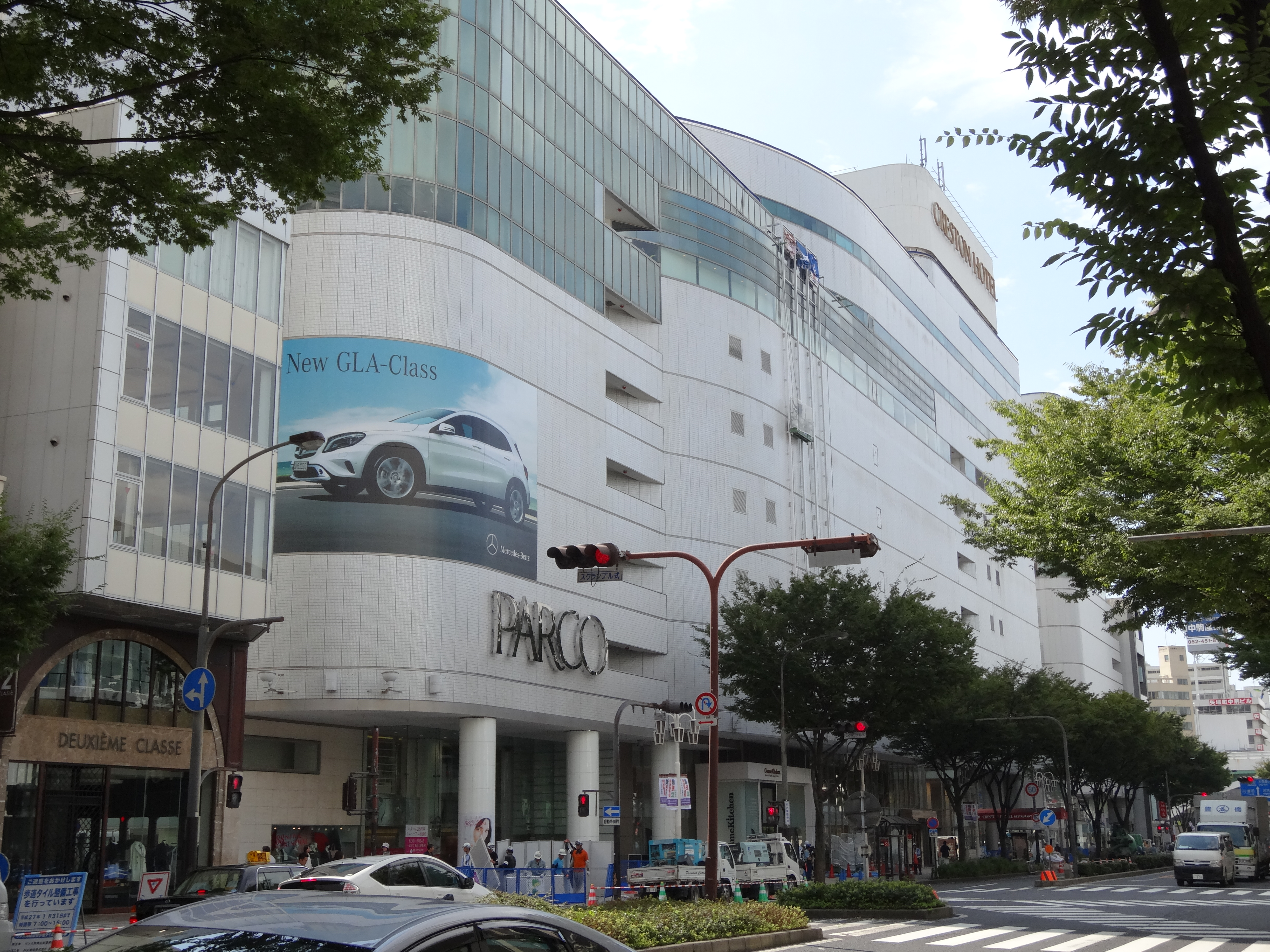
名古屋パルコ
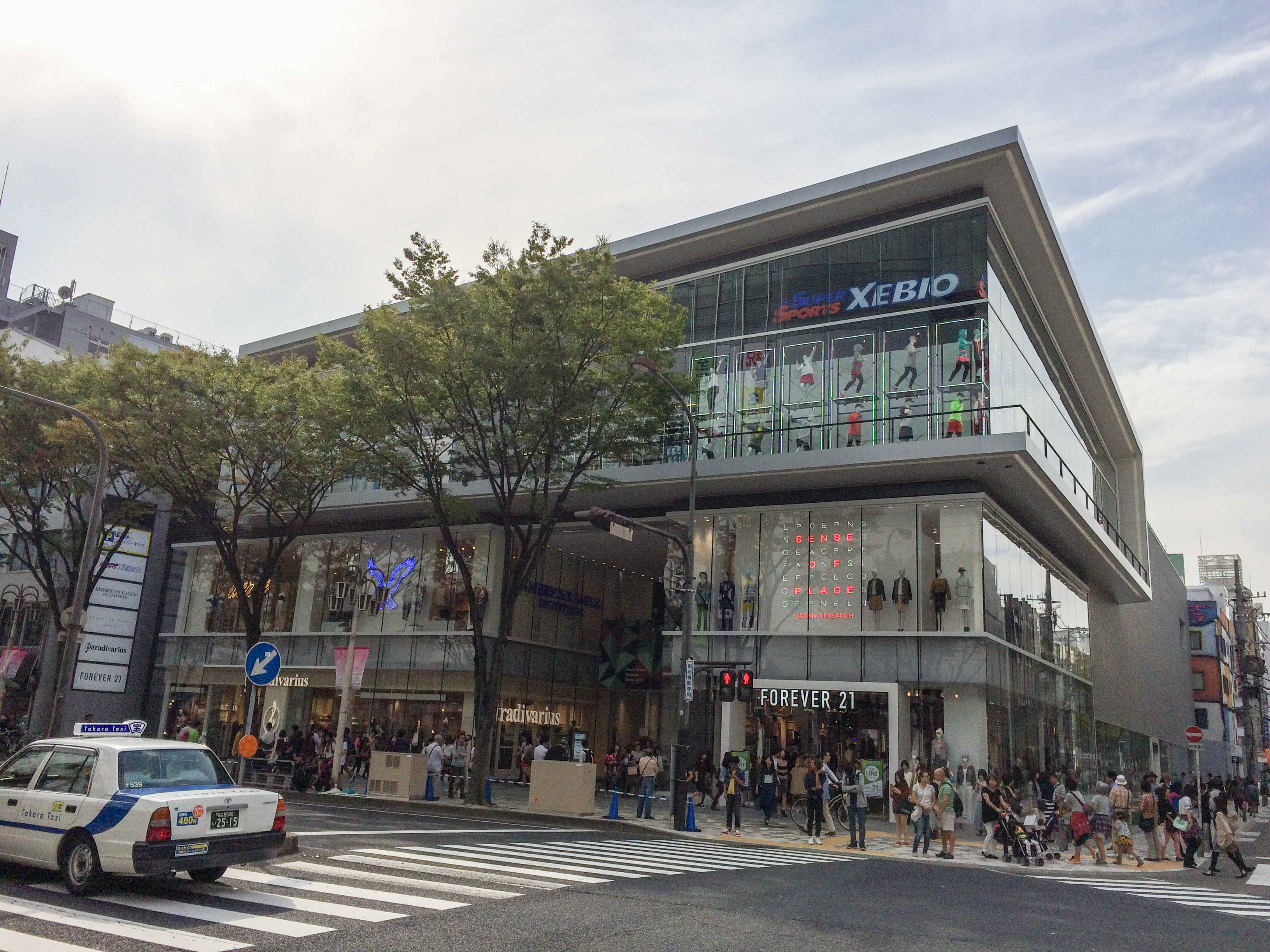
名古屋ZERO GATE
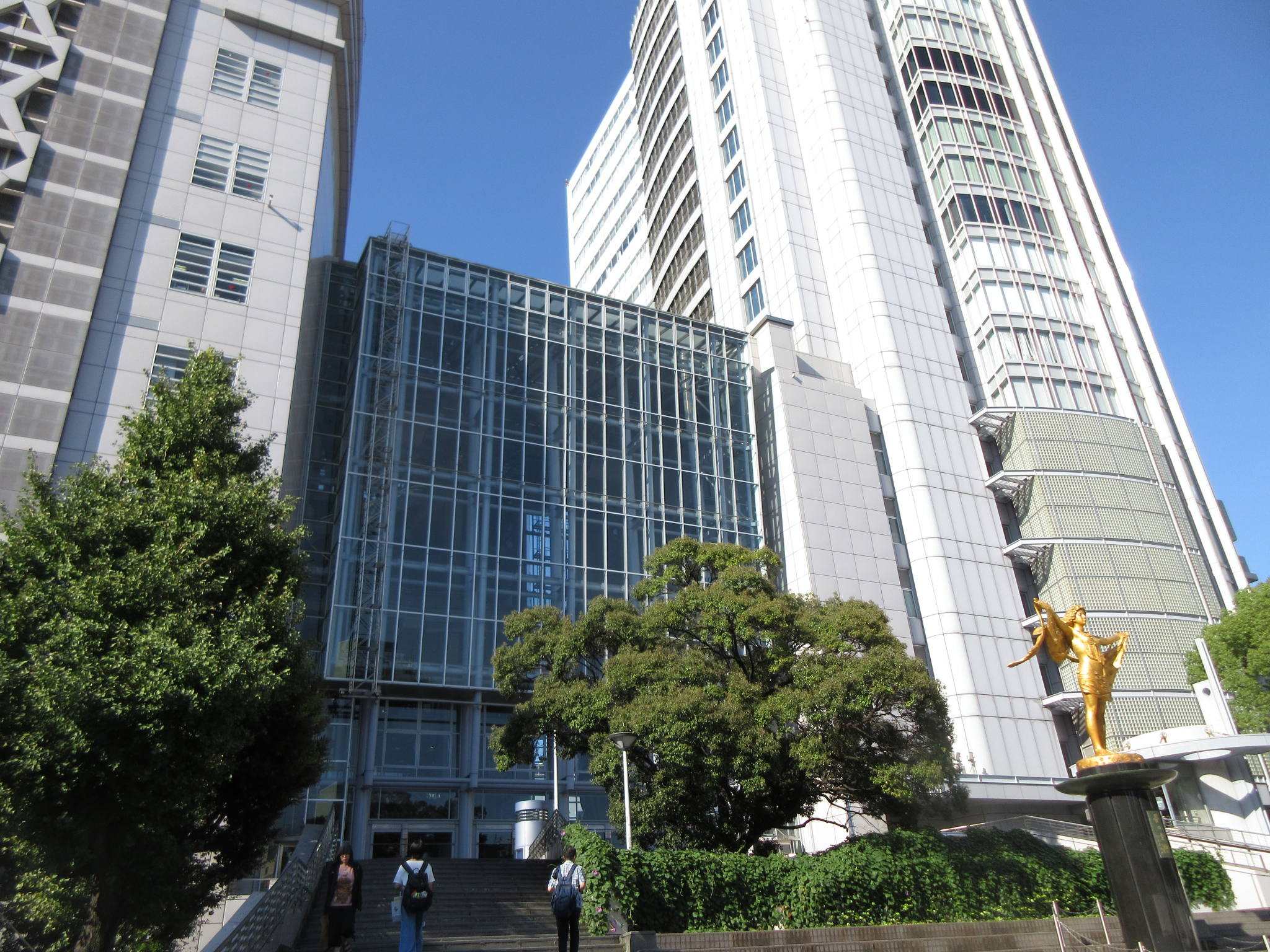
ナディアパーク
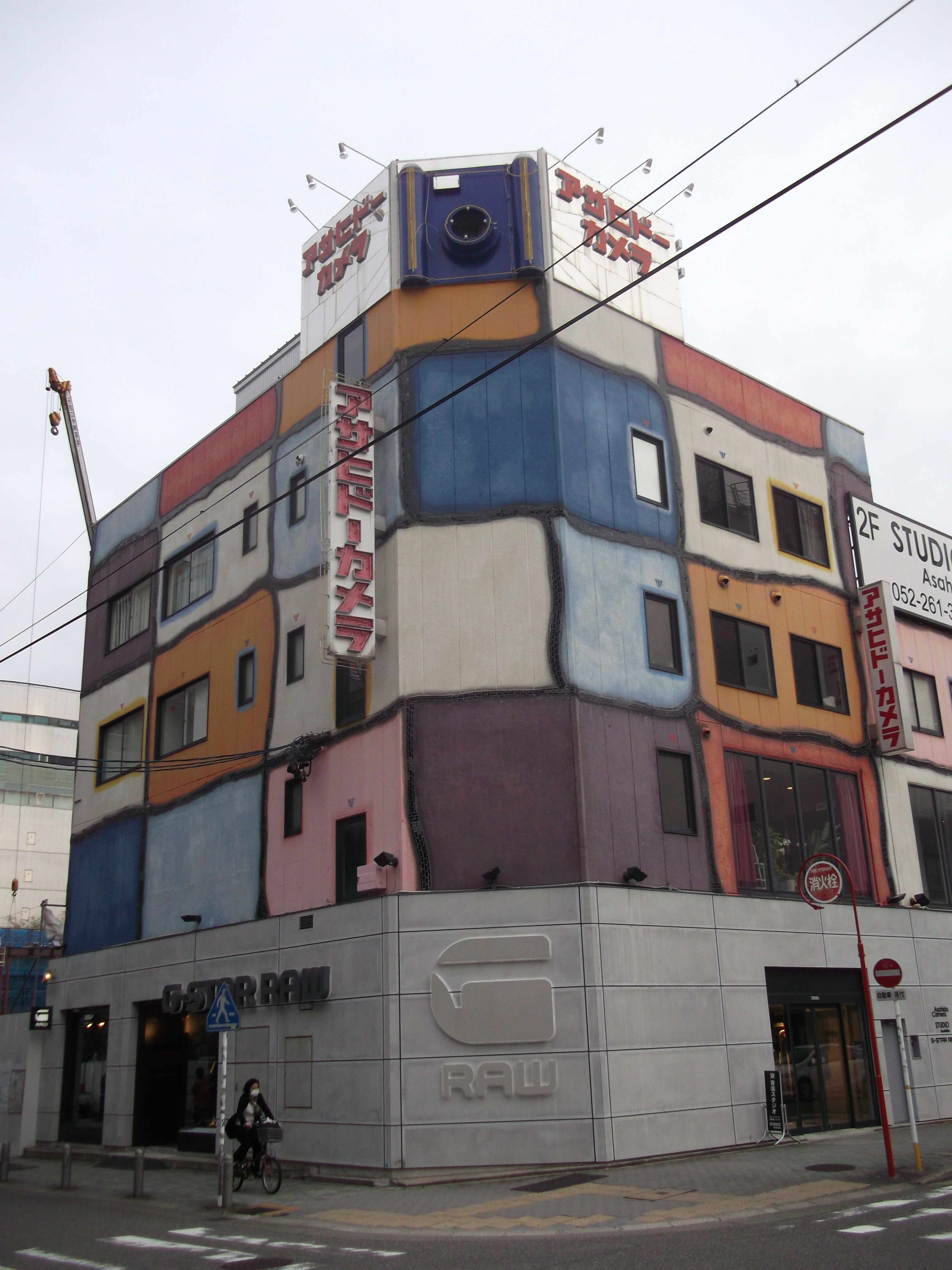
アサヒドーカメラ
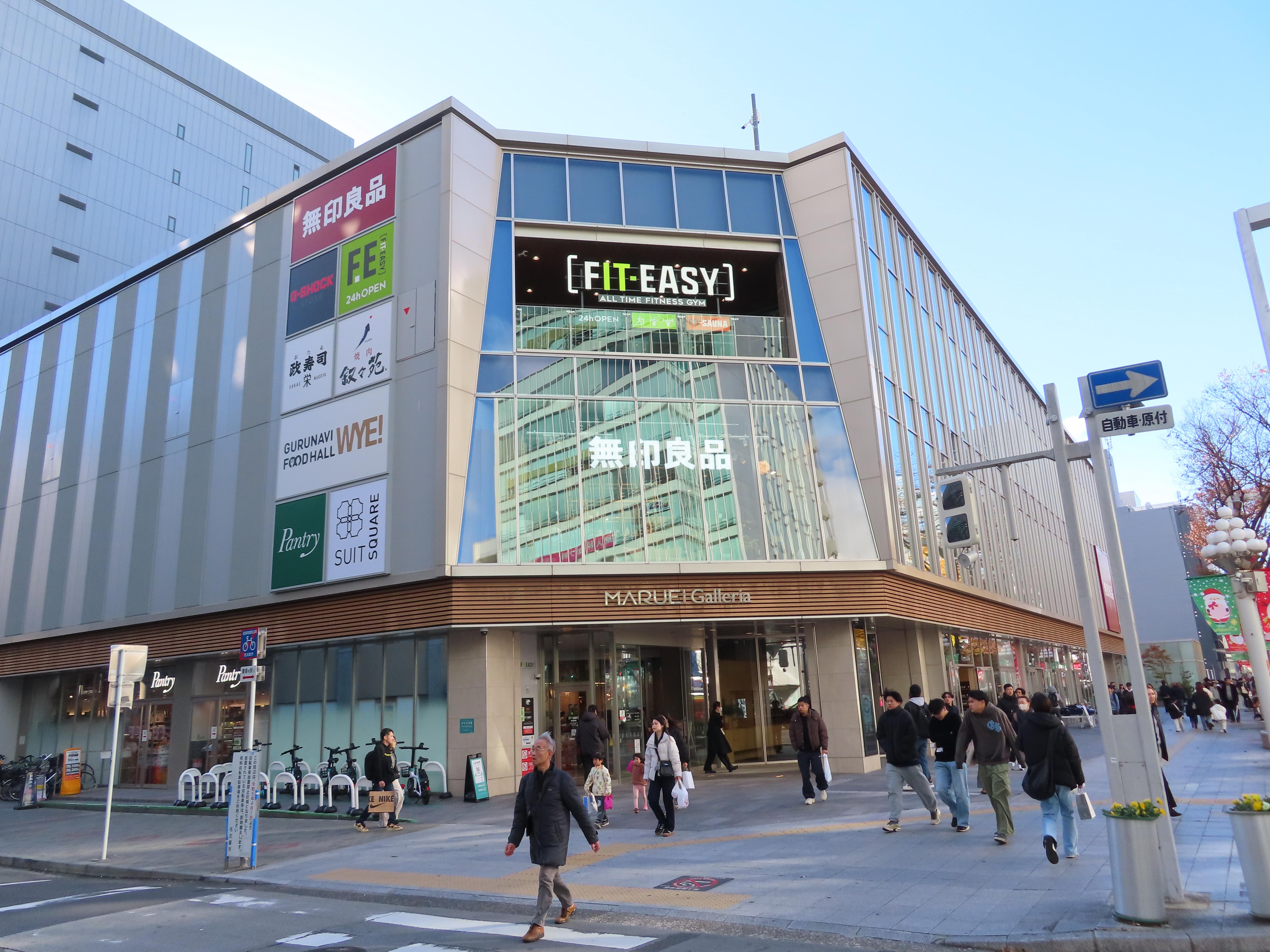
Maruei Galleria
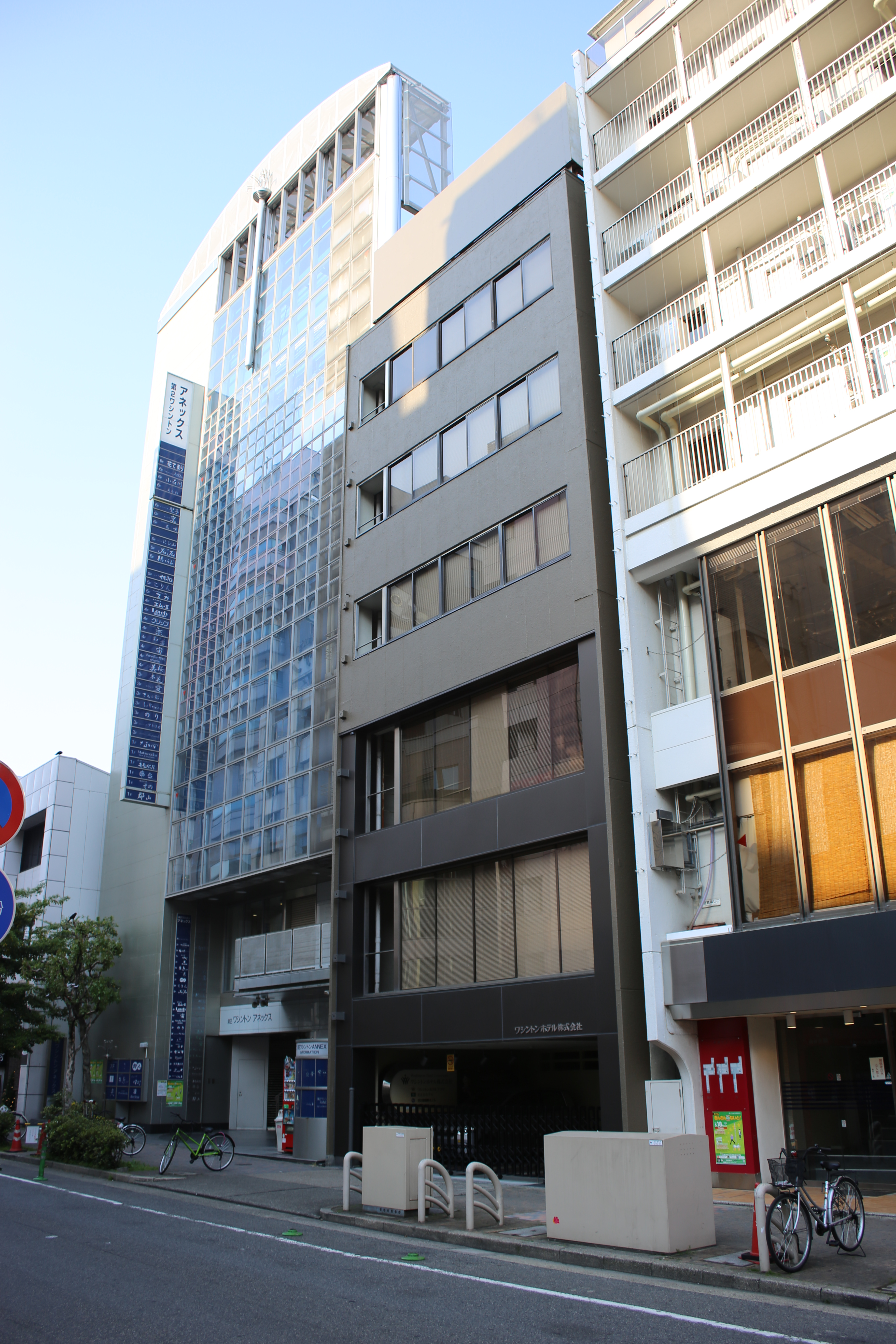
ワシントンホテル本社
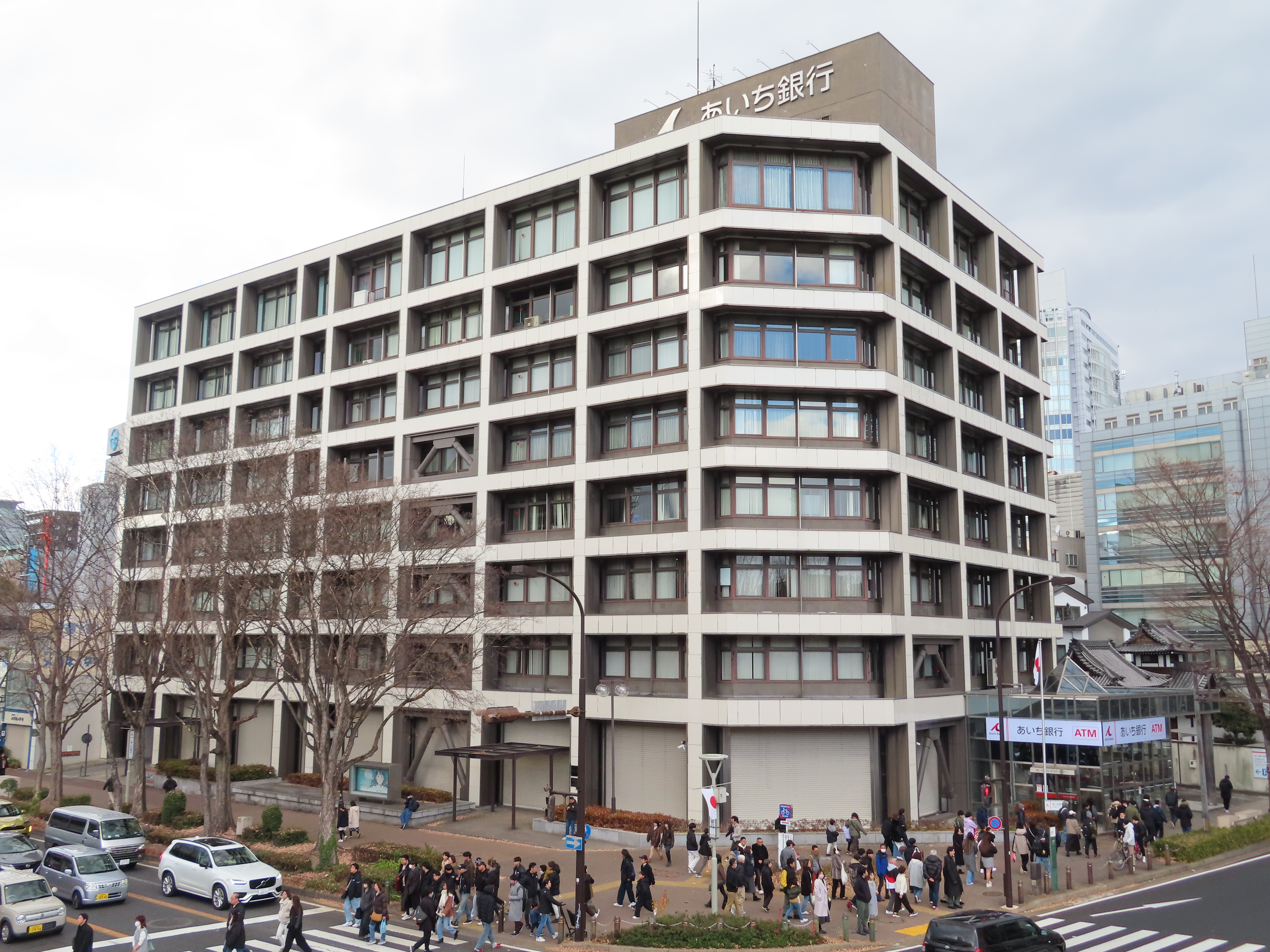
あいち銀行名古屋営業部（旧・中京銀行本店）
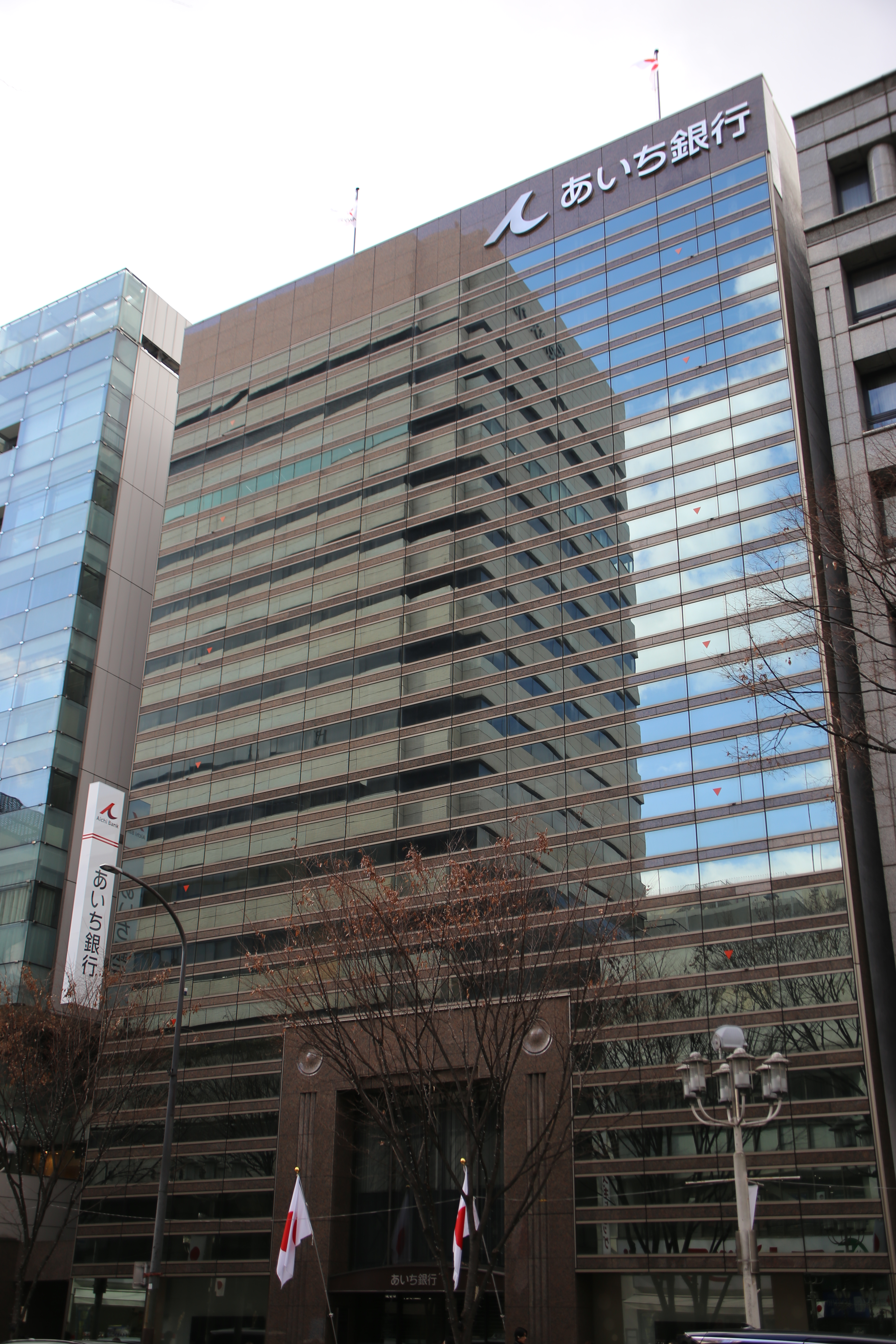
あいち銀行本店
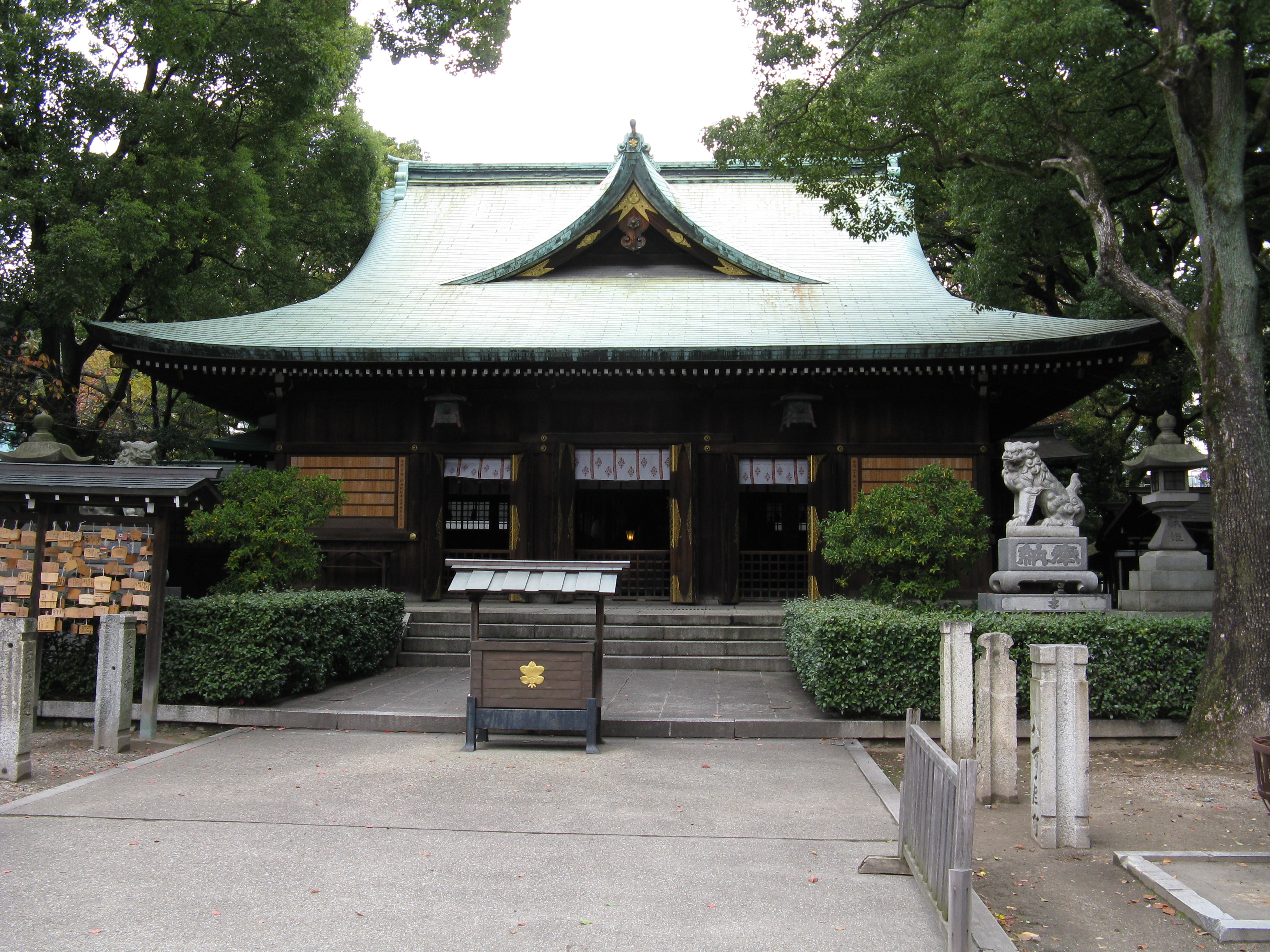
若宮八幡社
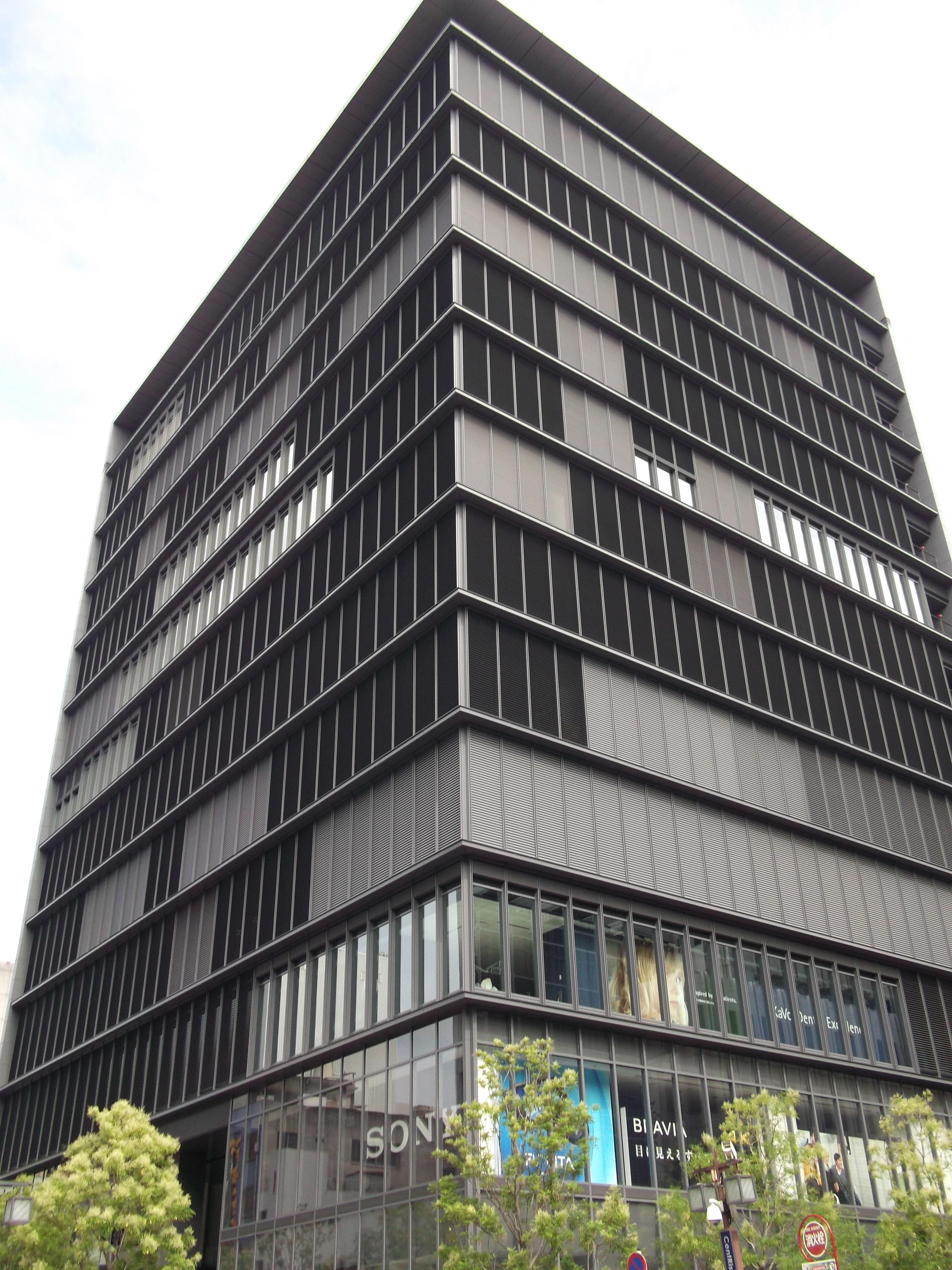
セントライズ栄
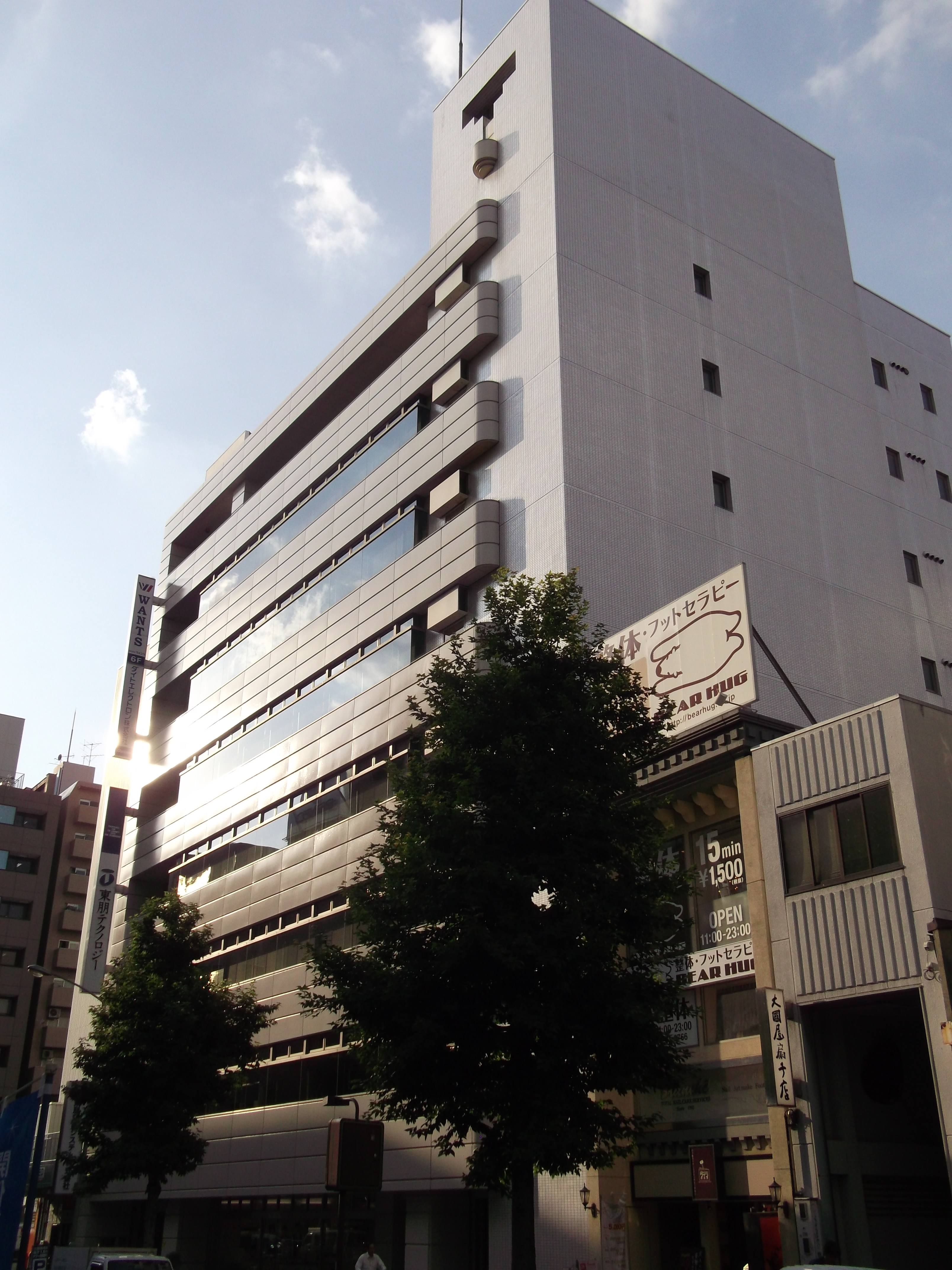
ウォンツ本社 東朋ビル
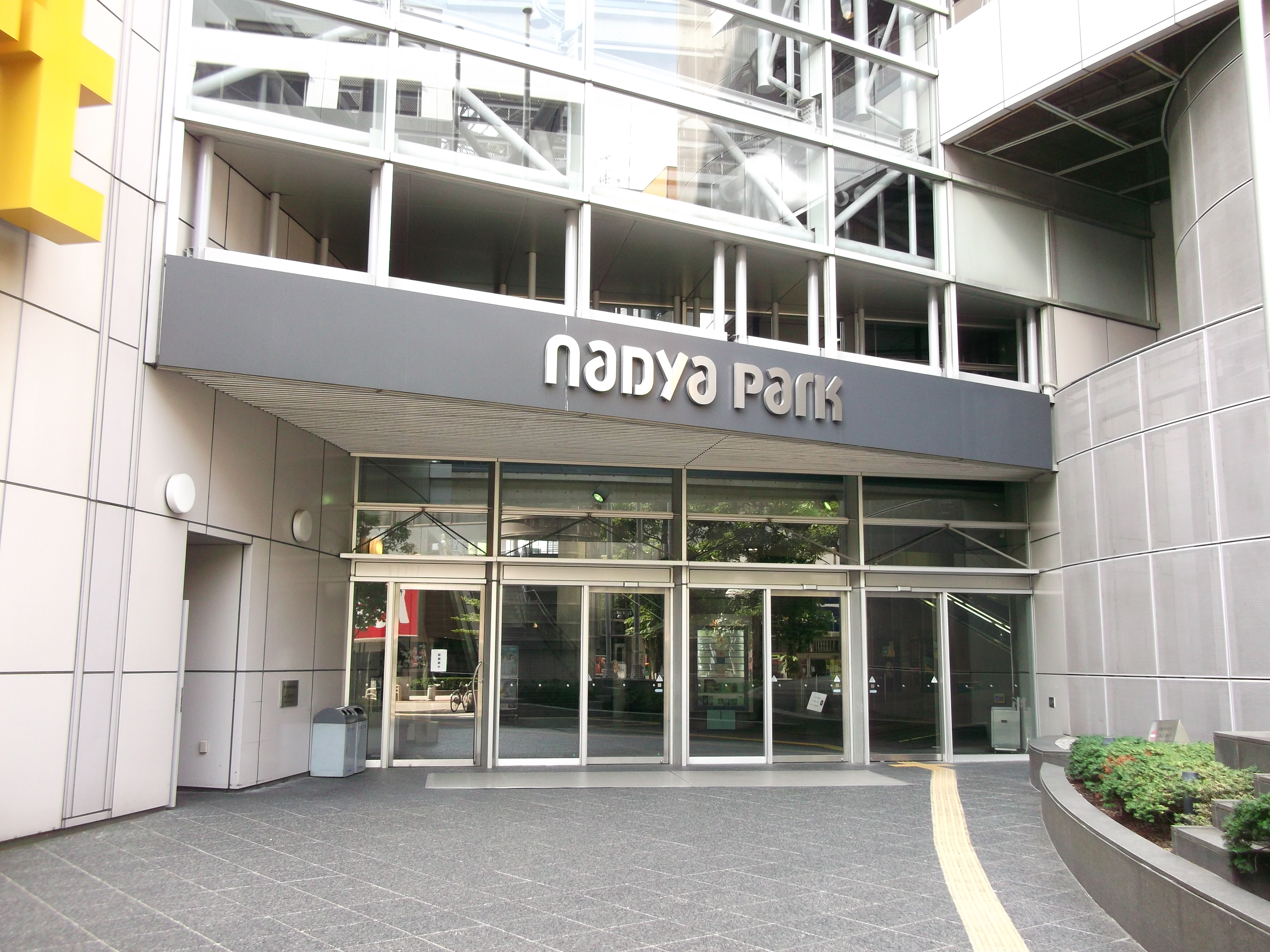
ナディアパーク入口
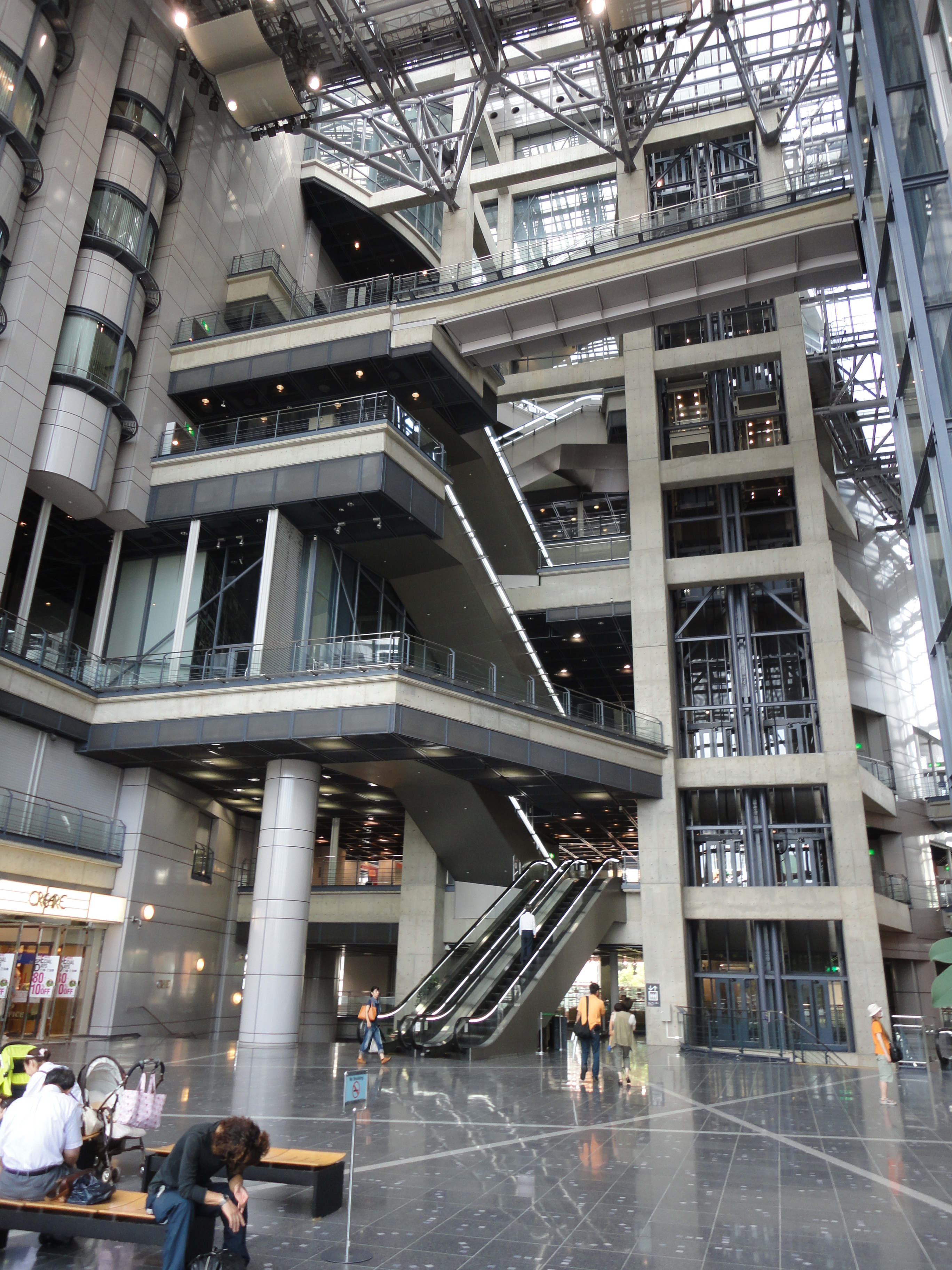
ナディアパーク
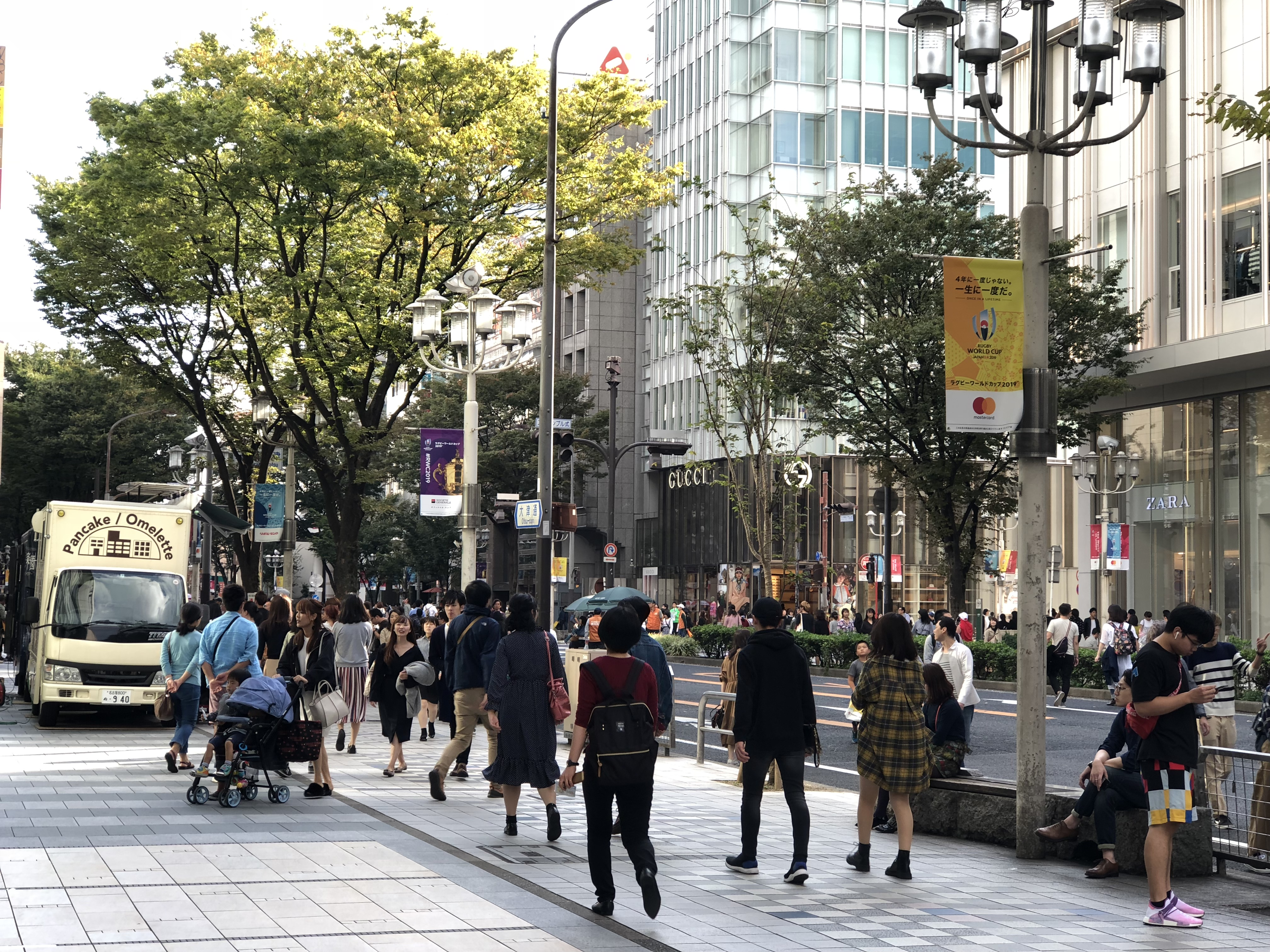
大津通（歩行者天国）
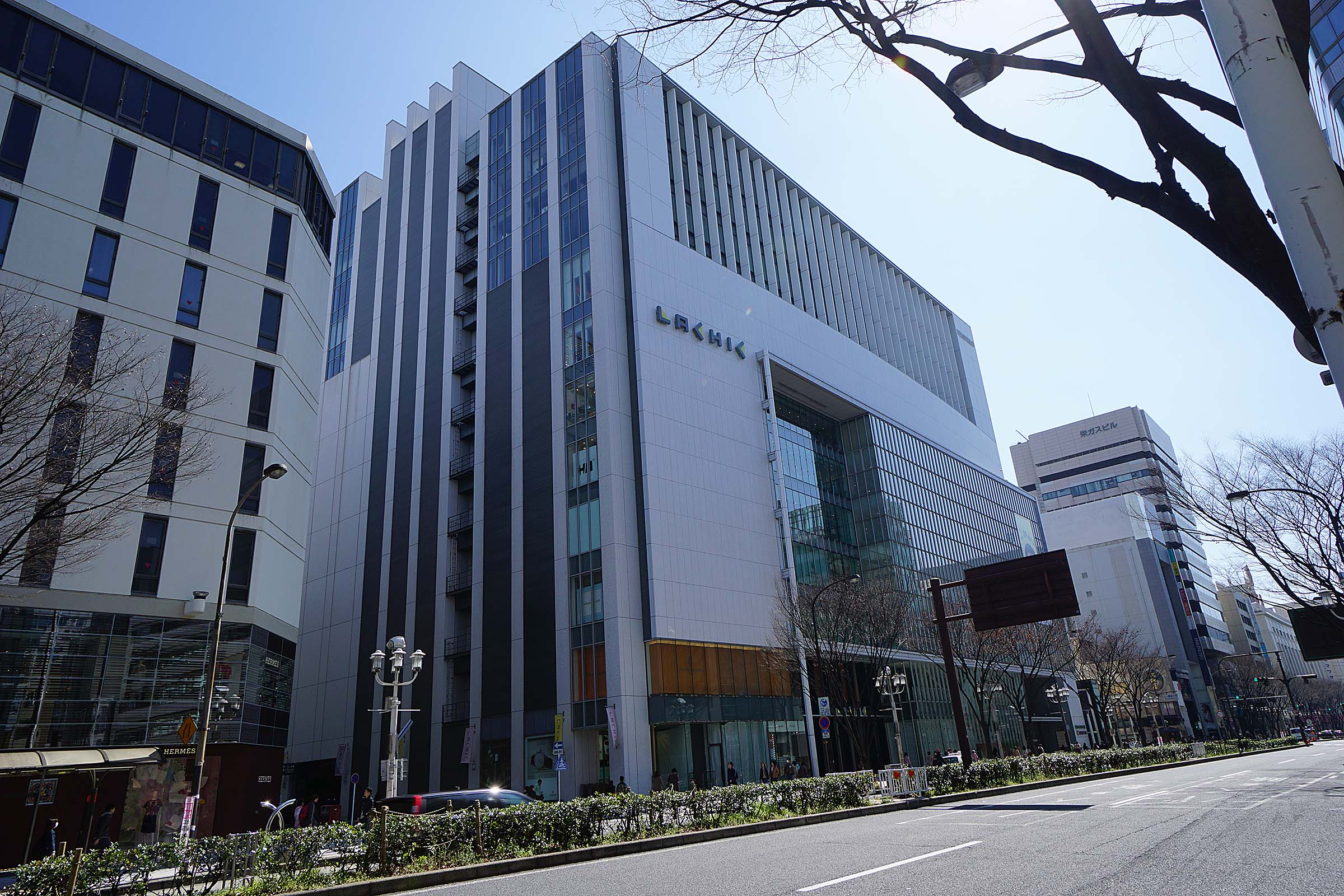
大津通
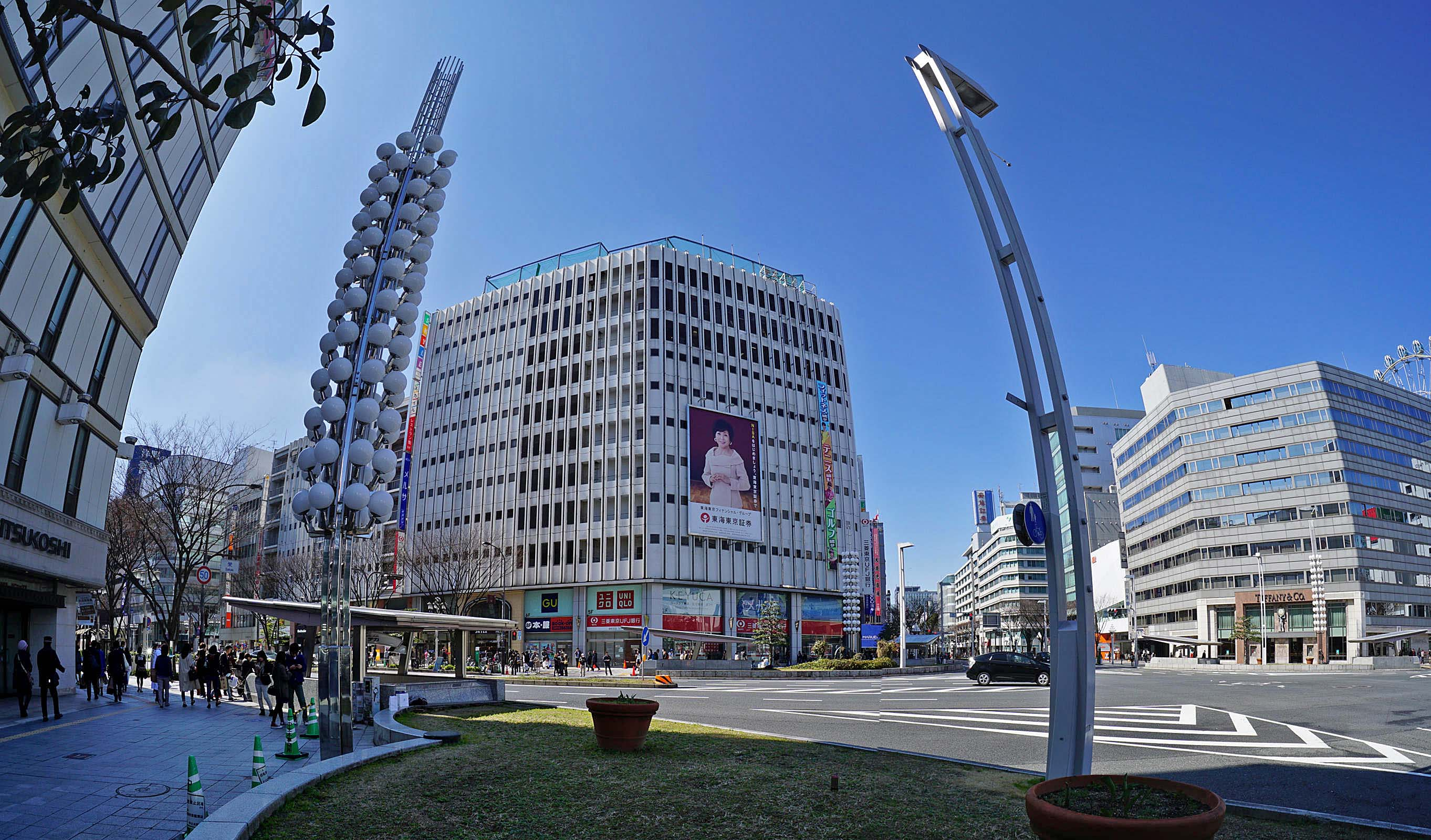
栄三丁目
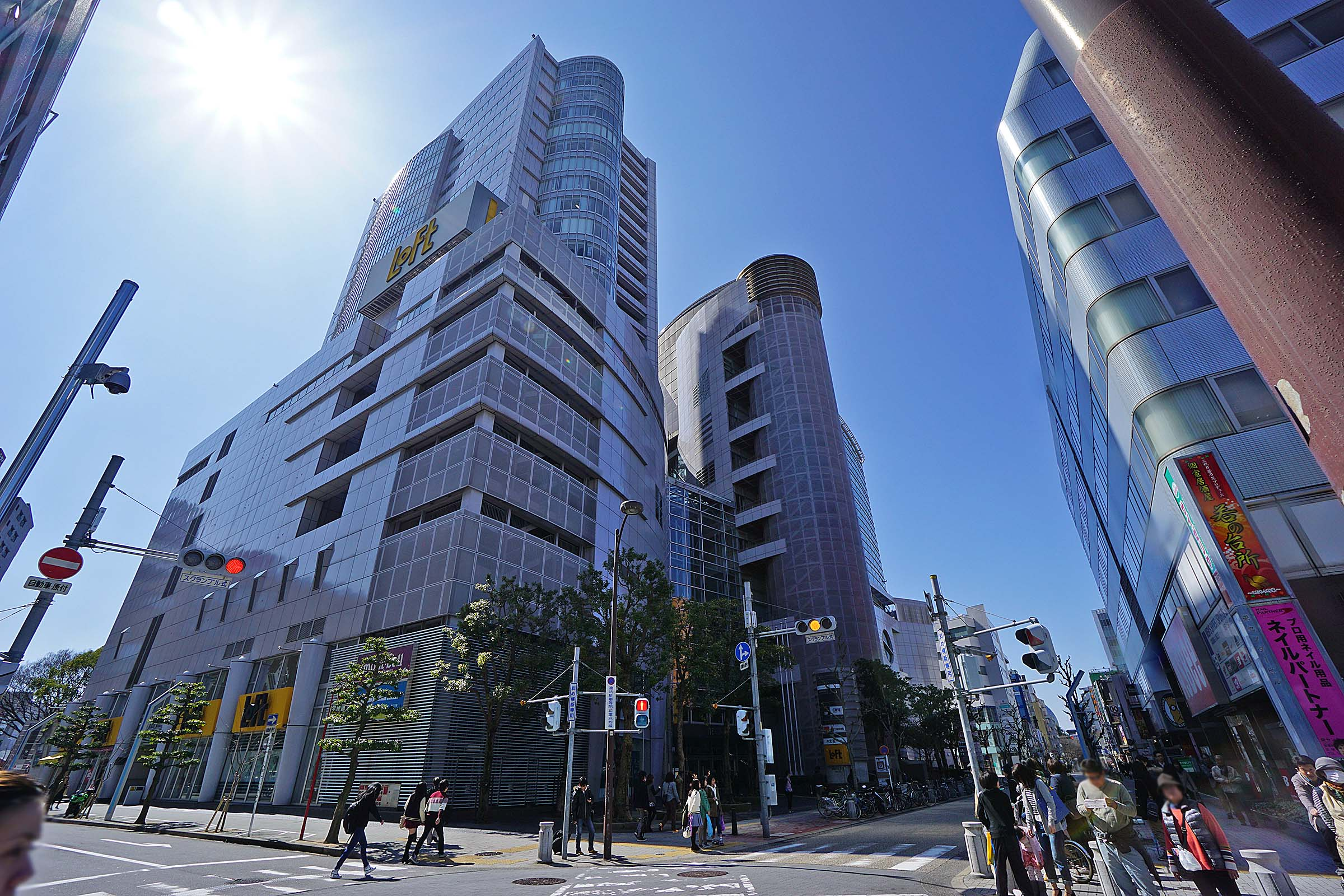
矢場町
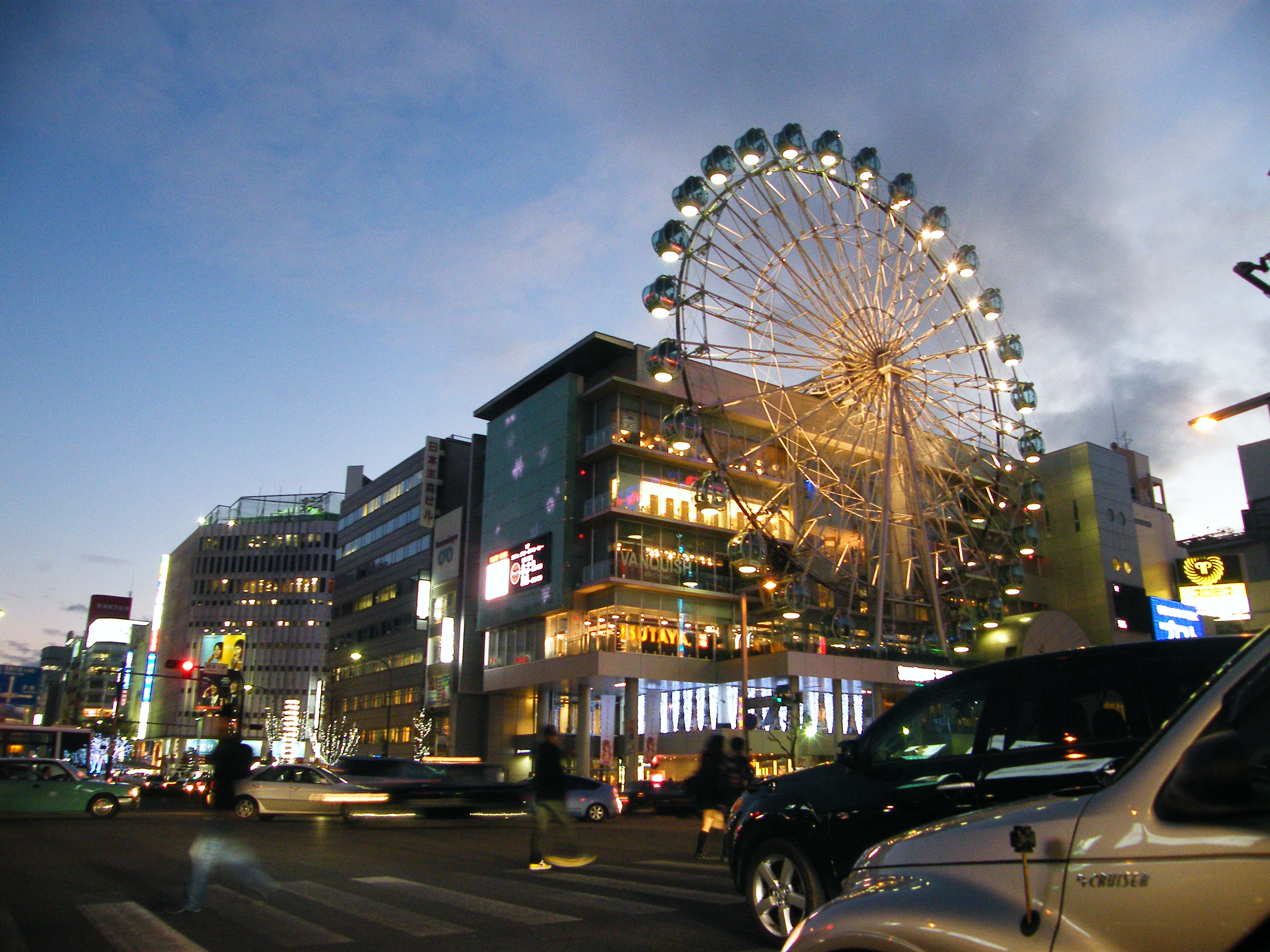
サンシャイン栄
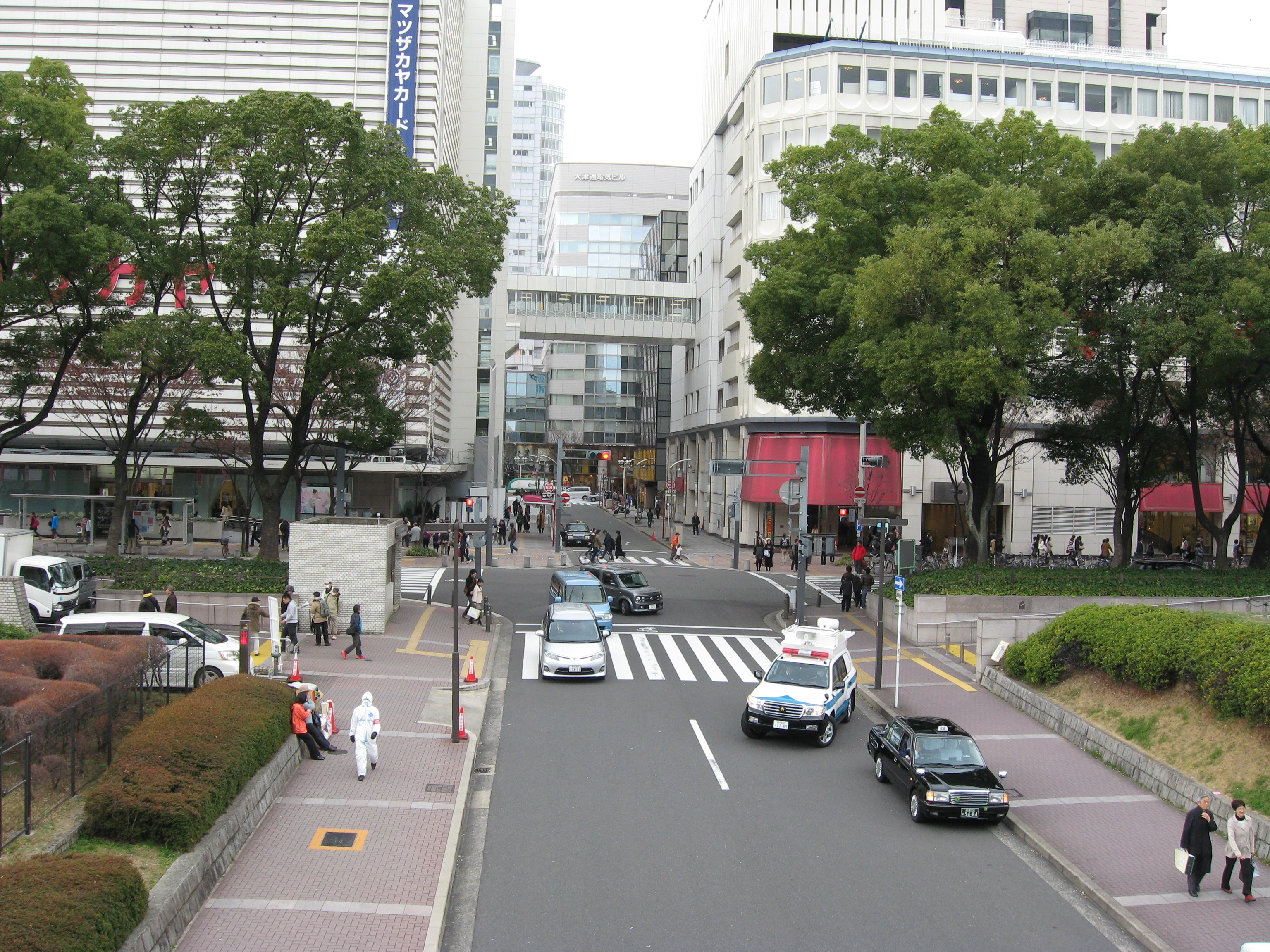
矢場町駅北
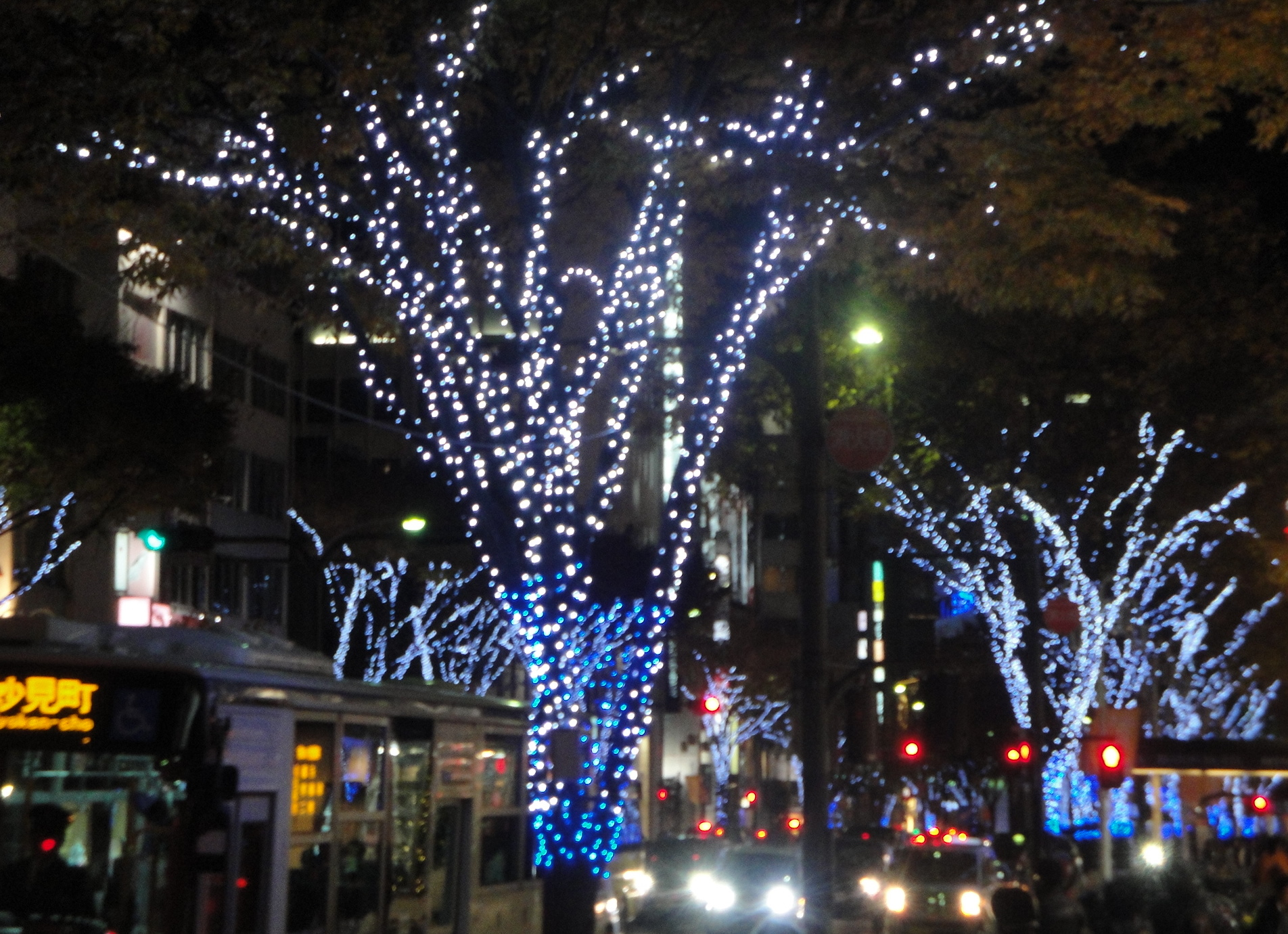
矢場町イルミネーション
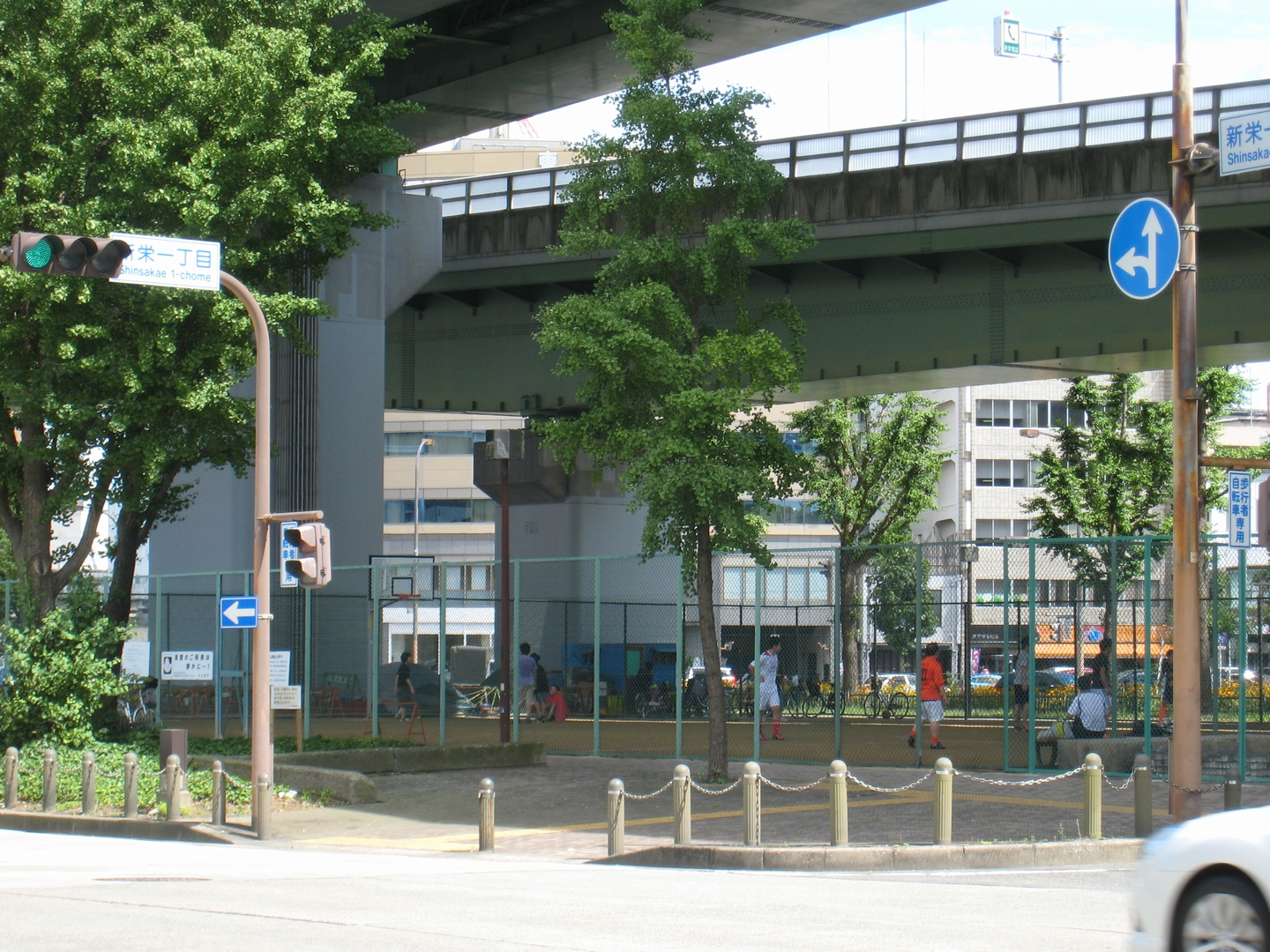
若宮大通公園バスケットコート
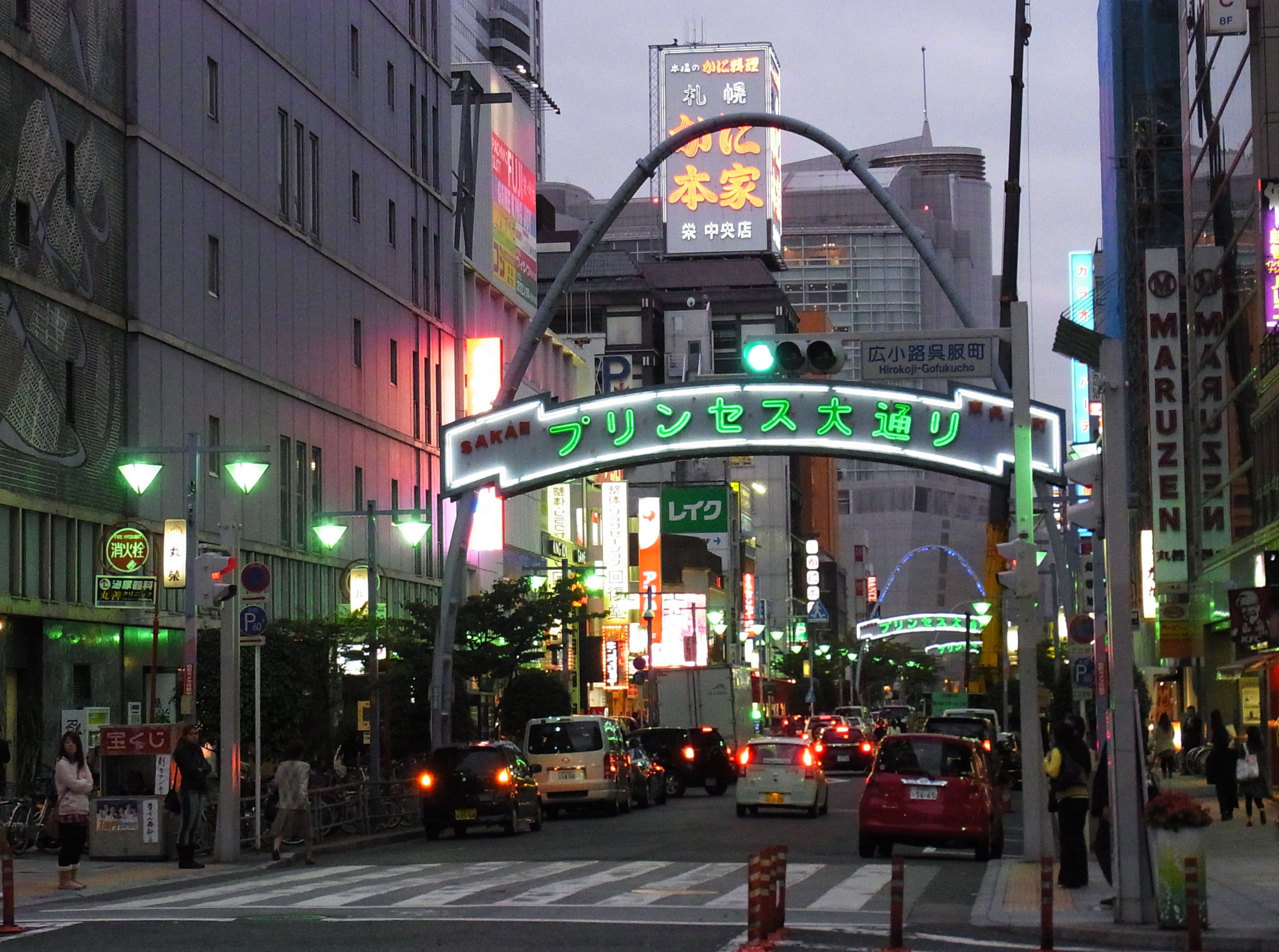
歓楽街・プリンセス大通り
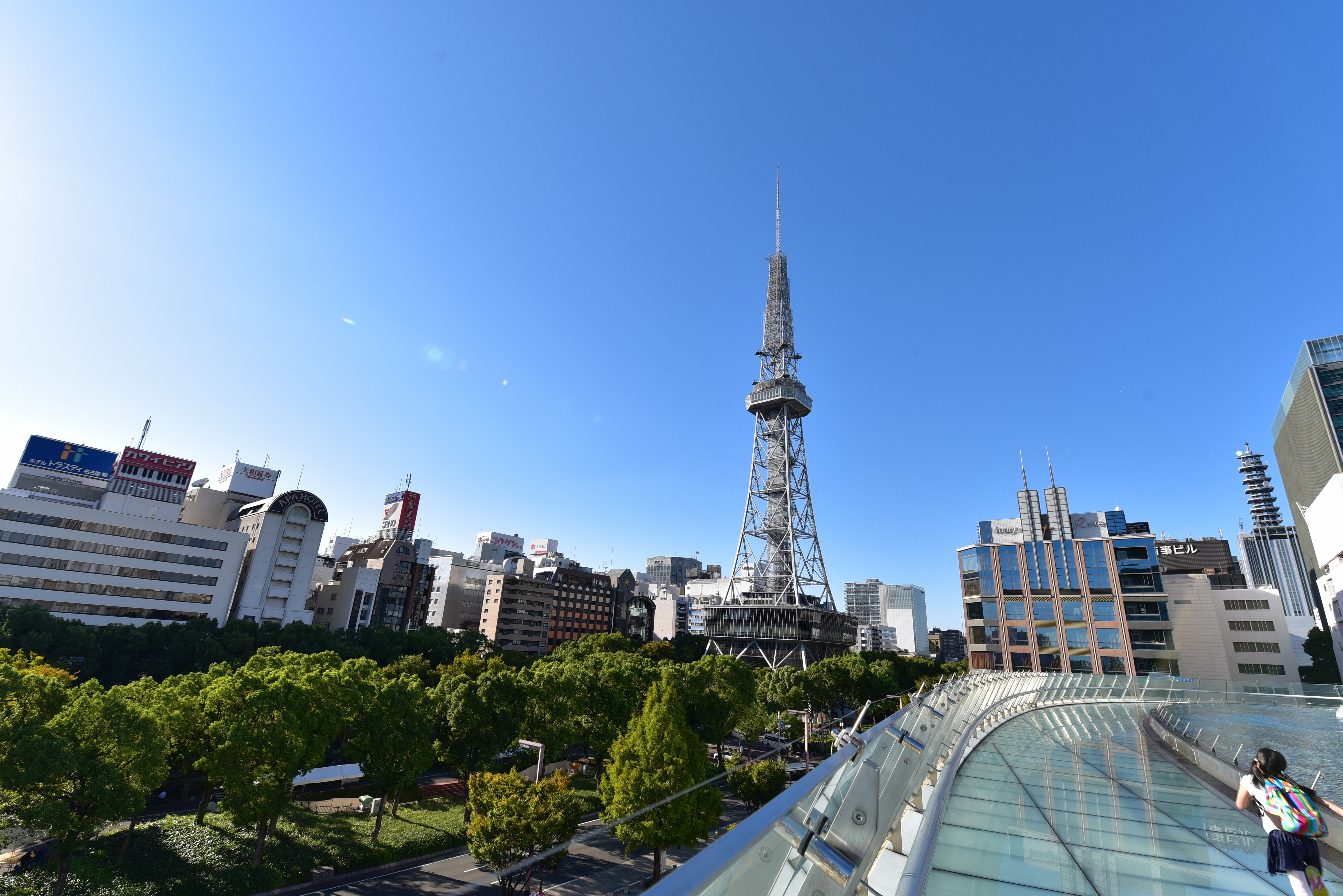
久屋大通と名古屋テレビ塔
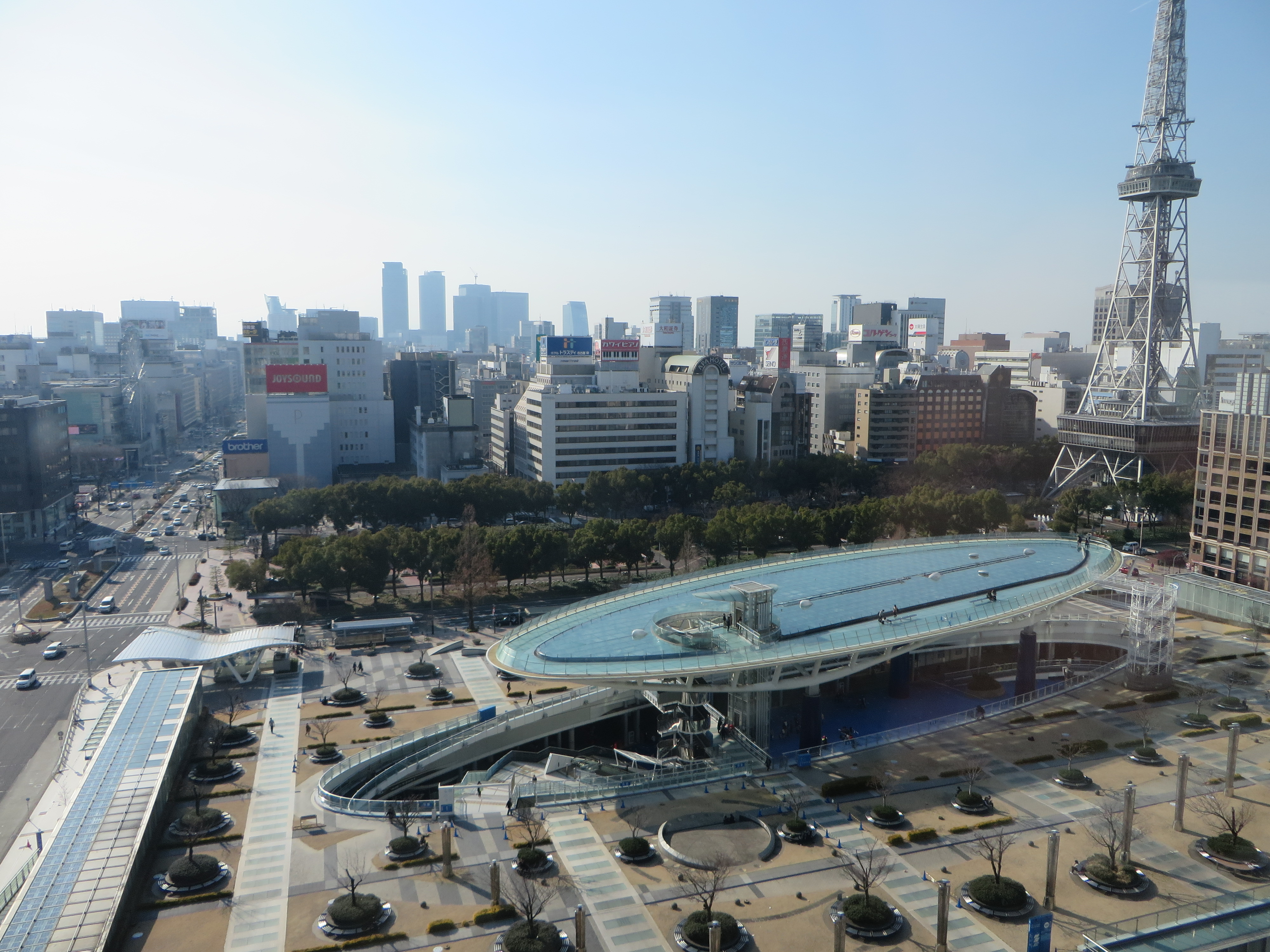
愛知県美術館から見たオアシス21と名古屋テレビ塔
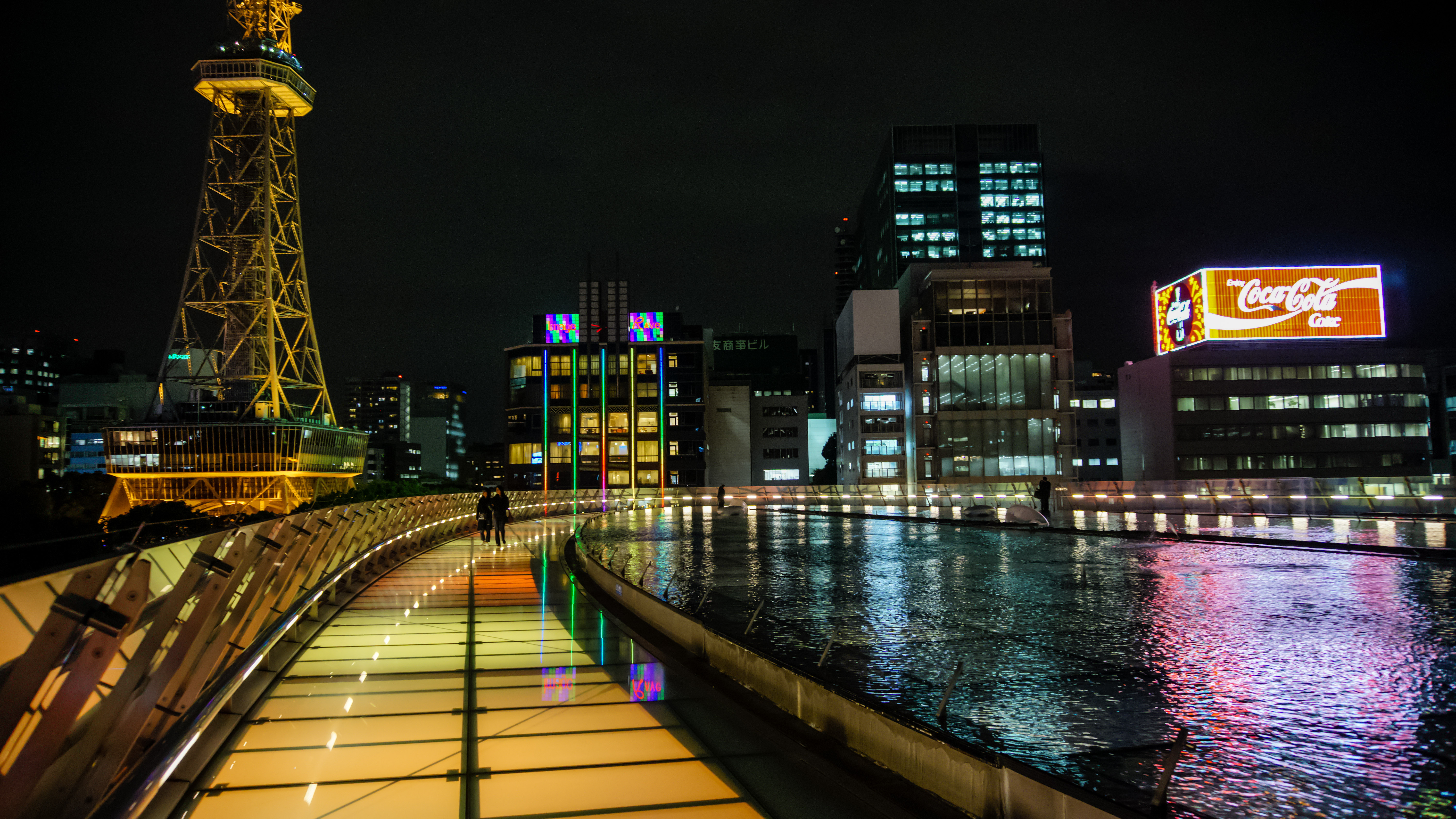
栄の夜景
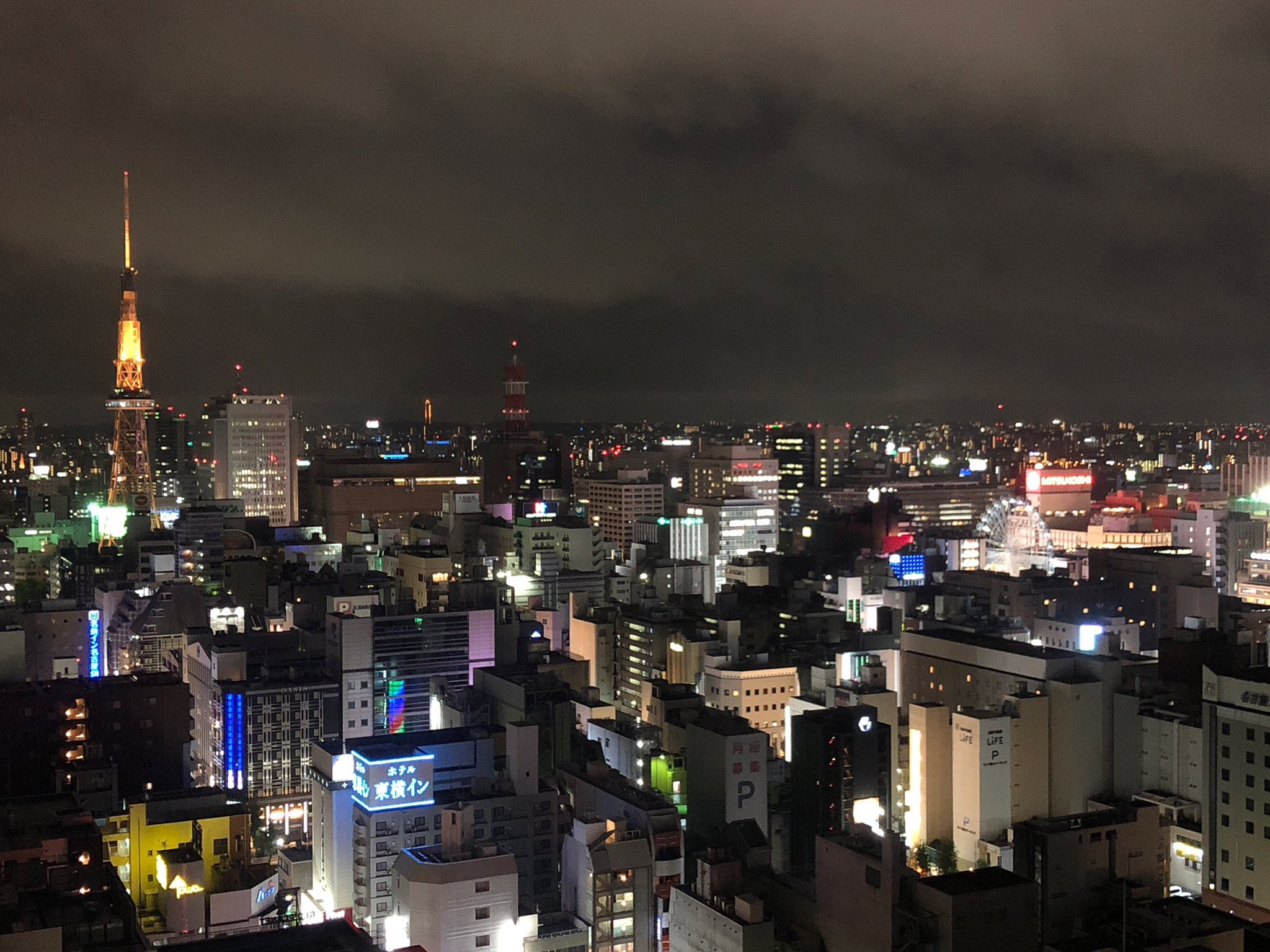
栄の夜景
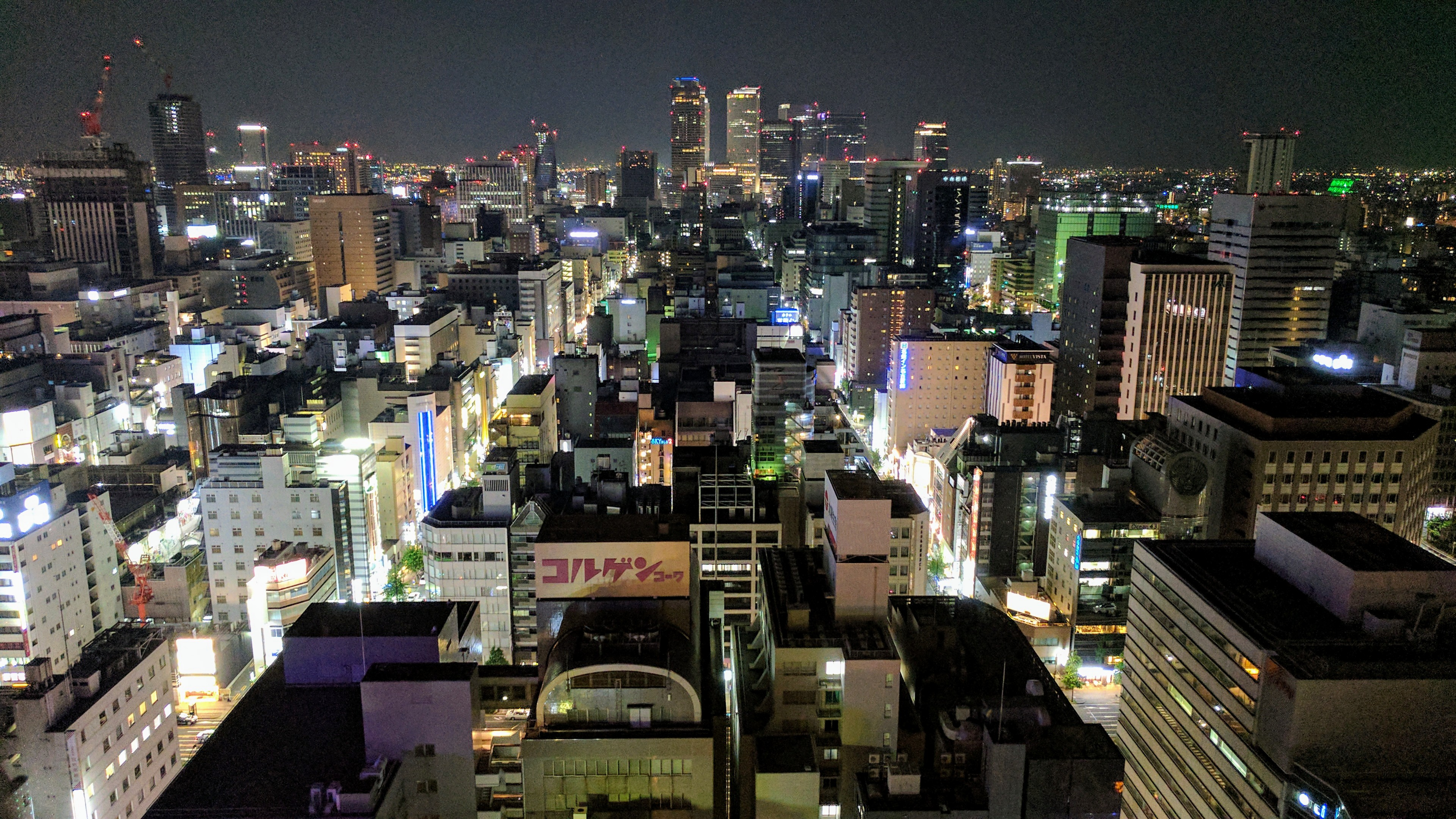
名古屋都心部の夜景
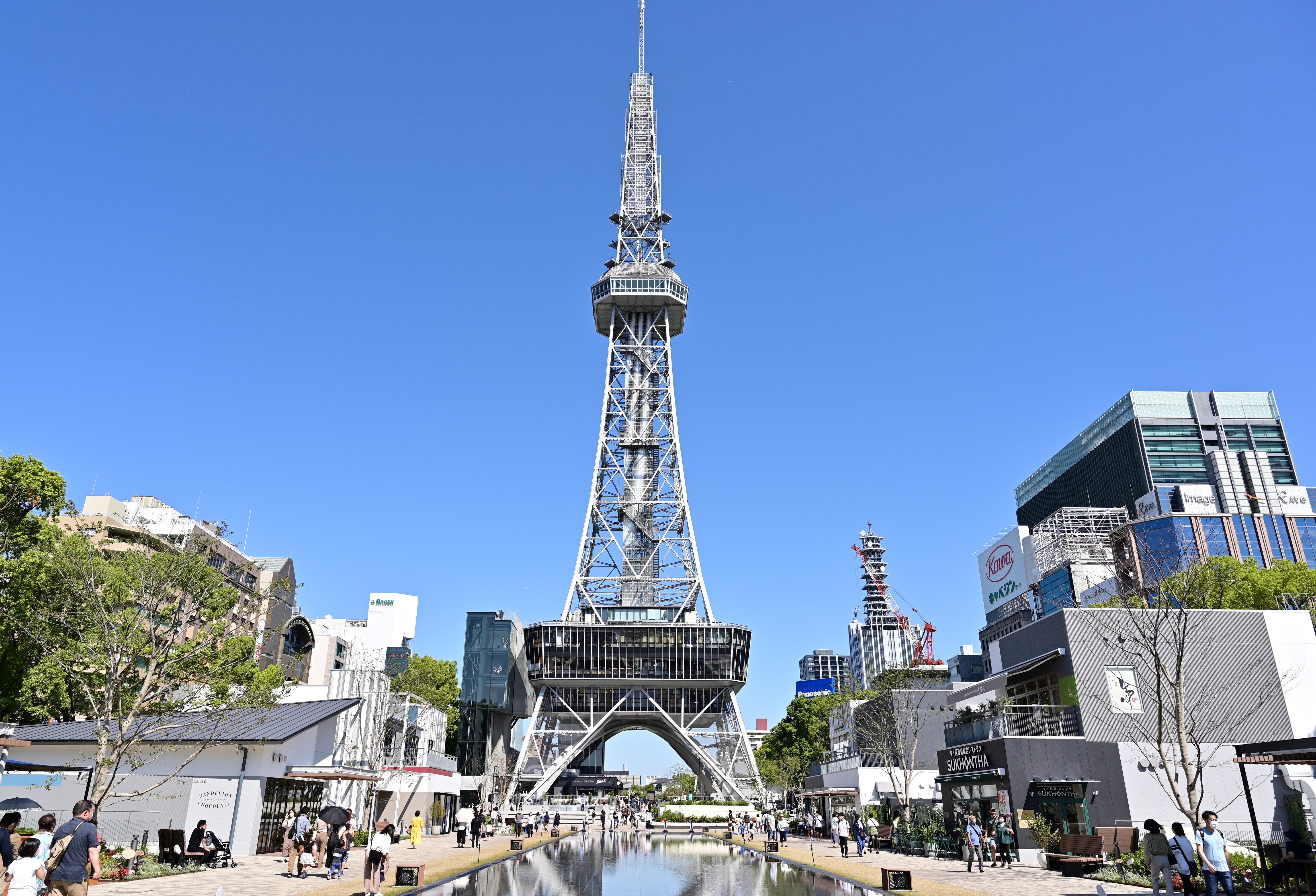
久屋大通公園
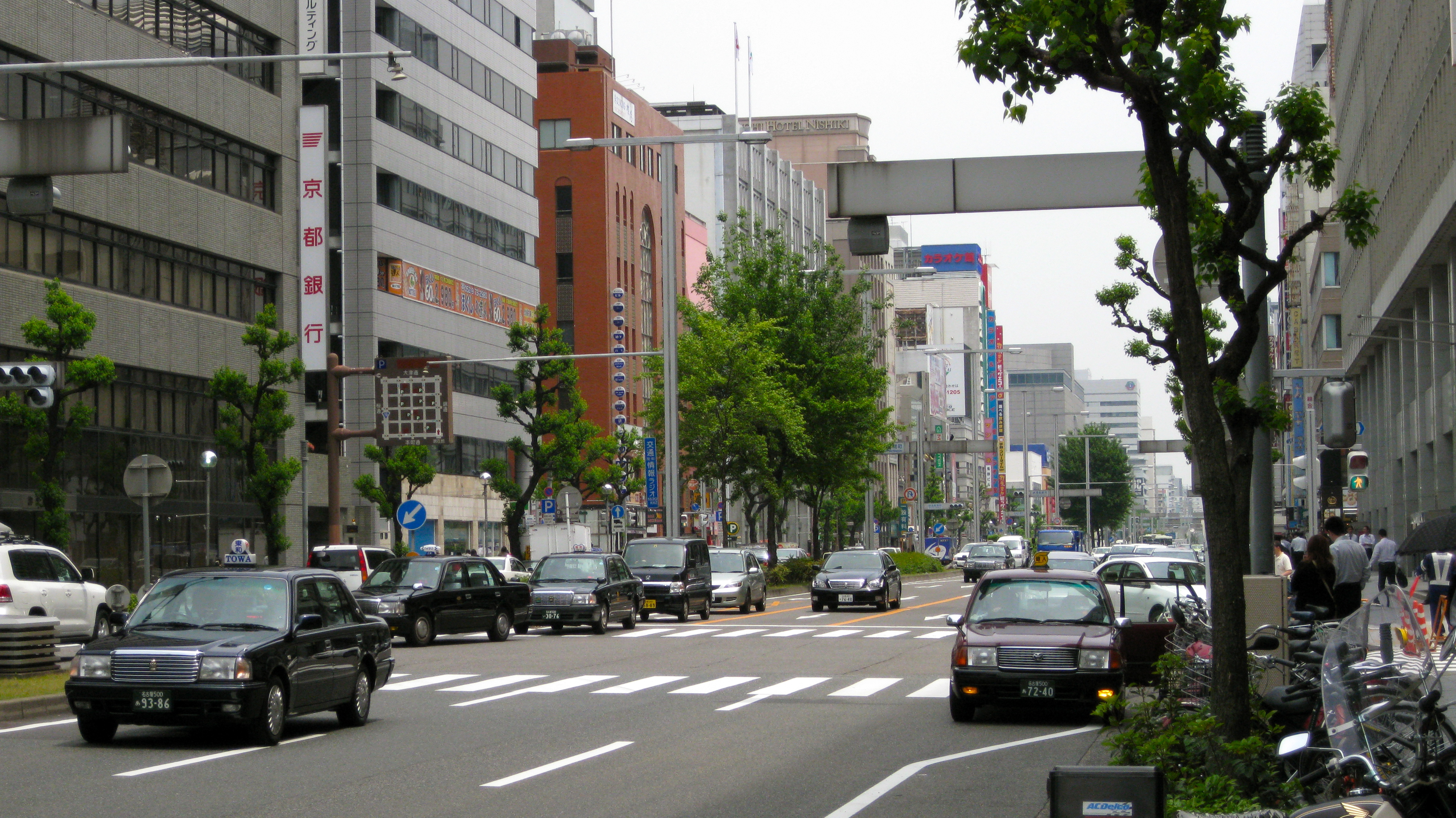
錦通の風景

### 栄四丁目

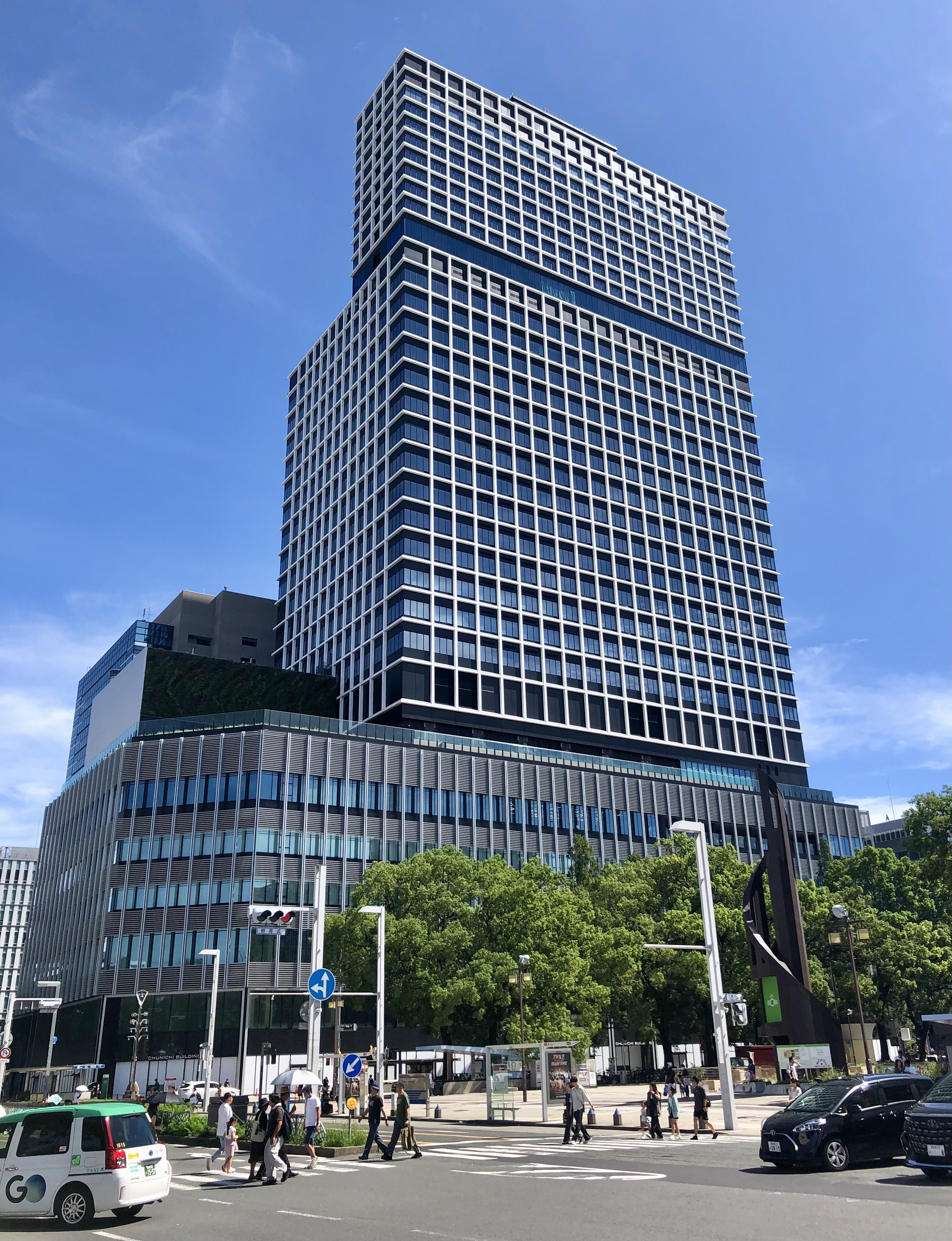
中日ビル
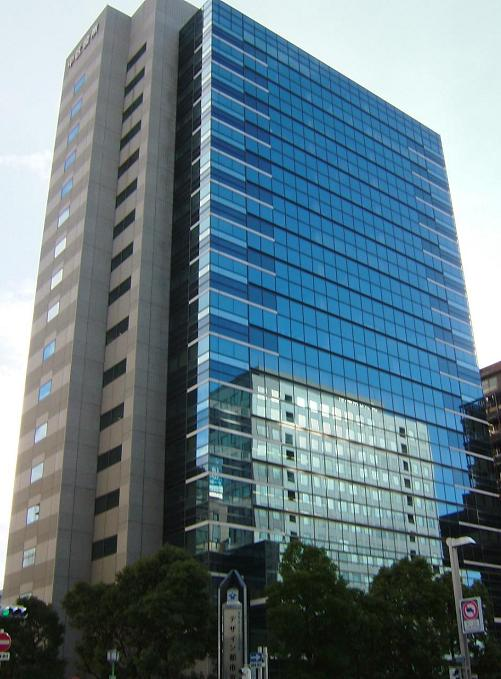
中区役所（栄サンシティビル）
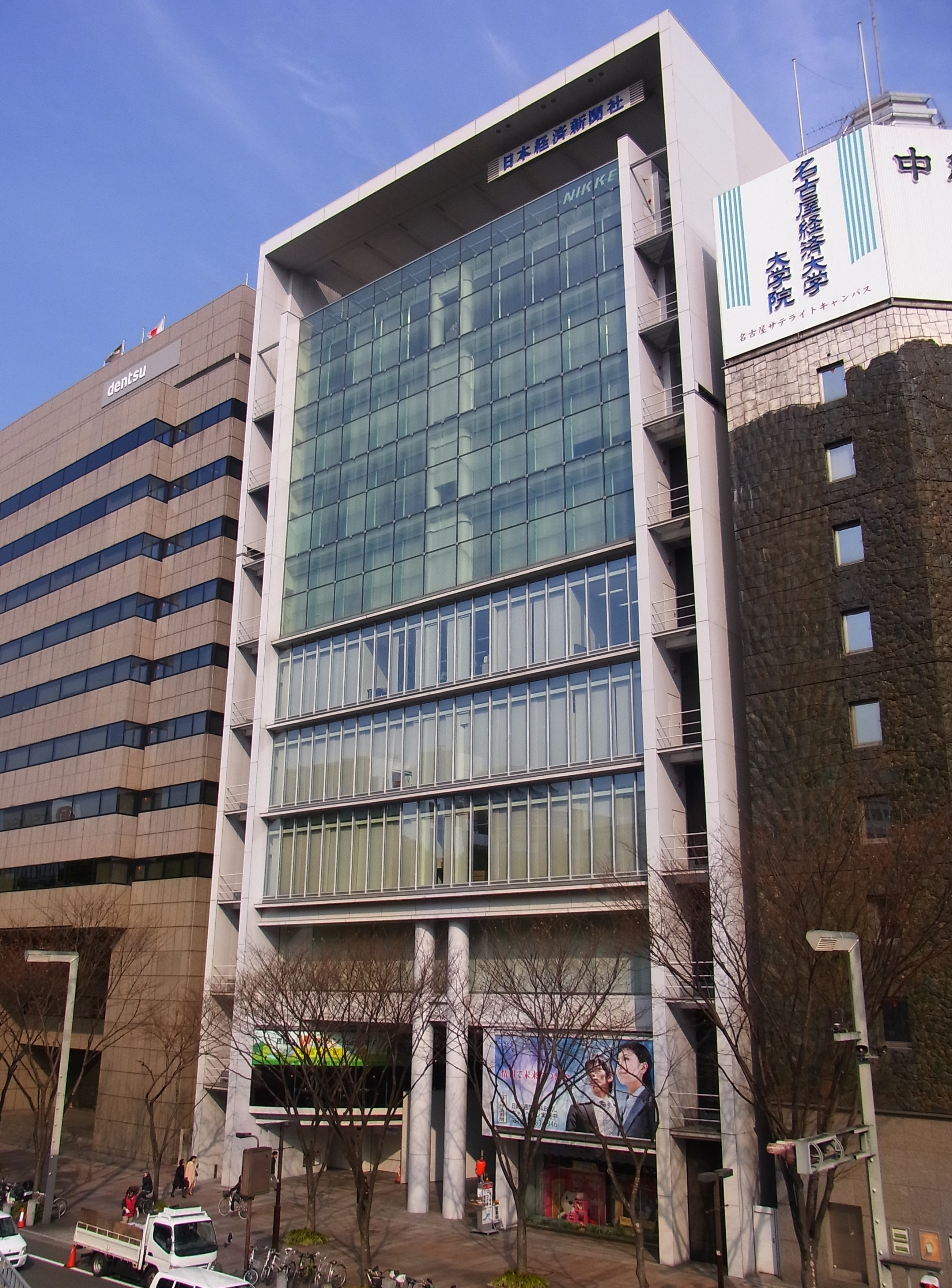
日本経済新聞名古屋支社
- 名古屋東急ホテル
- 女子大小路
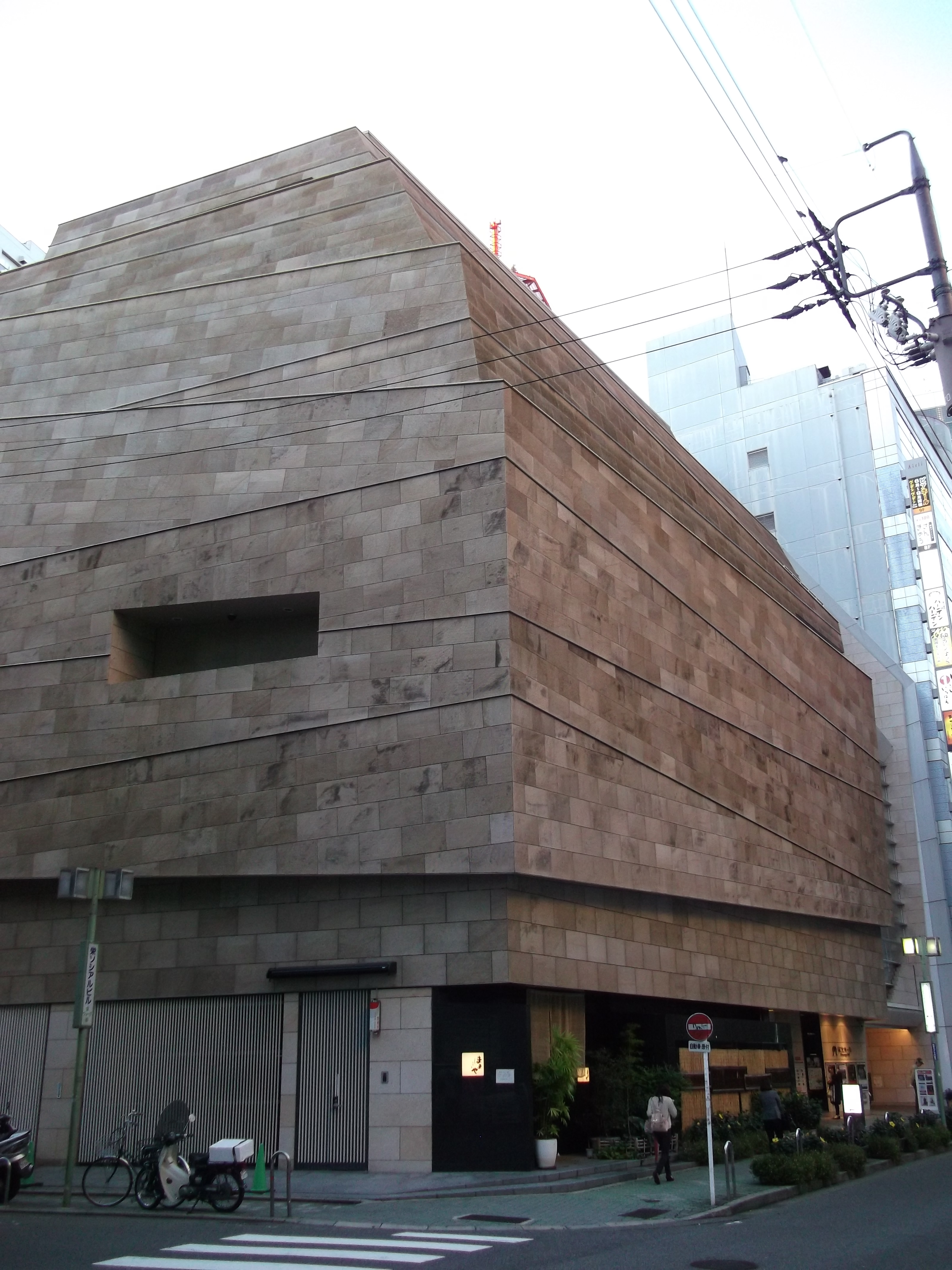
宗次ホール
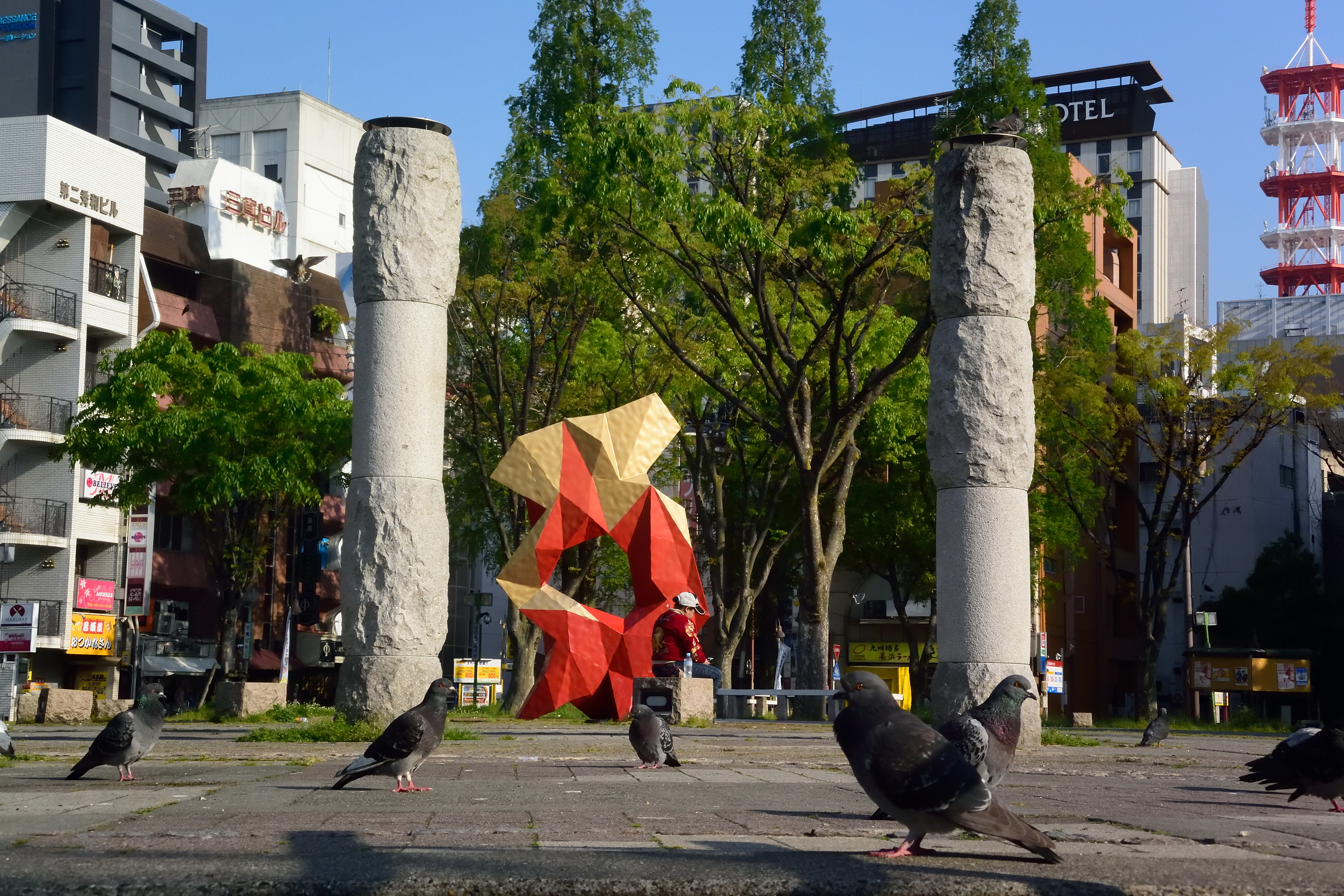
池田公園
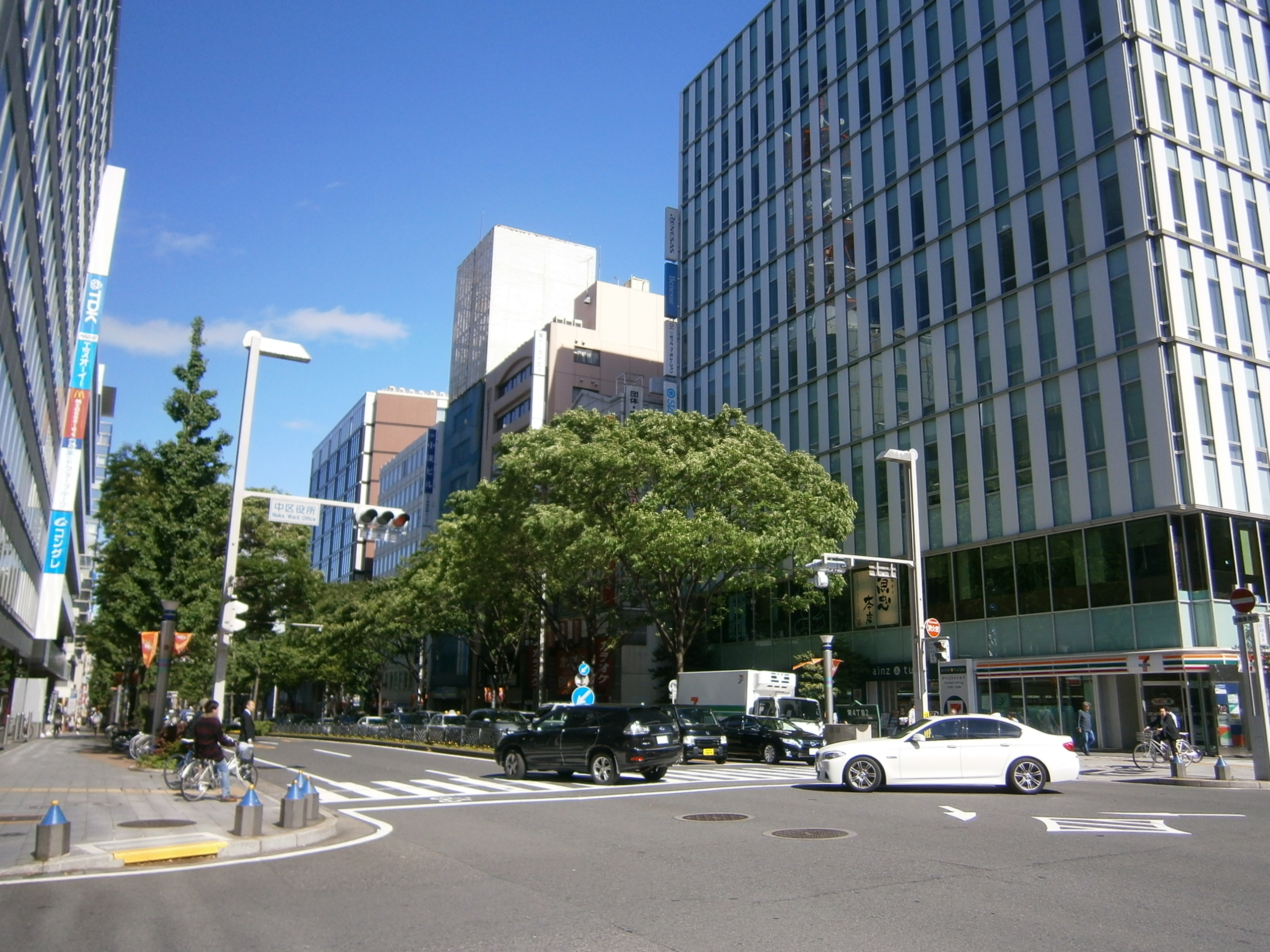
中区役所前

- 中日ビル
- 名古屋市中区役所
- 日本経済新聞名古屋支社
- 宗次ホール
- 池田公園
- 中区役所前

### 五丁目
- NTT西日本中ビル（NTTネオメイト東海支店）

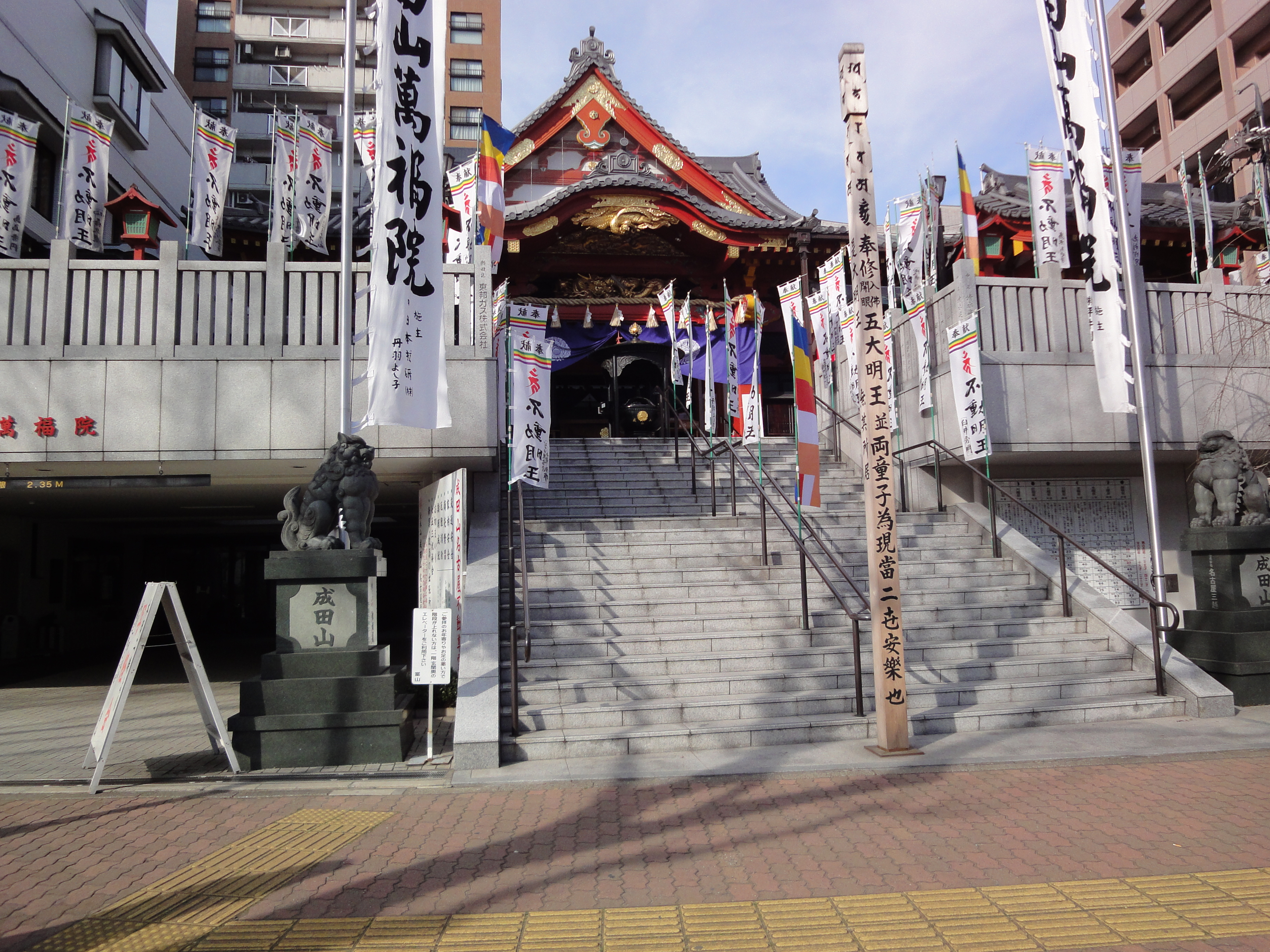
成田山萬福院
- 徳照寺
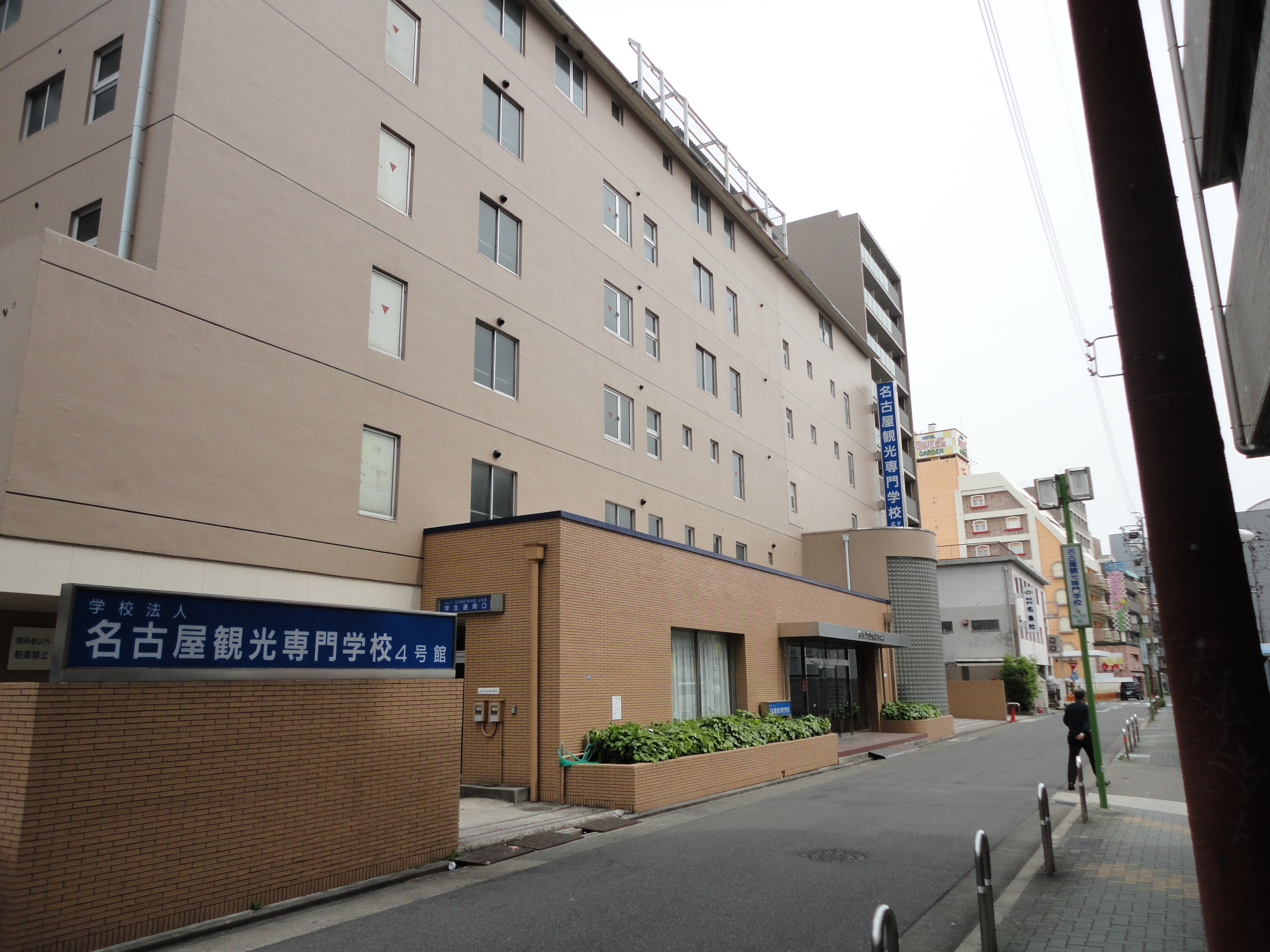
名古屋観光専門学校
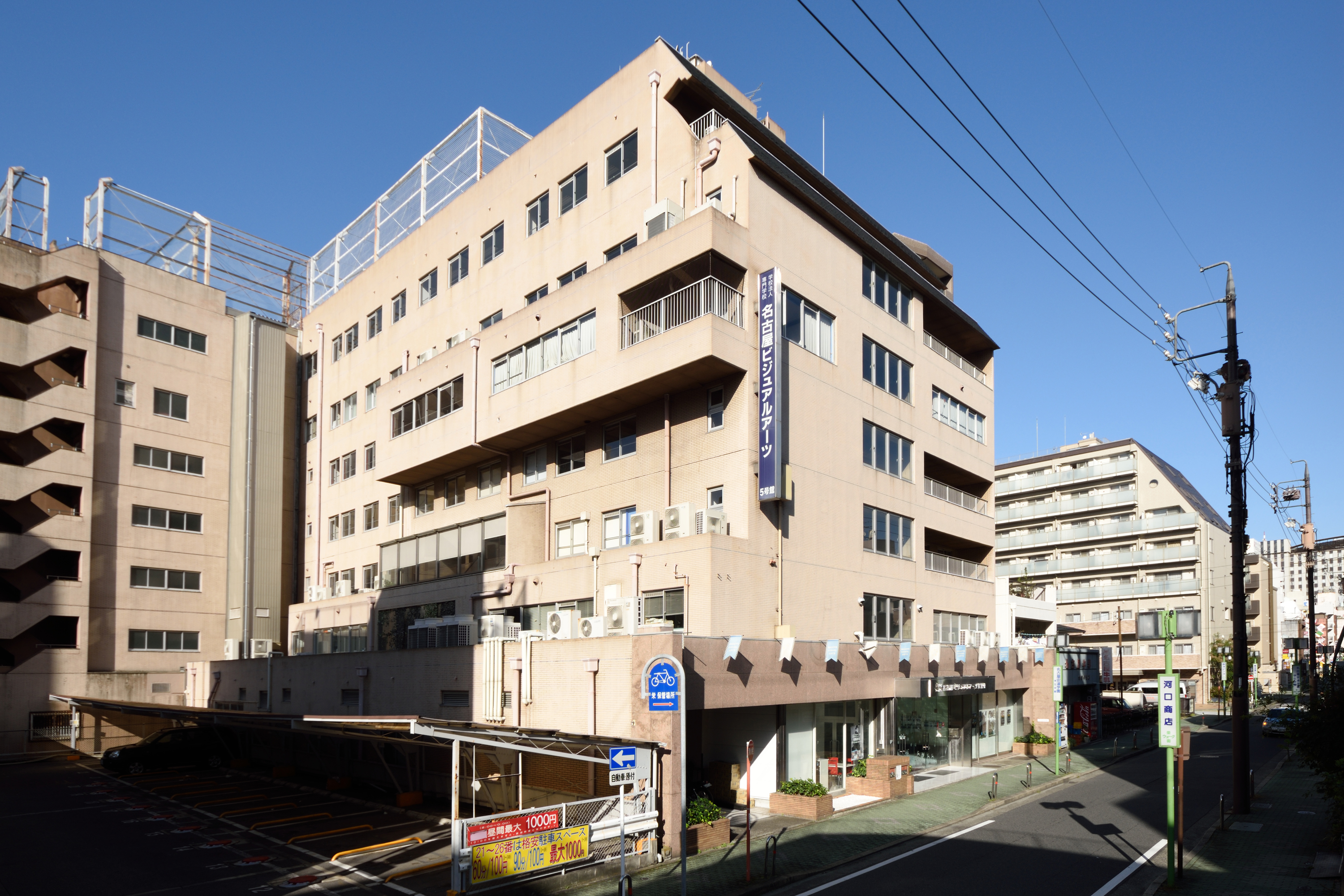
専門学校名古屋ビジュアルアーツ
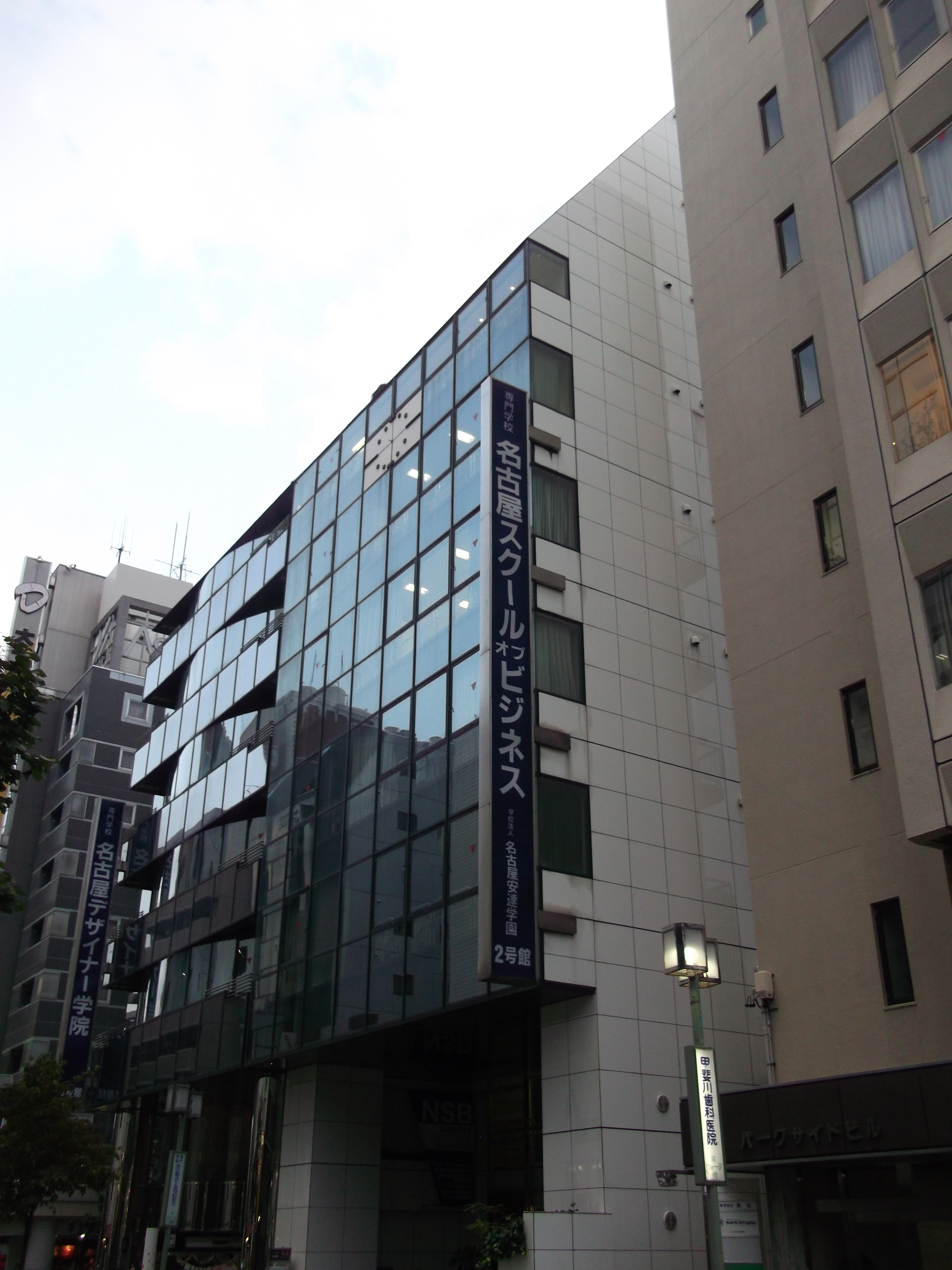
専門学校名古屋スクール・オブ・ビジネス
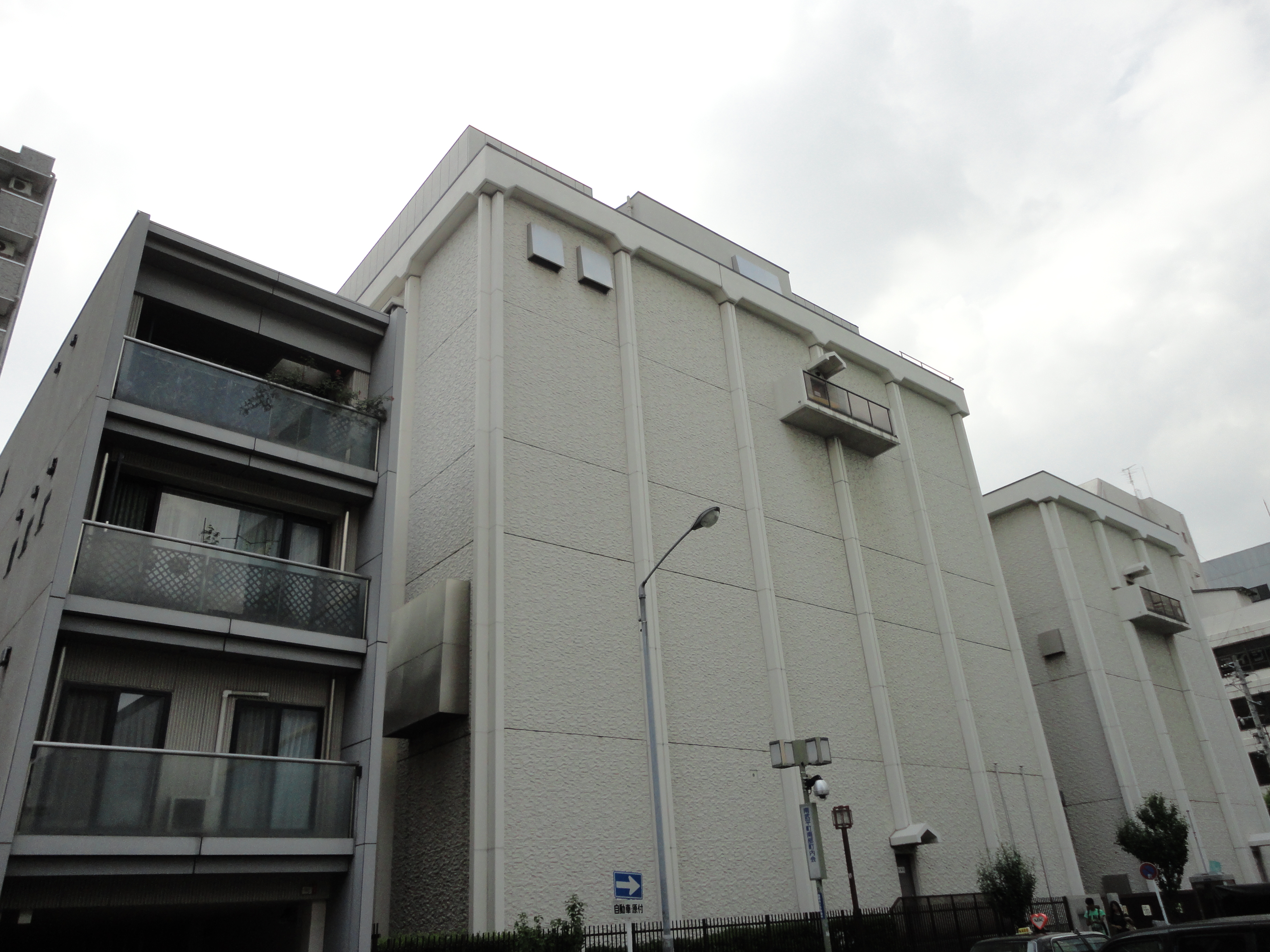
中部電力南武平町変電所

- 成田山萬福院
- 名古屋観光専門学校
- 専門学校名古屋ビジュアルアーツ
- 専門学校名古屋スクール・オブ・ビジネス
- 中部電力南武平町変電所

## その他

### 日本郵便
- 郵便番号 : 460-0008[WEB 3]（集配局：名古屋中郵便局[WEB 20]）。